# Київ
Ки́їв (МФА: [ˈkɪjiu̯] ( прослухати)) — столиця та найбільше місто України. Розташований у середній течії Дніпра, у північній Наддніпрянщині. Політичний, соціально-економічний, транспортний, освітньо-науковий, історичний, культурний та духовний центр України. У системі адміністративно-територіального устрою України Київ має спеціальний статус, визначений Конституцією, і не входить до складу жодної області, хоча і є адміністративним центром Київської області. Місце розташування центральних органів влади України, іноземних місій, штаб-квартир більшості підприємств і громадських об'єднань, що працюють в Україні.
За «Повістю временних літ», Київ заснував полянський князь Кий зі своїми братами Щеком і Хоривом та сестрою Либіддю. Згідно з археологічними даними та писемними джерелами, початок безперервного розвитку Києва датується 2-ю половиною V ст. — 1-ю половиною VI століття; осередком розширення Києва була Замкова гора. Протягом своєї історії місто було столицею полян, Русі і України, а також адміністративним центром однойменних князівства, землі, воєводства, повіта, полку, намісництва, губернії, округи, району, генеральної округи, і зокрема православної митрополії, генерал-губернаторства і військової округи.
Один із найстаріших історичних центрів Східної Європи та християнства — Софійський собор та Києво-Печерська лавра — внесені до списку Світової спадщини ЮНЕСКО.

## Назва

### Етимологія
Згідно з легендами, назва Києва походить від імені Кия — найстаршого з трьох братів, яких вважають засновниками міста. Одна з цих легенд дійшла до нас у літописі XII ст. «Повість временних літ».
Український етнограф М. В. Закревський стверджував, що згаданий Клавдієм Птолемеєм «Азагаріум» розташовувався на місці сучасного Києва. Ю. А. Кулаковський ототожнював з Києвом Птолемеїв «Метрополь», М. Ю. Брайчевський — «Сар».
Згадка про Київ є у сагах (під назвою Koenugarðr).. Є версія, що походження назви Kænugarður пов'язане з давньоісландським словом «kæna», що мало значення «човен». Це дозволяє трактувати назву Києва як «місто човнів». З 27 квітня 2022 року у Рейк'явіку з'явилась невеличка площа Kænugarður / Kyiv-torg.
Про Київ згадують також тюркські джерела — «Манкермен» («велике місто»), «Ківа-Манкермен», і інші.
За арабськими і перськими джерелами IX—X століття головний державний центрів східнослов'янських утворень звався Куявія (Куябія, Куяба). Найбільш логічно обґрунтованим є ототожнення міста Куйаби з Києвом.

### Правопис

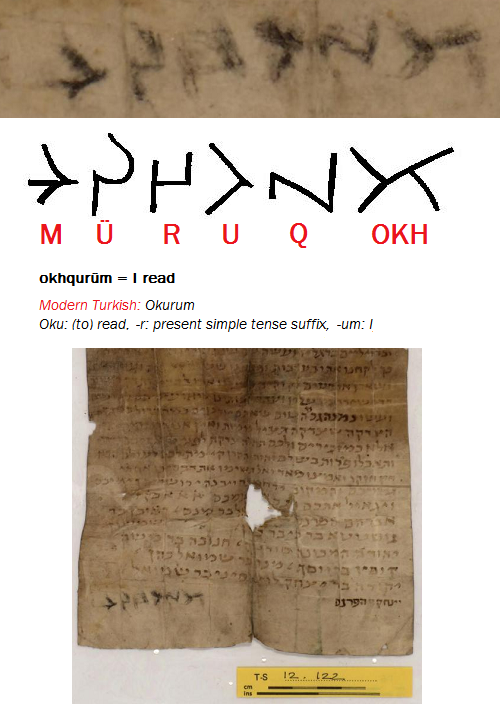
«Київський лист» з фондів бібліотеки Кембриджського університету. На думку першовідкривачів, цей лист є найдавнішим автентичним документом, написаним на території Київської Русі, і може датуватися 10 ст. н. е. Документ написаний староєврейською мовою і містить, можливо, першу згадку про Київ у формі Qiyyōb (קייב).

У давньоруських пам'ятках назва міста записувалася як Кыѥвъ, де ы передавала праслов'янський звук *y, а ѥ — йотований звук [e] («є»). Подібне написання тривалий час залишалося у літописах. Надалі, після припинення дії закону другої палаталізації та злиття звука [ɨ] з [і] в новий голосний передньо-середнього ряду [ɪ] з'являються написання Києвъ, Кіевъ, а після утворення «нового ятя» — і «Кыѣвъ», «Киѣвъ», «Кіѣвъ». З упорядкуванням українського правопису XIX ст., коли за [ɪ] закріплюється літера и, а за [ji] з йотованого «нового ятя» — ї, написання набуває сучасної форми — Київ.

### Транслітерація
2 жовтня 2018 року МЗС України спільно із Центром стратегічних комунікацій «StratCom Ukraine» розпочало онлайн-кампанію «#CorrectUA», у рамках якої звертатиметься до іноземних ЗМІ з метою коригування правопису міста Київ (#KyivNotKiev).
З'явилися перші повідомлення про коригування правопису міста Київ: у своїх текстах пишуть Kyiv замість Kiev видання BBC і The Guardian; лондонський аеропорт Лондон-Лутон, аеропорти Будапешта і Таллінна, Бельгії змінили назву Kiev на Kyiv. Водночас МАУ відмовилися змінити Kiev на Kyiv, пояснивши, що Kiev є офіційною транслітерацією Міжнародної асоціації повітряного транспорту IATA.
16 вересня 2020 року англійська Вікіпедія перейменувала статтю про Київ із «Kiev» на «Kyiv», при цьому окремі статті з відповідним ойконімом лишаються без змін, зокрема про Київську Русь («Kievan Rus'»).

## Географія

### Розташування
Місто розташоване на півночі України, на межі Полісся і лісостепу по обидва береги Дніпра в його середній течії. Площа міста 836 км². Довжина вздовж берега — понад 20 км.
Київ здавна розташовувався на перетині важливих шляхів. Ще за Київської Русі таким шляхом був легендарний «Шлях із варягів у греки». Нині місто перетинають міжнародні автомобільні та залізничні шляхи. Рельєф Києва сформувався на межі Придніпровської височини, а також Поліської та Придніпровської низовин. Більша частина міста лежить на високому (до 196 м над рівнем моря) правому березі Дніпра — Київському плато, порізаному густою сіткою ярів на окремі височини: Печерські пагорби, гори Щекавицю, Хоревицю, Батиєву та інші. Менша частина лежить на низинному лівому березі Дніпра. Житлові квартали міста оточує суцільне кільце лісових масивів.

### Гідрографія

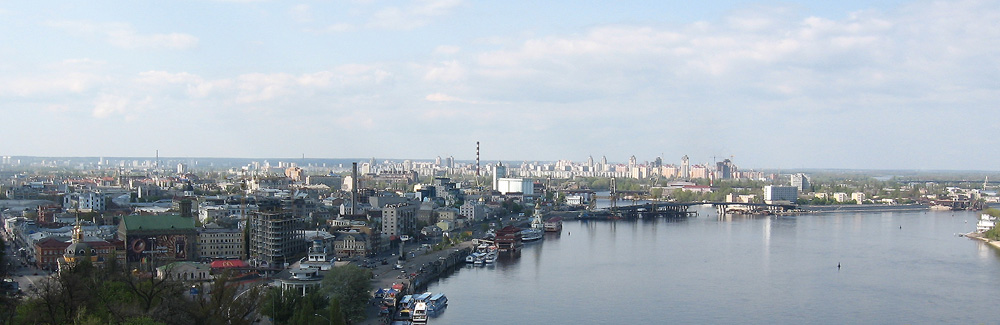
Вид на низинну частину правобережного Києва

- Основною рисою Києва є наявність великої гідрографічної «осі» — річки Дніпро, яка поділяє територію міста на дві частини — правобережну і лівобережну. Дніпро — найбільша в Києві, третя за довжиною і площею басейну річка Європи після Волги та Дунаю. Після будівництва каскаду дніпровських водосховищ гідрологічний режим Дніпра (зокрема і в межах Києва) змінився. Так, підпір Канівського водосховища сягає течії Дніпра в районі моста Метро на території Києва. Поблизу Києва (на північ) розташовано Київське водосховище на Дніпрі.
- Територія Києва також дренується численними постійними та тимчасовими водотоками, які утворюють гідрографічну мережу з близько 70 малих річок, що зрештою впадають у Дніпро. Структура гідрографічної мережі малих річок Києва визначається басейновими угрупованнями водних об'єктів.
  - Гідрографія правого берега: центральна частина — басейн річки Либідь з її притоками, а також басейн річки Почайна (див. Опечень) з головними притоками Глибочиця та Сирець; північна та західна частини міста розташовані в басейні річки Ірпінь, а точніше її приток — річок Нивка та Горенка; південна частина міста — у басейні річки Віта.
  - Гідрографія лівого берега: басейн річки Дарниця з її притоками.

На малих річках споруджено понад 100 ставків. Є понад три десятки природних озер, серед яких можна назвати Тельбин, Райдужне, Синє, Вербне, Йорданське, Зелене озеро.

### Екологія

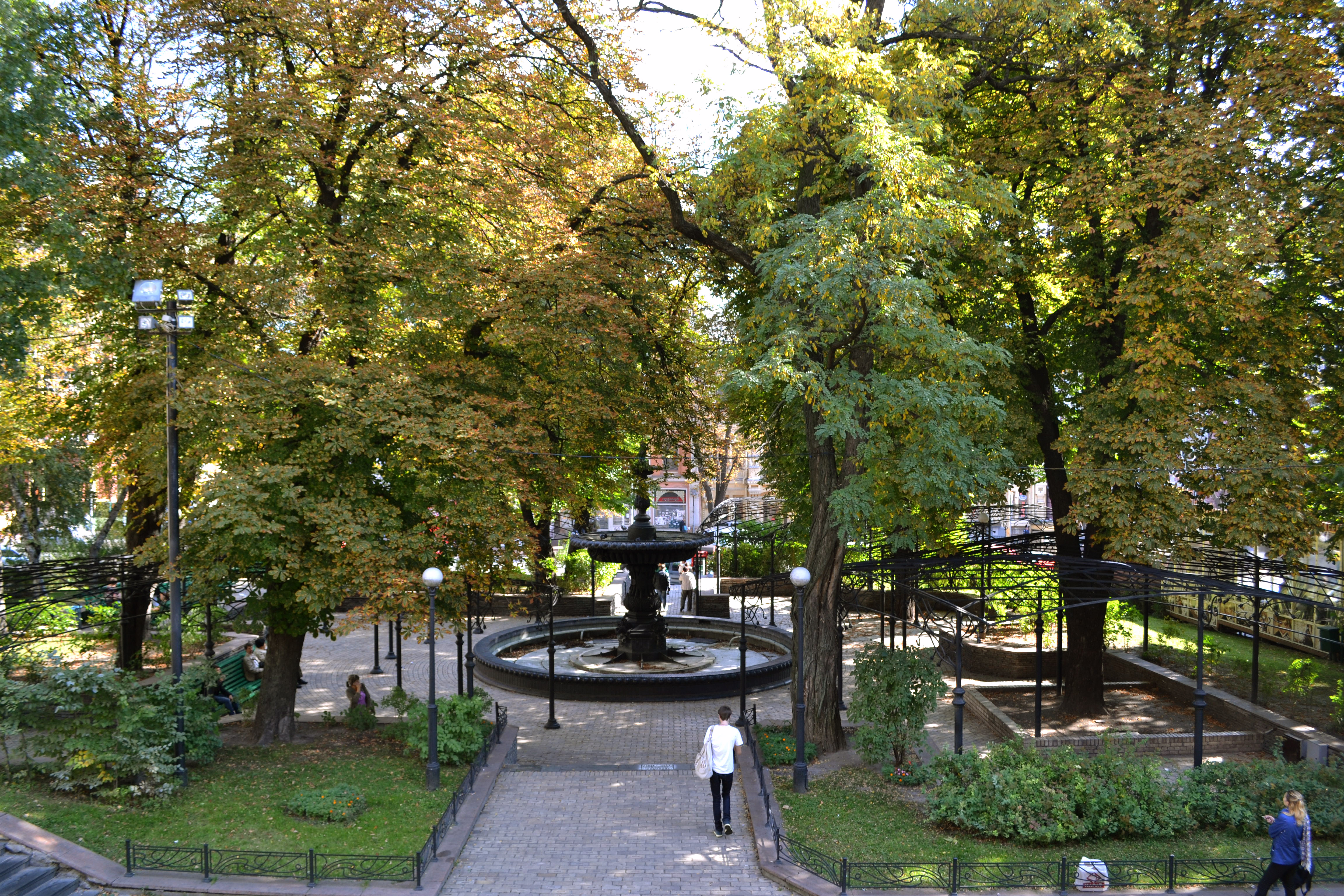
Золотоворітський сквер

Ліси, парки та сади становлять більш ніж половину площі Києва з майже 80 000 гектарів. На одного киянина (станом на 2004 рік) припадало 22,1 м² зелених насаджень (за міжнародними нормами, цей показник має бути не меншим за 20 м²). Питаннями екології Києва опікується Державне Управління охорони навколишнього природного середовища у м. Києві, яке з 2006 року очолює Прогнімак Олександр Володимирович.
У лісопарках міста гніздиться чимало видів диких птахів, зокрема хижаків та таких, що гніздяться в дуплах, мешкають різновиди кажанів. Більшість цих видів занесено до Червоної книги України. Наприклад, урочище «Лиса гора» — фактично острів посеред міської забудови Києва. Тут протягом багатьох років розташовувався військовий об'єкт, завдяки чому (за даними співробітників Інституту зоології) до останнього часу збереглися види, занесені до Червоної книги — аполлон, махаон, Синявець Мелеагр, жук-олень, бджола-тесляр, мала вечірниця. У межах міста трапляються поселення бобрів.
Важливу роль у збереженні біорізноманіття міста відіграє Дніпро з його затоками, притоками, островами. Тут гніздяться десятки видів птахів. У період весняної міграції навпроти житлового масиву Оболонь 1994 року спостерігали скупчення гоголів до декількох сотень особин. На Бортницькій зрошувальній системі кілька років тому[коли?] зимувало до двох десятків орланів-білохвостів (в Україні їх зимує близько 300 особин).
Кілька сотень найстаріших та видатних дерев Києва є ботанічними пам'ятками природи.

### Клімат
Клімат помірно континентальний, із м'якою зимою і теплим літом. Середньомісячні температури січня −3,2 °C, липня +21.3 °C. Абсолютний мінімум — −32,2 °C (7, 9 лютого 1929 року), абсолютний максимум — +39,9 °C (серпень 1898 року) (за іншими даними: +39,4 °C, 30 липня 1936 року). Середньорічна кількість опадів — 616 мм, максимум опадів припадає на червень (72 мм), мінімум — на січень (37 мм). Взимку в Києві утворюється сніговий покрив, середня висота покриву в лютому 20 см, максимальна — 440 см.
Середньорічна загальна хмарність — 6,4 бала, максимум припадає на грудень (8,1), мінімум — на серпень (4,9). Середня вологість повітря — від 64 % (травень) до 85 % (листопад).
| Клімат Києва                   | Клімат Києва | Клімат Києва | Клімат Києва | Клімат Києва | Клімат Києва | Клімат Києва | Клімат Києва | Клімат Києва | Клімат Києва | Клімат Києва | Клімат Києва | Клімат Києва | Клімат Києва |
| Показник                       | Січ.         | Лют.         | Бер.         | Квіт.        | Трав.        | Черв.        | Лип.         | Серп.        | Вер.         | Жовт.        | Лист.        | Груд.        | Рік          |
| Абсолютний максимум, °C        | 13,2         | 17,3         | 25,3         | 30,2         | 33,6         | 35,5         | 39,4         | 39,3         | 35,7         | 27,9         | 23,2         | 15,2         | 39,4         |
| Середній максимум, °C          | −0,8         | 0,7          | 6,5          | 15           | 21,1         | 24,6         | 26,5         | 25,9         | 20           | 12,9         | 5,3          | 0,5          | 13,2         |
| Середня температура, °C        | −3,2         | −2,3         | 2,5          | 10           | 15,8         | 19,5         | 21,3         | 20,5         | 14,9         | 8,6          | 2,6          | −1,8         | 9            |
| Середній мінімум, °C           | −5,5         | −5           | −0,8         | 5,7          | 10,9         | 14,8         | 16,7         | 15,7         | 10,6         | 5,1          | 0,4          | −3,9         | 5,4          |
| Абсолютний мінімум, °C         | −31,1        | −32,2        | −24,9        | −10,4        | −2,4         | 2,5          | 5,8          | 2,6          | −2,9         | −17,8        | −21,9        | −30          | −32,2        |
| Норма опадів, мм               | 37.6         | 39.5         | 40.1         | 41.8         | 64.6         | 72.7         | 68.1         | 56           | 57.4         | 46.4         | 45.8         | 46.9         | 616.9        |
| ------------------------------ | ------------ | ------------ | ------------ | ------------ | ------------ | ------------ | ------------ | ------------ | ------------ | ------------ | ------------ | ------------ | ------------ |
| Джерело: Погода і клімат(рос.) |              |              |              |              |              |              |              |              |              |              |              |              |              |

## Історія

### Заснування

Городок Кия
Місто Володимира
Місто Ярослава

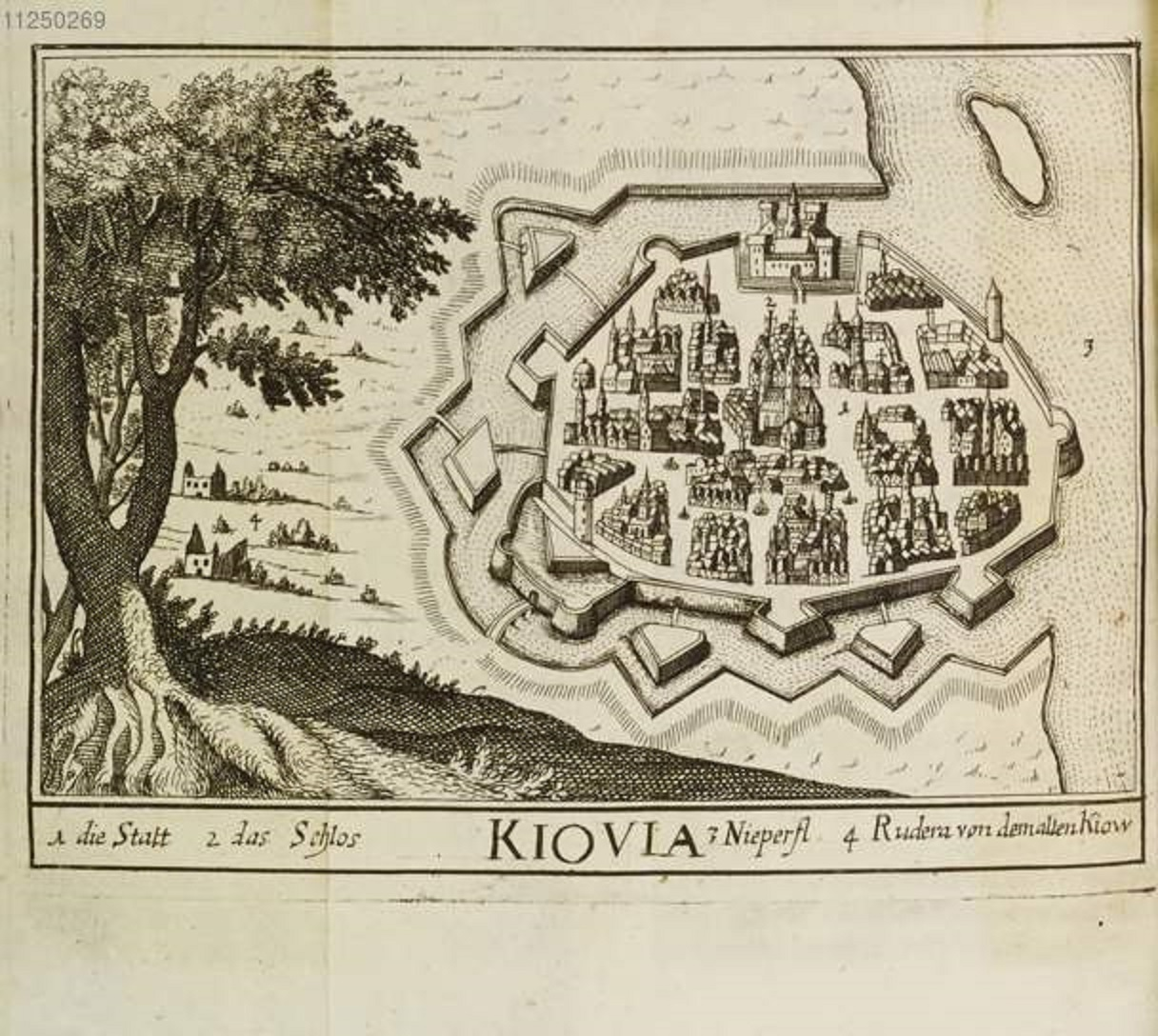
План міста та замку в Києві 1686 року

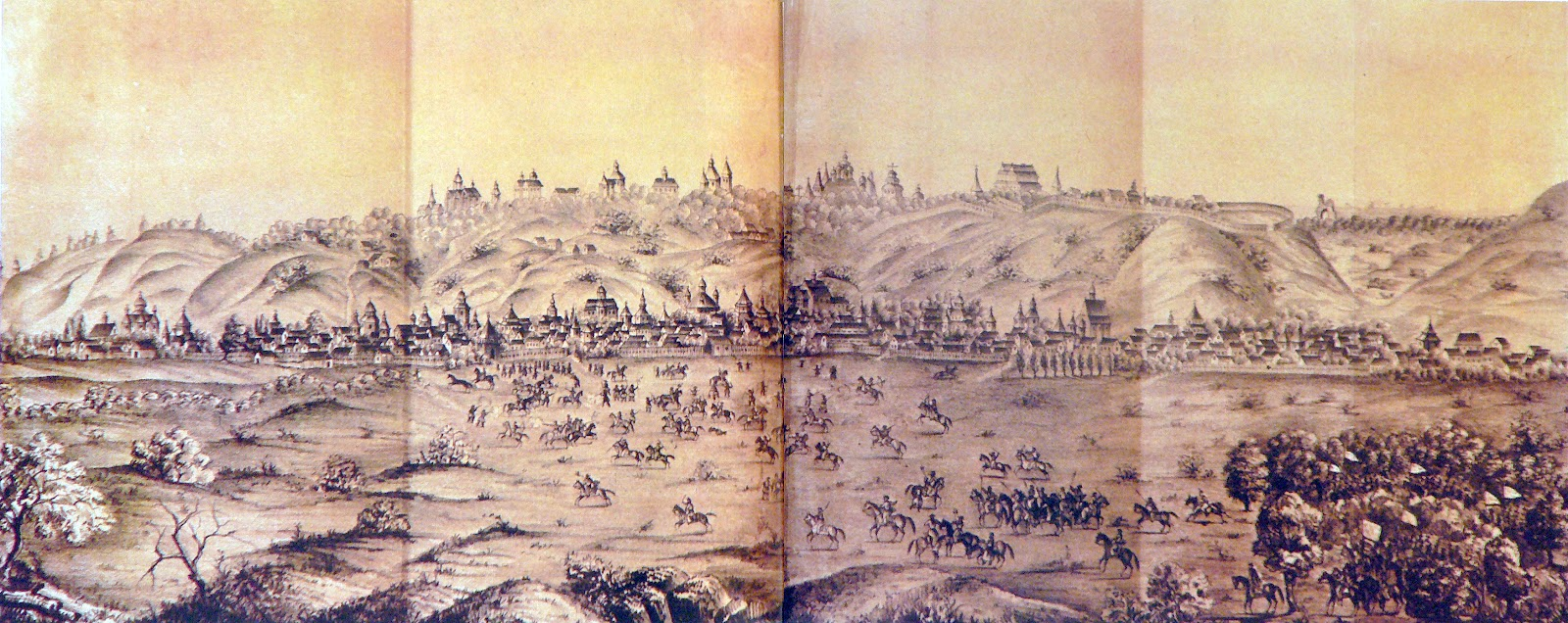
Загальний вигляд Києва з північного сходу. А. Вестерфельд, 1651 рік

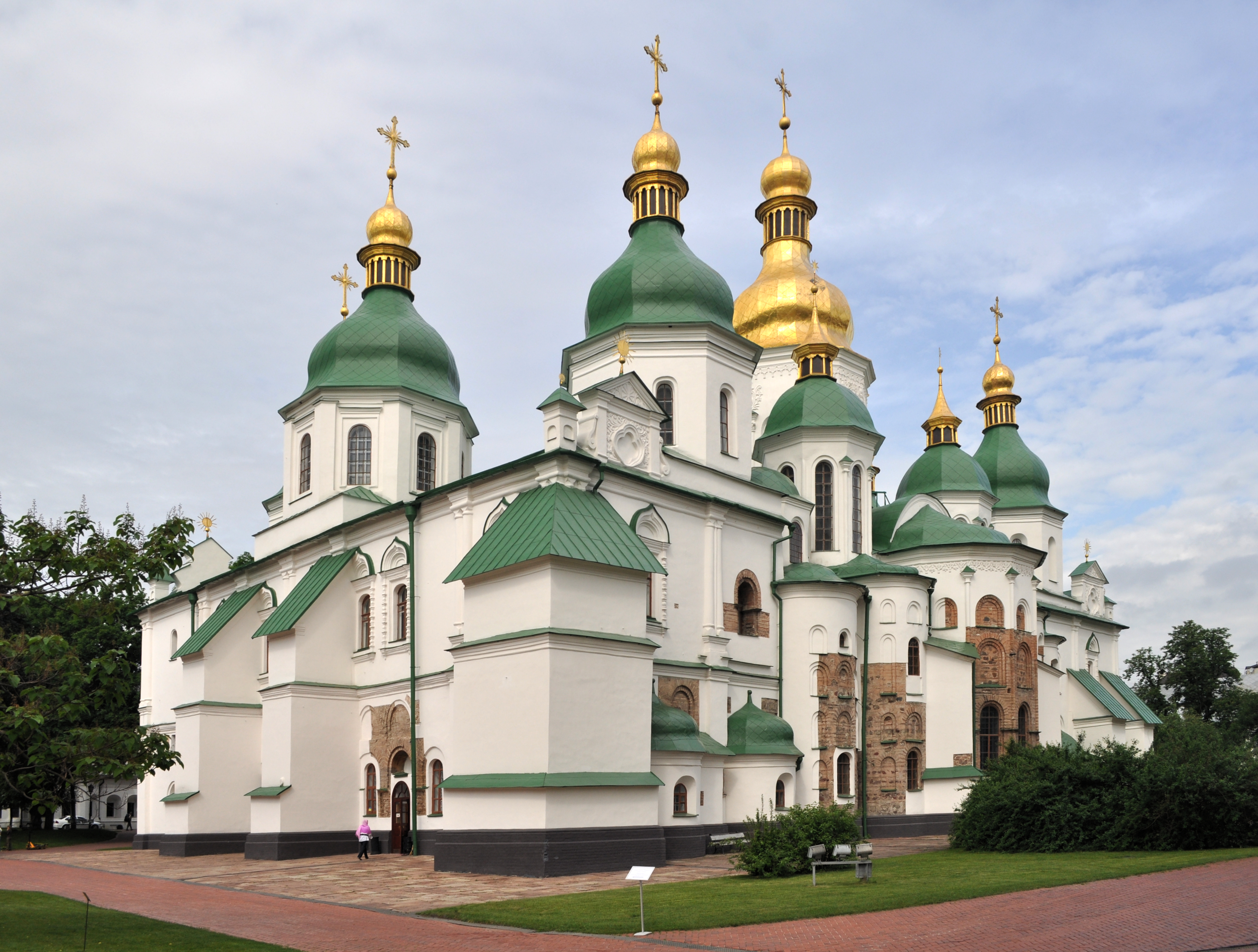
Софійський собор

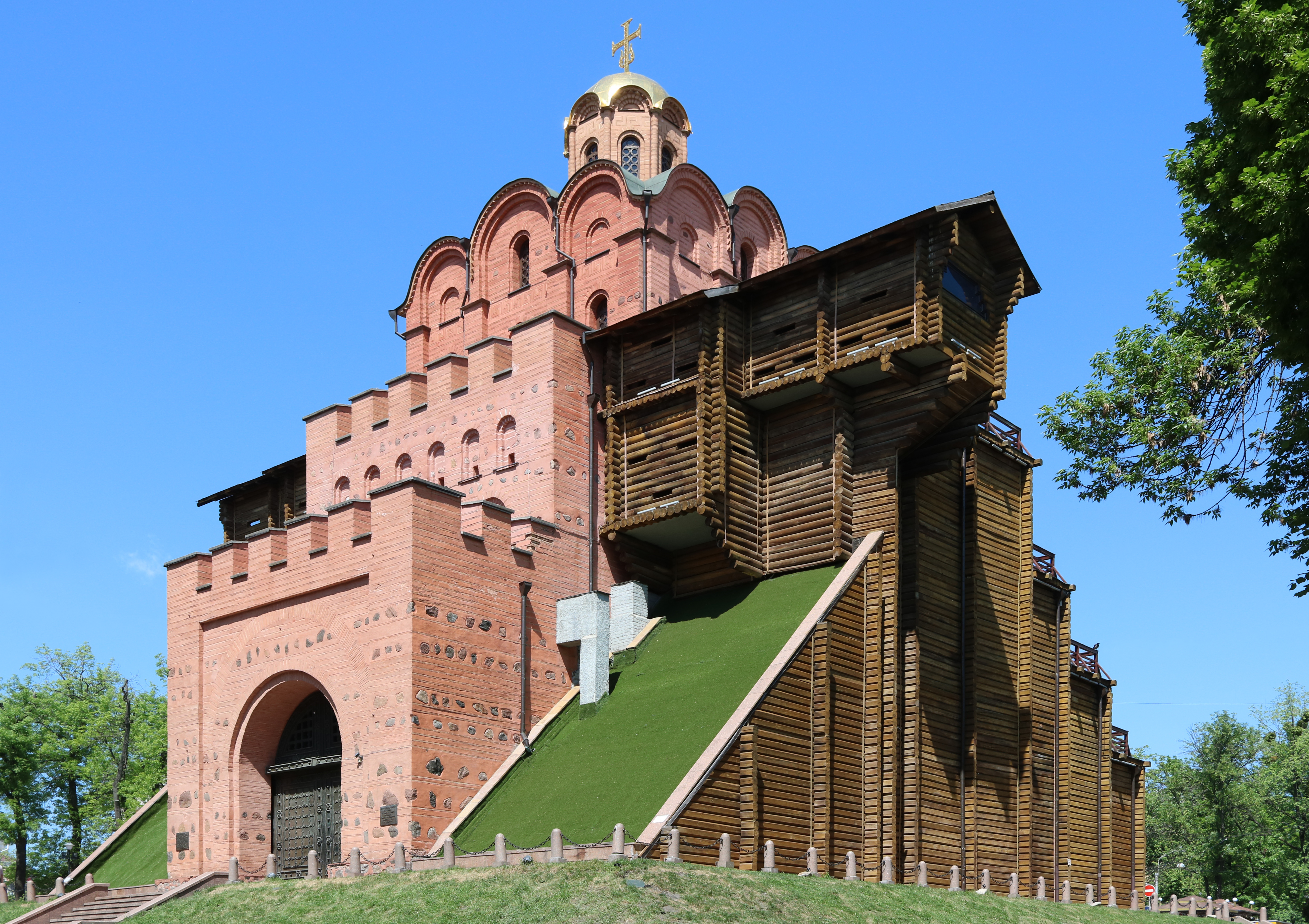
Золоті ворота

За легендою «Повісті временних літ», Київ заснував легендарний полянський князь Кий разом із братами Щеком і Хоривом і сестрою Либіддю. Літопис не має дати заснування міста. Археологічні та писемні джерела свідчать, що Київ розвинувся на основі язичницького поселення й початок його безперервого розвитку датується 2-ю половиною V — 1-ю половиною VI століття. Згідно інформації, приведеній в книзі Толочко «Нове в археології Києва», місто засноване в кінці V, початку VI століття. Його центром була Старокиївська гора на правому березі Дніпра. У VI—VII століттях були заселені сусідні з нею підвищення. Розташовування Києва на Дніпровському шляху, у зоні етнічного порубіжжя, на межі лісу і лісостепу, сприяли висуненню міста на роль політичного центру Середнього Подніпров'я.

### Київська Русь
На межі VIII—IX століть Київ став головним містом Руської землі — міжплемінного об'єднання південних східнослов'янських племен, а з 882 року, після завоювання його варягами, — «матір'ю міст руських» — столицею Руської держави. Тоді ж сформувався середньовічний поділ міста на князівський Дитинець на Старокиївській горі та торговельно-ремісничий Посад на Подолі. В першому мешкала знать і духовенство, а в другому — простолюд. Місто було одним із центрів міжнародної торгівлі з Візантією, Скандинавією, Західною Європою, мусульманським світом. З першої половині X століття на Подолі діяла перша християнська церква.
За правління великого князя Володимира (980—1015) територія київського Дитинця була розширена і укріплена та сягнула 10 га. В історіографії її називають «городом Володимира». Дитинець оточував вал із трьома воротами, парадними з яких були Софійські. Після хрещення Русі в 988 році Київ став центром митрополії Константинопольського патріархату. Головним міським храмом була Десятинна церква, зведена неподалік княжого палацу і ринку «Бабин торжок». Син Володимира, Ярослав (1019—1054), ще більше розширив Дитинець, збудувавши і оточивши оборонними валами з ровами так званий город Ярослава. Він звів нові фортечні укріплення, завдовжки понад 3,5 км, які оточували площу 72 га. Київ перетворили на найбільшу фортецю Русі. Новою головною брамою стали Золоті ворота, а головним храмом — Софійський собор, кафедра київських митрополитів. Ярославові нащадки Ізяслав (1054—1068, 1069—1073) і Святополк (1093—1113) збудували нове укріплення — город Святополка. Його центром став Києво-Михайлівський Золотоверхий собор, що дав назву однойменному монастирю. Таким чином, тодішній Київ мав три фортифікаційні укріплення (городи) площею 80 га.
Найбільшим районом Києва був придніпровський Поділ. У XII—XIII століттях він займав площу близько 200 га, що була оточена оборонним валом. У центрі Подолу розміщувався головний міський ринок — «Торговище», довкола якого стояли церква Пирогоща, Борисоглібська й Михайлівська церкви. На захід від міста пролягав Копирів кінець, де за князювання Святослава Ярославича (1073—1076) заклали монастир святого Симеона. За містом розташовувалися монастирі — Кирилівський, Кловський, Печерський (з 1598 — Києво-Печерська лавра) та Видубицький монастир. Довкола міста тягнулися приміські села Предславине і Берестове, князівські й боярські двори, урочища Дорогожичі та Угорське.
На середину XII століття в Києві проживало близько 50 тисяч мешканців, діяло близько 400 церков, 8 базарів. Площа міста становила до 400 га.
У 1169 році Києвом заволодів владимиро-суздальський князь Андрій «Боголюбський». 1240 року місто захопили монгольські завойовники на чолі з онуком Чингісхана — ханом Батиєм, розвиток міста був перерваний.
Попри спустошення та руйнування під час монгольської навали 1240 року, Київ продовжував грати помітну роль у політичному житті Східної Європи. Хоча чисельність його мешканців різко зменшилася, проте всі його головні історичні райони (Верхнє місто, Поділ, Замкова гора, Печерськ, Берестове, Клов, Видубичі тощо) були заселені. Головне ядро міста (Гора та Поділ) знаходилося в традиційних межах: Золоті та Лядські ворота на Горі та річка Почайна на Подолі. У 2-й половині XIV століття Замкова Гора перетворилася на Дитинець міста.
У 1321 році, після поразки у битві на річці Ірпінь Великому князю Литовському Гедиміну, князь Станіслав утік до Рязані, а його місце посів Міндовг Гольшанський — перший київський князь із роду Гольшанських.

### Велике князівство Литовське, Руське, Жемантійське
Близько 1362 року Київ входить до складу Великого князівства Литовського. Його князем став Володимир Ольгердович. Входження відбувалося мирним шляхом, за договорами, які лишали все «по старовині». Володимир провадив незалежну політику, карбував власну монету, що, однак, призвело до його заміни в 1394 році на князя Скиргайла Ольгердовича, а після смерті останнього — до встановлення намісництва. Наприкінці XIV — на початку XV століть Київ являє собою політичний центр, де ведуть переговори великі князі литовські, Вітовт, король польський і верховний князь литовський Владислав II Ягайло, великий князь московський Василій Дмитрович, митрополити Кипріян, Фотій, Григорій (Цамблак), хан Тохтамиш. Місто стало головною базою армії Вітовта.
З кінця XIV століття у списках паризької Сорбонни та інших університетів з'являються імена студентів з Києва, під 1436 роком зазначений перший доктор «рутенської нації з Києва» — Іван Тинкевич.
У 1440 році відновлено Київське князівство на чолі з князем Олельком Володимировичем. У 1455—1470 роках у Києві князював Семен Олелькович. Обидва князі мали авторитет, мали династичні зв'язки з великими московськими та тверськими князями, молдовським господарем Стефаном III Великим. Час їхнього правління став для Києва періодом розвитку (базувався на традиціях матеріальної та духовної культури давньоруської доби): здійснено ремонт Успенського собору та інших церков, створено кам'яні барельєфи із зображенням Оранти, а також нові редакції Патерика Києво-Печерського та інших писемних творів. Київ продовжував бути важливим центром внутрішньої та міжнародної торгівлі, мав право складу. Через місто транзитом ішло багато товарів зі Сходу, Європи, Московії тощо.
Київ був потенційним центром об'єднання руських земель, що перебували в складі Великого князівства Литовського, тому після смерті київського князя Семена Олельковича литовська влада перетворила князівство на воєводство. 1497 року великий князь литовський і руський Олександр Ягеллончик надав Києву Магдебурзьке право. Наприкінці XV століття в місті існував замок, резиденція київських воєвод, та ратуша, місце засідань київського магістрату. 1569 року, на прохання київської шляхти та за рішенням Люблінської унії між Великим князівством Литовським і Королівством Польським, що утворювала федеративну державу Річ Посполиту, Київ разом із воєводством перейшов до складу Польської корони.

### Гетьманщина

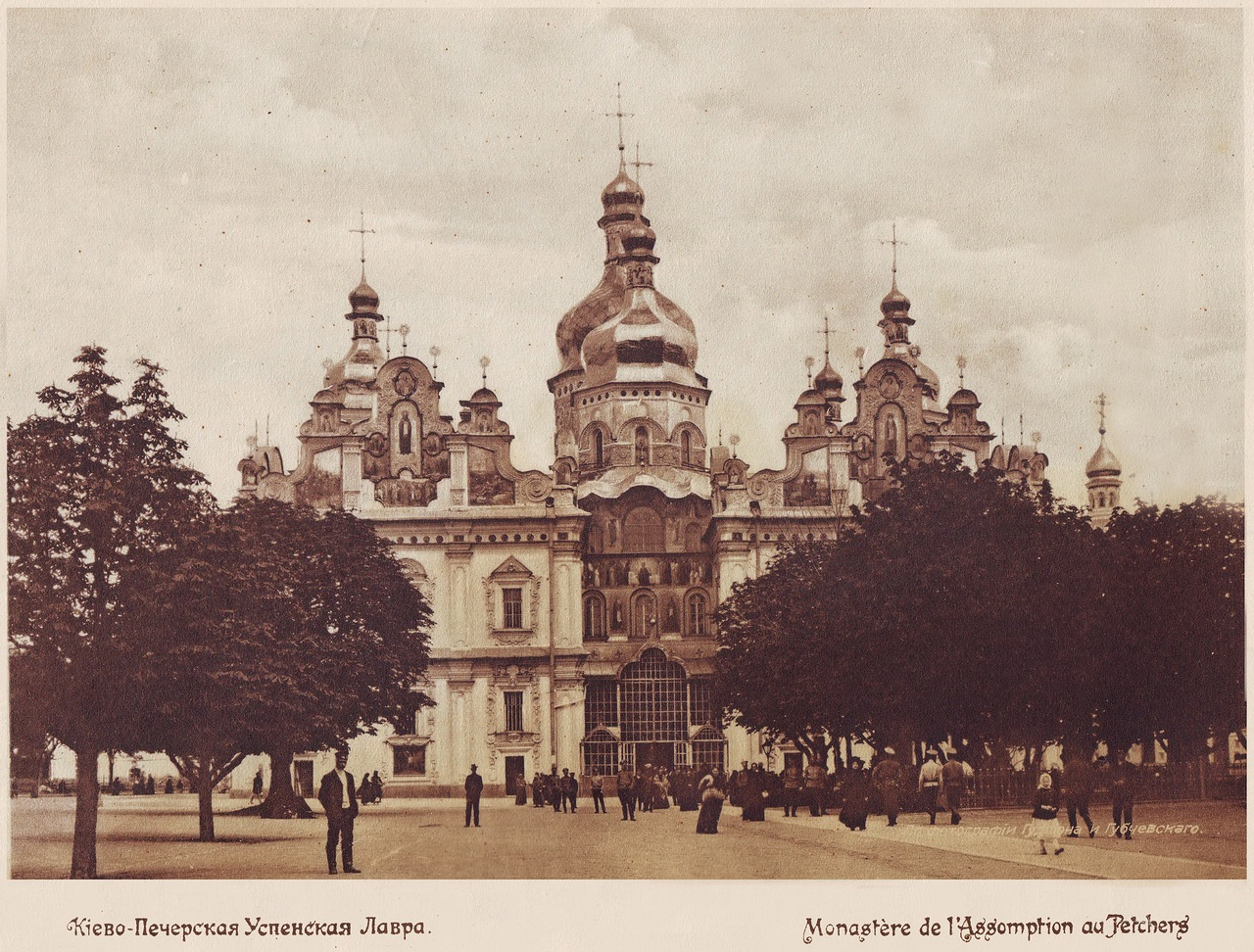
Успенський собор

Кінець XV століття став початком занепаду Києва, що зумовлювалося загальною кризою Великого князівства Литовського — його нездатністю організувати захист підвладних йому земель від нападів кримських татар, найбільший з яких здійснено 1482 року. Після Люблінської унії, попри тиск з боку польських феодалів і Католицької Церкви, у цей час відбувалося економічне піднесення міста. З 1625 року Київ був центром козацького Київського полку, який 1649 року в результаті Хмельниччини увійшов до складу держави Війська Запорозького. Попри малі розміри Києва, він був найбільшим православним центром Речі Посполитої та козацької держави. У місті розташовувалися резиденція православних київських митрополитів та православний Київський колегіум, який в 1659 році отримав статус академії.
Наступний період історії Києва розпочався встановлення московського військамгарнізону в місті після Переяславського союзу 1654 році, укладеного між Військом Запорозьким і Московією. Київ був потрібен московському урядові як «опорний пункт колонізаторської політики на півдні». Київ став резиденцією московських воєвод. 1667 року внаслідок підписання Андрусівського миру, який розділив Козацьку державу між Річчю Посполитою і Московським царством, місто увійшло до складу останнього. Формально Київ залишався під владою Війська Запорозького, але фактично в місті діяла московська адміністрація, попри це місто продовжувало жити власним життям користуючись самоврядуванням. За «вічним миром» 1686 року Київ остаточно відійшов до протекторату Московської держави.
Розірвання зв'язків із західними областями України призвело у XVIII ст. до застою в економіці й торгівлі. Від 1782 року Київ став головним містом намісництва, територія якого охоплювала значну частину Гетьманщини. Після 2-го поділу Польщі (1793) і приєднання до Московії західноукраїнських воєводств, 1797 року була утворена Київська губернія. Із Дубна до Києва був переведений щорічний (у січні) Контрактовий ярмарок. Ці події поновили зв'язки Києва із західними областями й сприяли притоку поляків, головно шляхти, що посіла значне місце в житті Києва до польського повстання 1830—1831 років. У цей час московським урядом вживалися заходи для перетворення Києва, шляхом русифікації й витіснення із нього польського та єврейського населення, «на чисто російське місто».
Через прикордонний характер Києва в ньому постійно перебувала московська залога. На початку XVIII століття завершено будівництво Печерської фортеці. Київ втратив статус центру Київського полку у зв'язку з перенесенням полкової канцелярії до Козельця. 1708 року місто стало адміністративним центром Київської губернії Російської імперії. З осені 1770 до літа 1771 року Київ страждав від епідемії чуми. Загинуло 2819 людей, переважно на Подолі. Після скасування автономії Війська Запорозького в 1782 Київ остаточно перейшов під владу росіян. Пам'ятками козацької доби в місті лишилися лише мазепинські церкви.

### Російська імперія

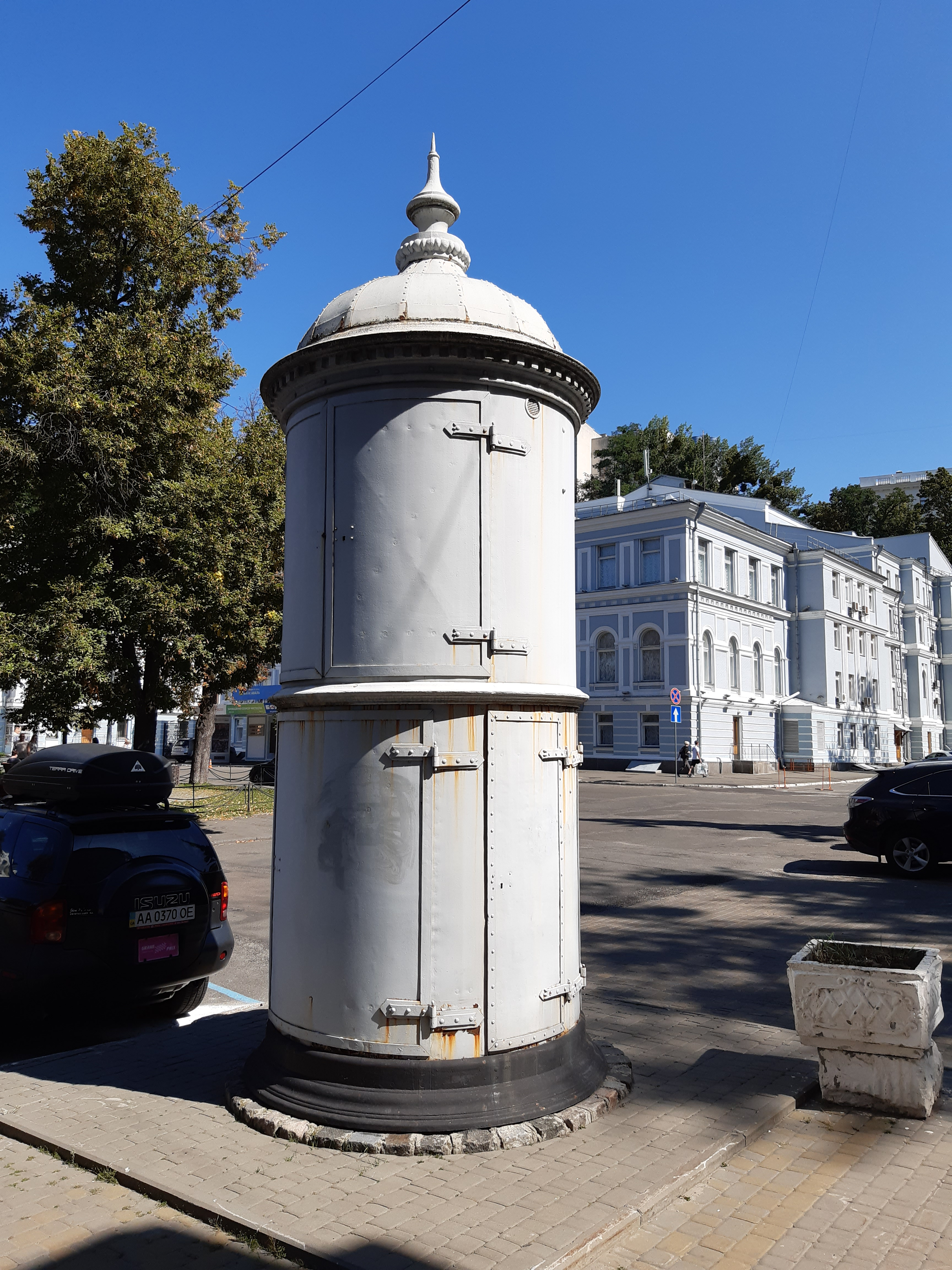
Одна з найперших трансформаторних підстанцій напругою 2,2 кВ, які встановлювалися у Києві з 1902 року

За часів правління Російської імперії XVIII — початку XX століття Київ був великим провінційним містом, п'ятим за величиною серед імперських міст після Санкт-Петербургу, Москви, Варшави й Одеси.
У 1820-х роках XIX століття в Києві налічувалося близько 40 000 населення, з яких 18 000 було військових.
Після повстання декабристів, 1827 року у Києві засновується генерал-губернаторство, що об'єднувало Київську, Подільську й Волинську губернії, задачею котрого було проведення русифікаторської політики царизму й боротьба проти революційного руху.
1840 року скасовано дію Литовського статуту.
Культурне, освітнє життя українців міста ускладнилося після Валуєвського циркуляра 1863 року, Емського указу 1876 року.
На відміну від попередніх століть кияни вперше дістали можливість розвивати своє місто в мирних умовах. Російська місцева влада приділяла увагу не лише розбудові історичного Подолу й Старокиївської гори, а й розвитку інфраструктури околиць — Бесарабки, Хрещатика, Печерська тощо. Головною вулицею міста була Володимирська, а центром ділового життя — контрактові ярмарки на Контрактовій площі.
У XIX столітті в Києві з'являються перший університет й оперний театр, проведено телефон і телеграф, розпочато рух Київського трамвая. Попри ліберальну соціально-економічну політику, імперський уряд проводив жорстку русифікацію місцевого польського, українського і єврейського населення.
6 серпня 1911 року мешканці Києва мали можливість спостерігати, як у небі над столицею пролітав перший український 35-метровий дирижабль «Київ», який надалі здійснював комерційні рейси до серпня 1912 року. Дирижабль сконструював український інженер-конструктор, видатний киянин Федір Андерс. Він курсував між Думською площею (нині — Майдан Незалежності) і Трухановим островом. Вартість квитка на той час становила 50 копійок, а для учнів була знижка.

### Українська революція
У добу української революції та визвольних змагань Київ був центром боротьби за українську державність. 3 березня 1917 року, після падіння царського режиму, у місті створено Українську Центральну Раду. 20 листопада 1917 року вона III Універсалом проголосила Українську Народну Республіку, а Київ — її столицею. 8 лютого 1918 року містом заволоділи більшовики, проте після укладання Берестейського миру його визволили війська Центральних держав. Протягом 29 квітня — 14 грудня 1918 року Київ був столицею Української Держави, якою керував гетьман Павло Скоропадський. Після повалення гетьманату до 14 лютого 1919 року в Києві базувалася Директорія УНР. У лютому 1919 року місто повторно зайняли більшовики, у серпні — окупували війська Антона Денікіна, а в грудні — знову більшовики. 7 травня 1920 року Київ відвойований союзними силами підрозділів армії УНР та польської армії під час радянсько-польської війни. Однак унаслідок більшовицького контрнаступу остаточно повернувся під радянську владу.

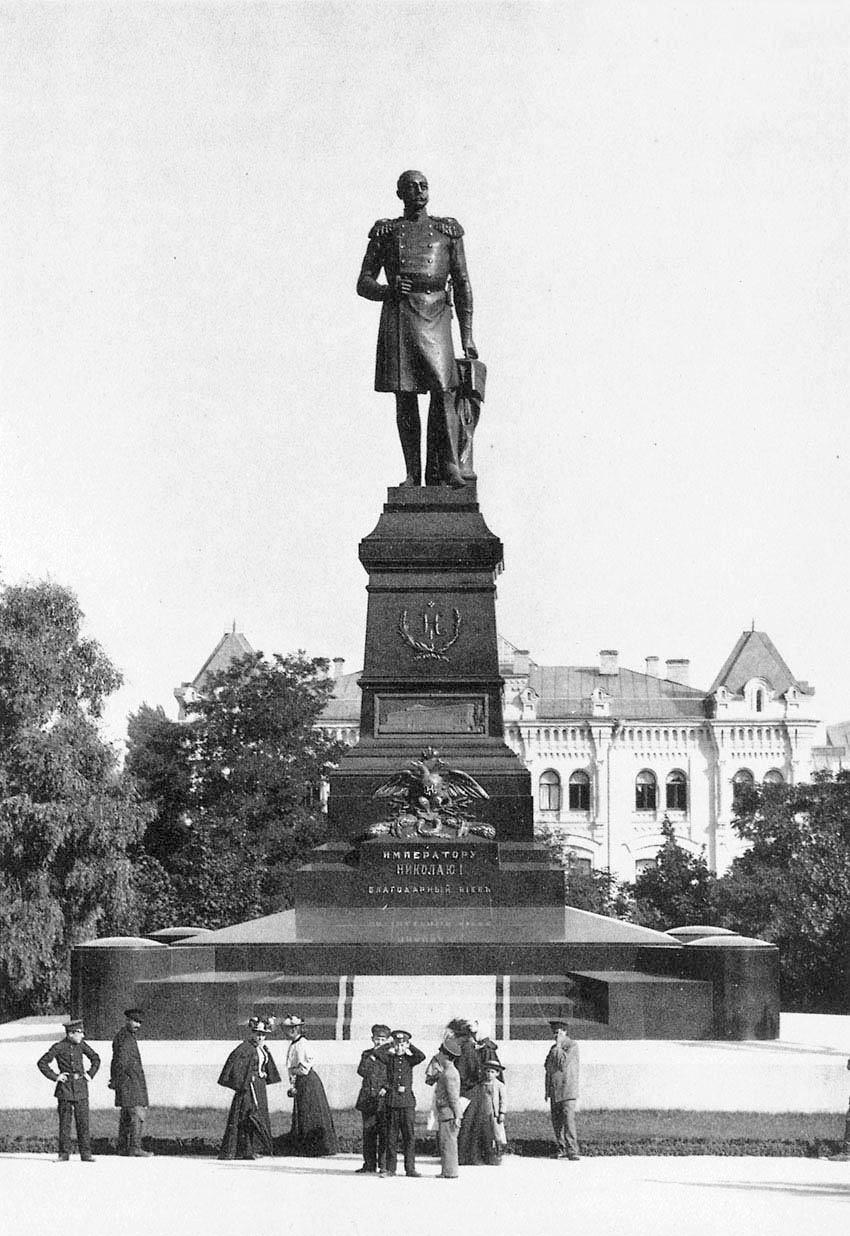
Пам'ятник імператору Миколі I університету святого Володимира — нині там стоїть пам'ятник Тарасу Шевченкові
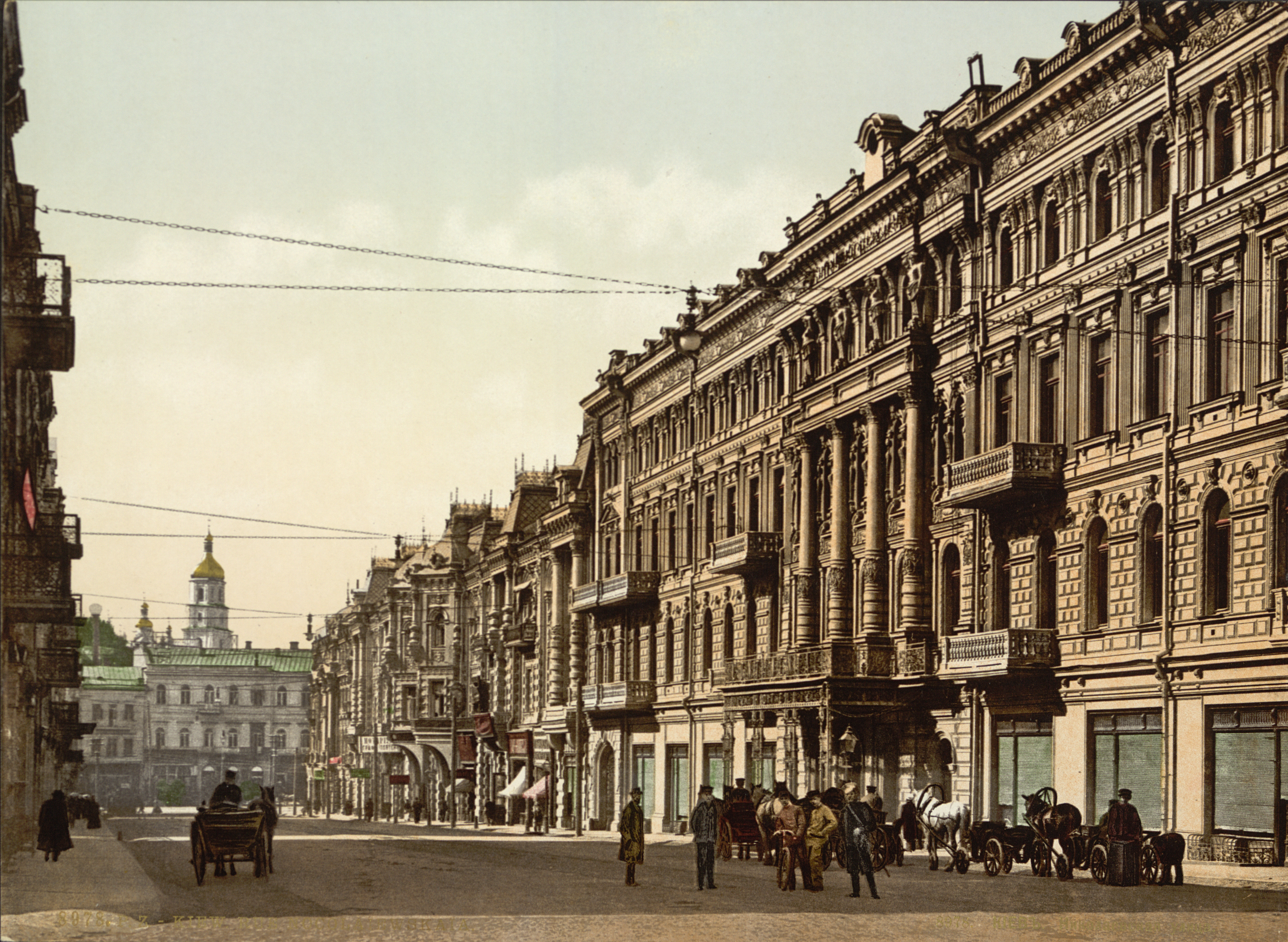
Миколаївська вулиця, нині Городецького
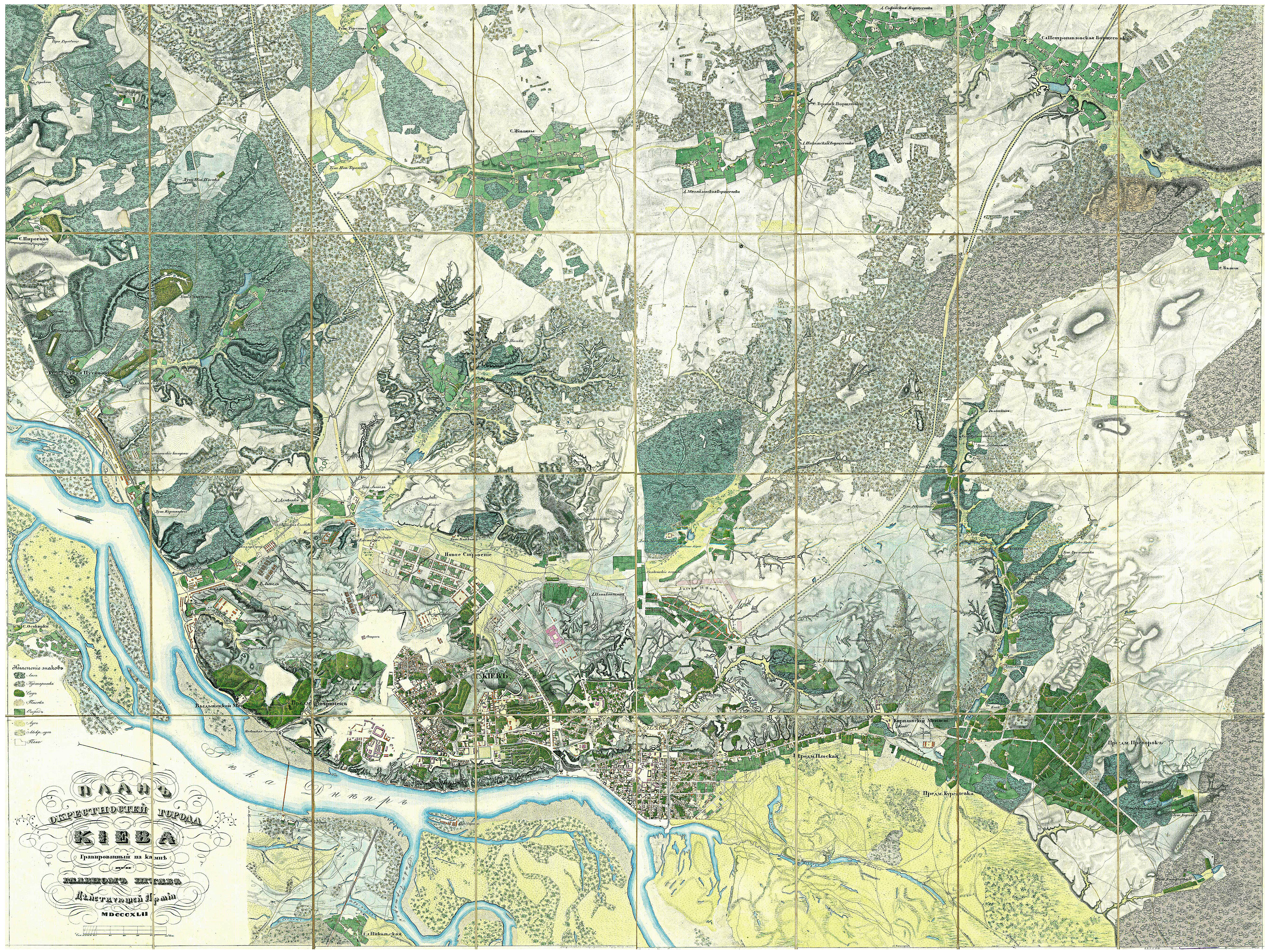
Мапа Києва, 1842
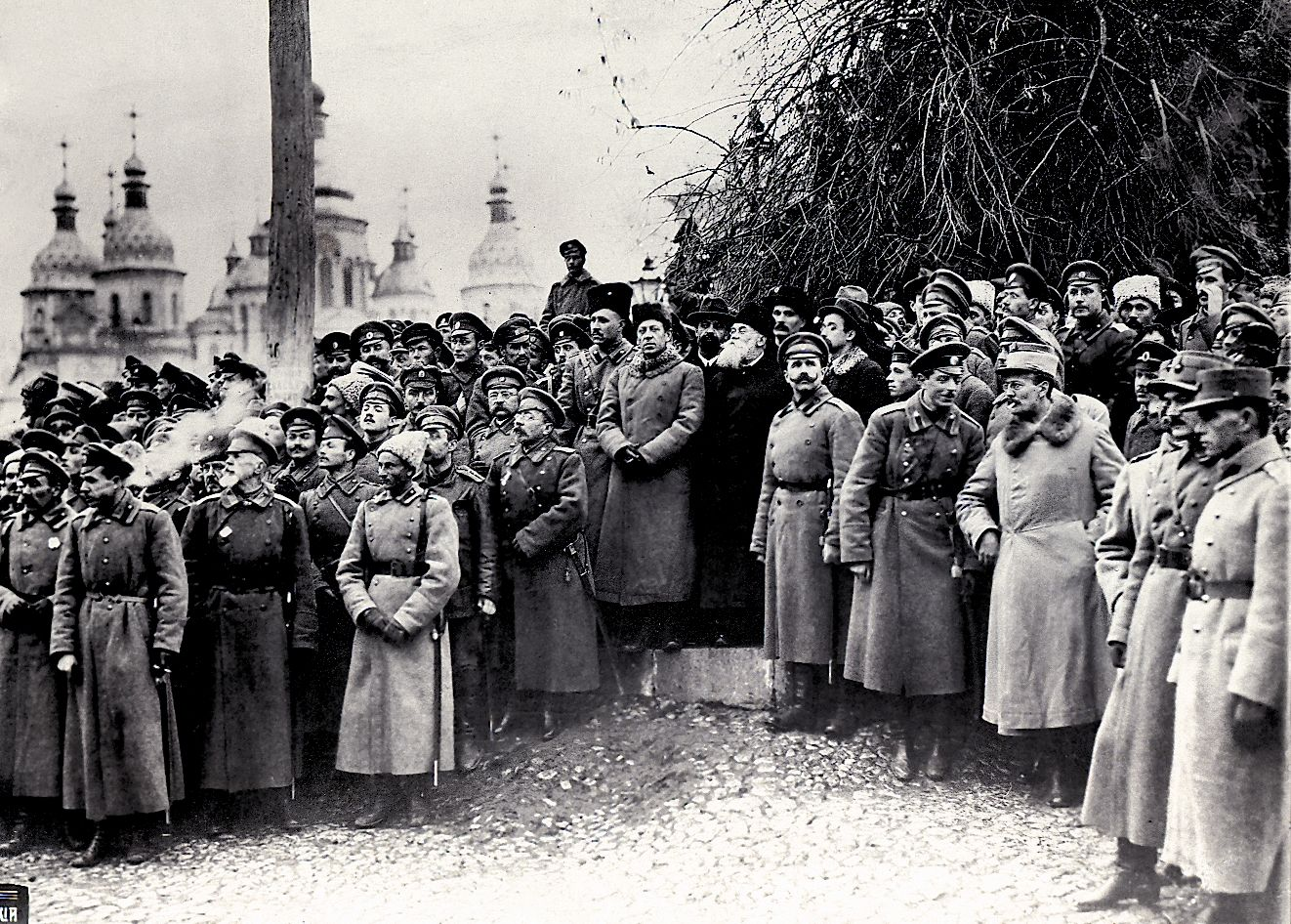
Мітинг під час проведення III Військового з'їзду. Київ. 2 листопада 1917. У центрі — Михайло Грушевський та Симон Петлюра

### Радянська окупація

#### Сталінський терор, знищення українства
У 1930-ті роки в Києві запроваджено автобусний і тролейбусний рух, збудовано міст імені Євгенії Бош, уведено в дію першу АТС, організовано центральне опалення.
У 1934-му до міста перенесена з Харкова столиця УСРР.
Починаючи з 1930-х у Києві почалися Сталінські репресії. Масові страти здійснювалися на території Биківні. Комуністи, що сповідували войовничий атеїзм, зруйнували більшу частину київських унікальних храмів: Михайлівський Золотоверхий монастир, Трьохсвятительську церкву, церкву Богородиці Пирогощої, Богоявленський та Військовий Микільський собори, Воскресенську та Петропавлівську церкви на Подолі, Благовіщенську церкву-дзвіницю Кирилівського монастиря, храми в стилі класицизму Миколи Доброго, Різдва, св. Ольги тощо. На місці зруйнованих пам'яток комуністи масово споруджували пам'ятники своїм ідеологам та героям. Центральною вулицею радянського Києва став Хрещатик.

#### Друга світова війна та післявоєнний період

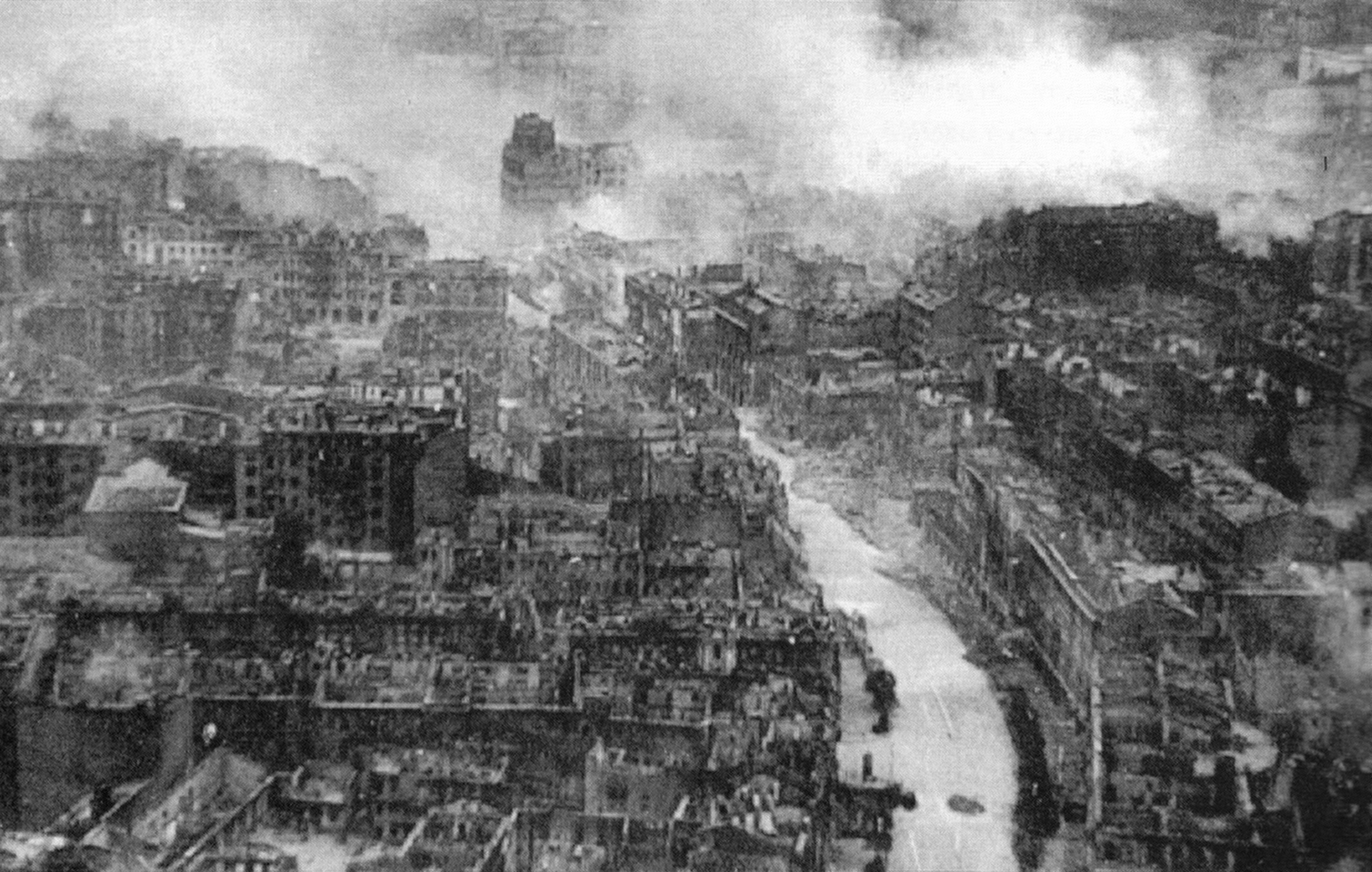
Руїни після Другої світової війни

19 вересня 1941 року, під час Другої світової війни, після 78 днів оборони Київ був напризволяще покинутий радянськими та захоплений німецькими військами. Місто на два роки стало адміністративним центром Київської генеральної, міської та сільської округ. 6 листопада 1943 радянська влада повернула собі місто.
У ході боїв Київ сильно постраждав, зокрема через підривні роботи комуністичних партизанів. Відновлювальні роботи тривали до початку 1950-х. У 1948 року завершено будівництво газопроводу Дашава — Київ, а в 1949 споруджено Дарницький залізничний міст та Міст Патона. У 1950 створену першу в СРСР ЕОМ — МЕСМ, а в 1951 розпочав передачі перший в Україні телевізійний центр.
У 1960 році запущено першу ділянку метрополітену, зведено нові житлові масиви на лівому березі Дніпра. Відкрито Театр драми і комедії та Молодіжний театр, Музей народної архітектури та побуту УРСР, Музей історії Києва та Музей історії України у Другій світовій війні (до 2015 року мав назву «Музей історії Великої Вітчизняної війни»). Разом із тим із середини 1960-х поновилася ідеологічна диктатура, а Київ стає центром дисидентського руху. Припинення репресій та повернення політв'язнів в Україну почалося лише за часів перебудови після 1986 року.

### Незалежна Україна

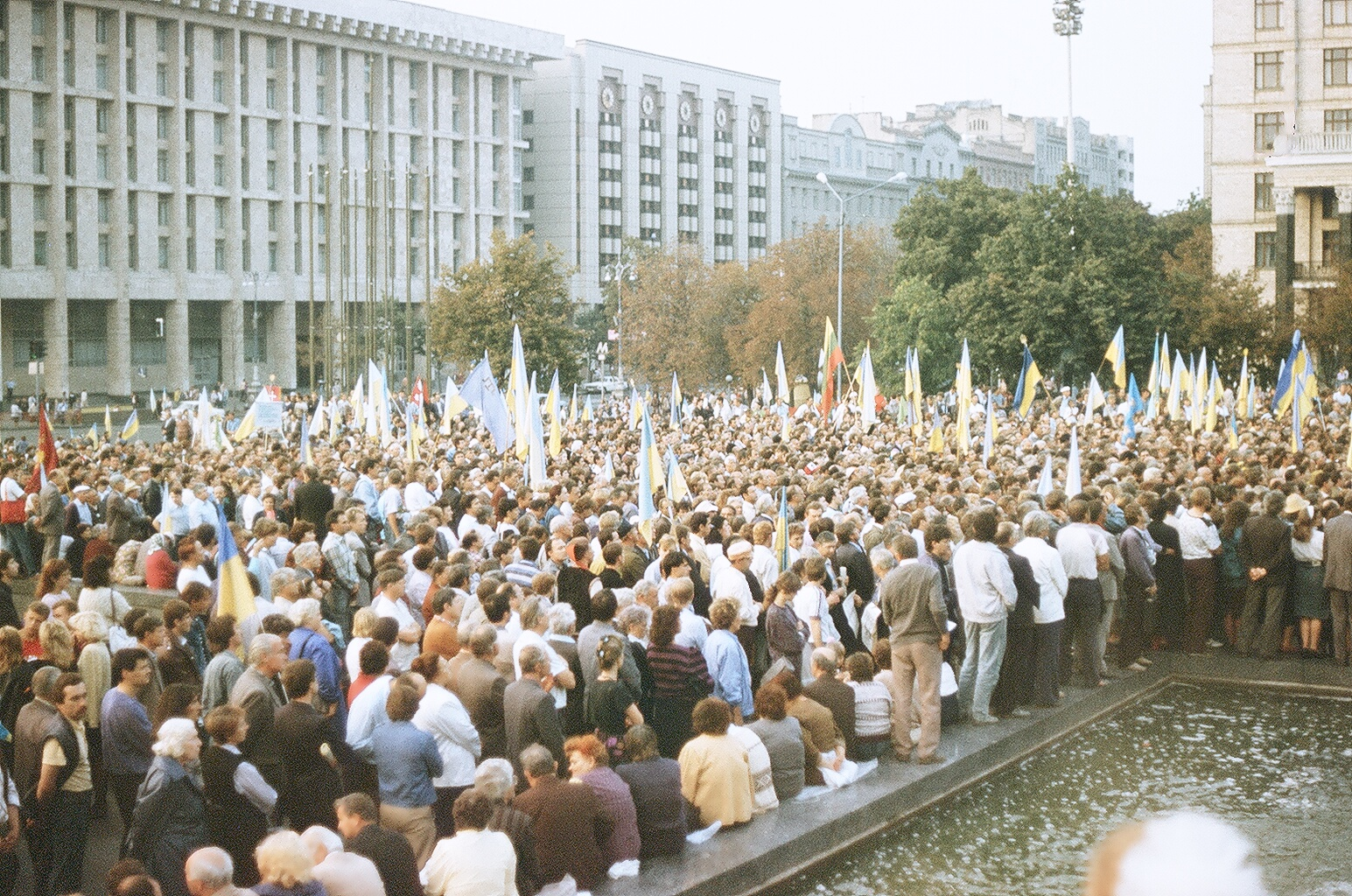
Мітинг Народного Руху України на честь підняття Національного Прапора над Київською міською радою 24 липня 1990 року

У 1991 року Київ став столицею незалежної України. Проте в місті важко впроваджувалися позитивні зрушення: давалася взнаки загальнодержавна соціально-економічна криза, що призвела до безробіття та скорочення виробництва. У цей час добудовано лінію метрополітену на Лук'янівку та Харківський масив, відкрито Співоче поле.
Київ неодноразово ставав центром акцій протесту. Наприкінці 2000 — початку 2001 року Київ став центром політичної акції «Україна без Кучми». Вона була найбільшим силовим виступом проти влади за часів незалежності. З листопада 2004 до січня 2005-го в місті відбувалися масові протести проти фальсифікації президентських виборів, які отримали назву Помаранчева революція. З листопада 2013 по лютий 2014 року Київ став центром Євромайдану, під час якої у зіткненнях з спецпідрозділами «Беркуту» в центрі міста загинули понад сотні протестувальників та кількасот зазнали тяжких поранень.

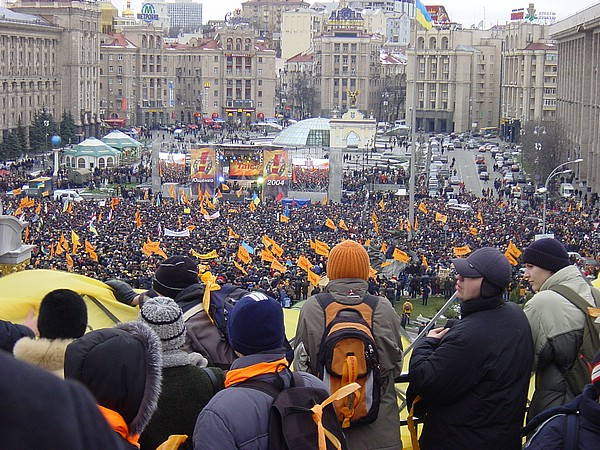
Помаранчева революція (2004)

11 березня 2016 року в Києві 79 бульварів, вулиць, площ і провулків отримали нові назви в ході виконання закону про декомунізацію (відповідний документ опубліковано на сайті Київської міської державної адміністрації).
11 березня 2020 року Кабінет Міністрів України прийняв постанову «Про запобігання поширенню на території України коронавірусу COVID-19», якою на території України встановлено карантин з 12 березня до 3 квітня 2020 року та було заборонено:
- відвідування закладів освіти її здобувачами;
- проведення всіх масових заходів, у яких бере участь понад 200 осіб, крім заходів, необхідних для забезпечення роботи органів державної влади та органів місцевого самоврядування. Спортивні заходи дозволяється проводити без участі глядачів (уболівальників).

16 березня 2020 року Україна закрила кордони. Громадяни України, що подорожують власним транспортом, мають можливість перетинати пункти пропуску. Пункти пропуску працюють для українців, що повертаються до України. Також до України можуть в'їхати іноземці, що мають місцеву посвідку на проживання. Пункти пропуску працюватимуть для вантажних перевезень, медичні вантажі будуть перевірятися митницею за одну добу.
16 березня 2020 року, пізно ввечері, в Києві виявлено 2 випадки захворювання на коронавірус. Один київський випадок бере початок з Радомишля. Також 16 березня тимчасово були заборонені  церковні служби та обряди.

#### Роки широкомасштабного російського вторгнення

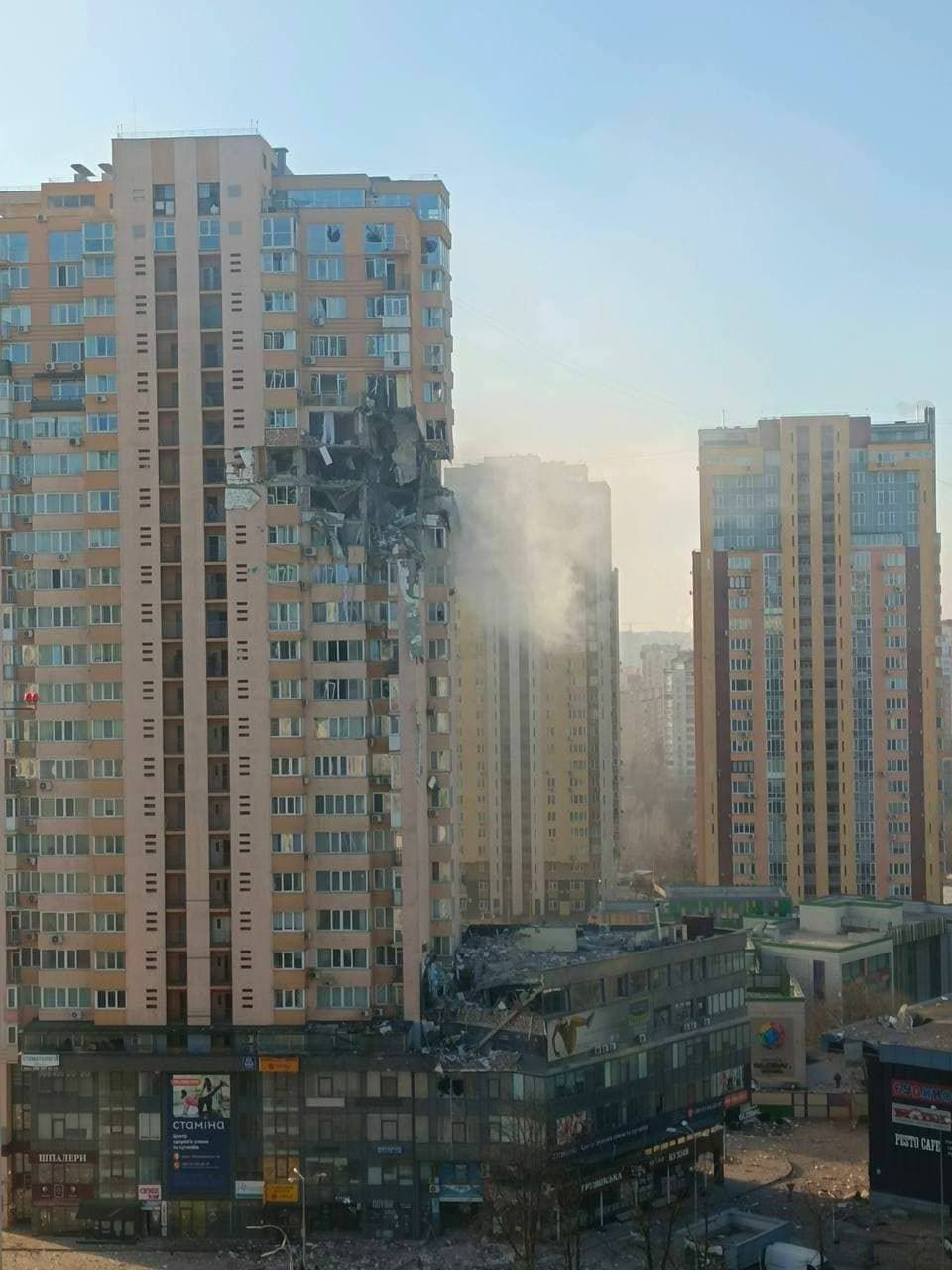
Житловий будинок на вул. Лобановського, 6-А після ракетного удару

Військова агресія Російської Федерації як частина російського вторгнення в Україну тривала на околицях та в самому місті з 24 лютого по 2 квітня 2022 року. Супроводжувалася масованими ракетними, авіаційними та артилерійськими обстрілами.
Тривала 1 місяць, 1 тиждень та 1 день, спричинивши тяжкі воєнні злочини та злочини проти людства на окупованих територіях у цей період. Це зумовило різку критику російської влади Сполученими Штатами Америки, країнами Європейського союзу та іншими розвиненими країнами. У відповідь на різанину в Бучі Данія, Естонія, Франція, Німеччина, Італія, Латвія, Литва, Румунія, Іспанія та Швеція вирішили вислати частину російських дипломатів зі своїх країн, услід за чим з'явився потужний пакет економічних санкцій.
Після широкомасштабного розголосу трагедії міжнародними ЗМІ, Конгрес США ухвалив Закон про ленд-ліз для оборони демократії України, який втім ніколи не був використаний.

## Символіка
Символікою міста Києва є герб Києва, прапор Києва та гімн Києва. Також місто має логотип у двох версіях: українською та англійською мовою.
Сучасним гербом Києва є зображення святого покровителя міста архангела Михаїла на синьому щиті. Цей герб був офіційно затверджений Київською міською радою 18 квітня 1995 року. Він є подібним до герба Київського воєводства. Прапор Києва є ідентичним до герба — архангел Михаїл на синьому полотнищі.
Найстарішим відомим гербом Києва є герб датований 1480 роком. На ньому зображені лук зі стрілою, який натягують дві висунуті з хмари руки. В XVII сторіччі почав використовуватись герб із зображенням арбалета замість лука, який тримає лише одна рука. Зараз цей герб використовується як сучасний герб Подільського району. Герб із зображенням архангела Михаїла до 1782 року використовувався як герб Київського воєводства (на червоному фоні) та Київського полку (на синьому фоні), а з 1782 року до моменту захоплення Києва більшовиками як герб міста Києва. Від початку 1920-х до 1969 року місто не мало власного герба, поки не був затверджений радянський герб Києва, на якому були зображені лук та гілка каштану разом із зіркою міста-героя та серпом із молотом. Радянський герб Києва слугував офіційним до затвердження сучасного герба в 1995 році.

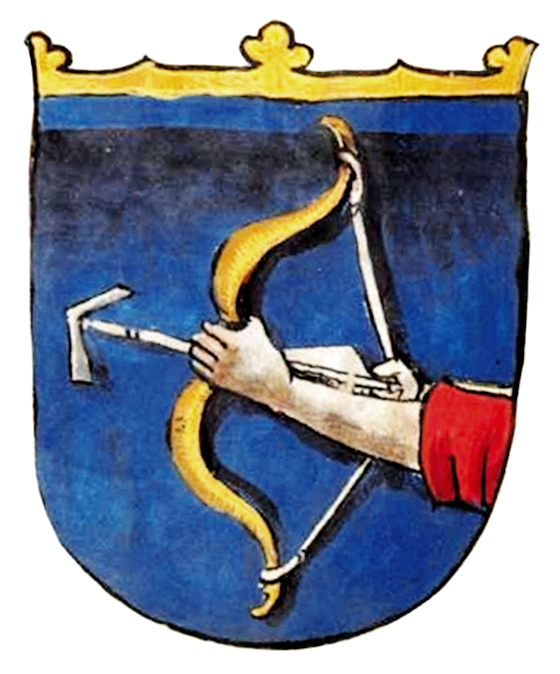
Герб Києва у XV—XVI століттях.
Герб Києва у XVII—XVIII століттях.
Герб Києва часів УРСР (1969—1995).

Гімном Києва є пісня «Як тебе не любити, Києве мій!», яку в 1962 році створили композитор Ігор Шамо та поет Дмитро Луценко і яку того ж року вперше виконав співак Юрій Гуляєв. Пісня була затверджена Київською міською радою як офіційний гімн 13 листопада 2014 року, а до того вона довгий час була неофіційним народним гімном. Під час святкування Дня Києва 30 травня 2015 року на Софійській площі близько 3 тисяч учасників разом із міським головою Віталієм Кличком взяли участь у встановленні всеукраїнського рекорду із наймасовішого виконання цієї пісні. Також Києву присвячена «Пісня про Київ» заслуженого артиста України Юрка Юрченка.

Варіант логотипа Києва англійською мовою («Все починається в Києві»).

Логотип Києва був створений у 2011 році дизайнером Андрієм Федоровим у рамках підготовки до Євро-2012 і був затверджений 21 грудня 2012 року. Логотип являє собою поєднання чотирьох фігур, які символізують певну рису міста: крапля, яка символізує річку Дніпро; каштан, який символізує Київ як місто-парк; купол, який символізує велику кількість церков та храмів; серце, яке символізує любов киян до свого міста.

## Влада

### Міська
Після здобуття Україною незалежності в місті була впроваджена система двовладдя — одночасне існування інститутів голови Київської міської державної адміністрації (КМДА) та Київського міського голови (мера Києва), що закріпили в законі «Про столицю України — місто-герой Київ». Голова КМДА призначається президентом України як і в інших 26 адміністративних одиницях України першого рівня, і є керівником виконавчої влади міста. Голова міськради як і в будь-якому місті України обирається мешканцями Києва терміном на 5 років на загальних виборах й очолює місцевий орган самоврядування — Київську міську раду. В 1999—2010 роках обидві посади обіймала одна особа.
25 травня 2014 року на виборах міського голови перемогу здобув Віталій Кличко, який 5 червня 2014 року на першому засіданні Київської міської ради VII скликання склав присягу Київського міського голови та приступив до виконання своїх обов'язків.
25 червня 2014 року указом Президента України на посаду Голови КМДА призначено нинішнього міського голову Віталія Кличка.
Головний орган київського міського самоврядування — Київська міська рада — складається зі 120 депутатів, яких обирають мешканці міста терміном на 5 років. Новий склад обрано 25 травня 2014 року.
Київська міська державна адміністрація виконує функції виконавчого органу Київської міської ради, але паралельно здійснює функції місцевого органу виконавчої влади. З питань, віднесених до відання місцевого самоврядування, цей орган підзвітний міській раді, а з питань здійснення повноважень у сфері виконавчої влади — Кабінету Міністрів України.
До 31 жовтня 2010 року в Києві діяли районні ради, однак напередодні чергових місцевих виборів міська рада своїм рішенням їх ліквідувала.

### Загальнодержавна
У Києві як місті, наділеному Конституцією України столичними функціями, розміщуються всі центральні органи влади: законодавчі, виконавчі та судові.
- Офіс Президента — постійний орган, утворений Президентом України для реалізації його повноважень, розташований на вул. Банковій, 11.
- Верховна Рада — законодавчий орган влади, розташований на вул. Михайла Грушевського, 5.
- Кабінет Міністрів — виконавчий орган влади, розташований на вул. Михайла Грушевського, 12/2.
- Конституційний Суд — судовий орган влади, що гарантує верховенство Конституції України як Основного Закону держави на всій території України, розташований на вул. Жилянській, 14.
- Верховний Суд — судовий орган влади, розташований на вул. Пилипа Орлика, 4-а.
- Національне антикорупційне бюро України — державний антикорупційний орган, розташований на вул. Сурикова 3.[61]

|                        |
| Будівля Верховної Ради |

|                       |
| Будинок Уряду України |

|                                  |
| Будівля Офісу Президента України |

|                                                |
| Будівля міністерства закордонних справ України |

|                                      |
| Будівля Конституційного Суду України |

|                                 |
| Будівля Верховного Суду України |

## Засоби масової інформації
Телеканали
- Суспільне Київ
- Київ TV
- Еспресо Київ

На території міста в межах радіочастот FM-діапазону своє мовлення проводять 37 всеукраїнських радіостанцій, одна релігійна радіостанція веде мовлення в нижньому піддіапазоні УКХ ЧМ, ще 7 радіостанцій ведуть цифрове мовлення DAB+.

## Адміністративний поділ
Територія міста з 2001 року поділена на 10 адміністративних районів:
| Район                | Площа, км² | Населення (1 січня 2021), тис осіб | Густина, ос/км² |
| -------------------- | ---------- | ---------------------------------- | --------------- |
| Правий берег Дніпра: |            |                                    |                 |
| Голосіївський        | 160,78     | 254 тис.                           | 1579            |
| Оболонський          | 110,32     | 318,1 тис.                         | 2883            |
| Печерський           | 19,57      | 163,6 тис.                         | 8359            |
| Подільський          | 34,08      | 209,1 тис.                         | 6135            |
| Святошинський        | 102,63     | 341,8 тис.                         | 3330            |
| Солом'янський        | 40,52      | 384,6 тис.                         | 9491            |
| Шевченківський       | 26,63      | 215,9 тис.                         | 8107            |
| Лівий берег Дніпра:  |            |                                    |                 |
| Дарницький           | 132,24     | 348,4 тис.                         | 2634            |
| Деснянський          | 154,2      | 368,4 тис.                         | 2389            |
| Дніпровський         | 66,7       | 357,9 тис.                         | 5365            |
| Київ                 | 847,67     | 2 962 180                          | 3494            |

Дані про площу подано згідно з 

## Демографія

### Населення
Київ є найбільшим містом України і сьомим за чисельністю населення у Європі. Населення Києва станом на початок 2025 року становить приблизно 3,7 млн осіб. Станом на 1 жовтня 2018 року наявне населення у Києві становило 2 944 408 особи, постійне дещо менше — 2 893 932. За останні десять років населення міста стабільно зростає в середньому на 20 тис. осіб за рік. 2010 року, за офіційними даними, населення Києва сповільнило своє зростання і за рік виросло на 14,1 тис. осіб. Так, на січень 2010 року населення міста становило 2785,1 тис. осіб, а на січень 2011 року — 2799,2 тис. осіб. Інститут демографії та соціальних досліджень НАНУ оцінює сукупне населення Києва, разом із незареєстрованими громадянами, у 3 144 тис. осіб. Разом із навколишніми передмістями Київ утворює Київську агломерацію із сукупним населенням за різними оцінками від 3,4 до 5 млн мешканців. Рівень злочинності за 2012 рік на 10 тис. населення становив 120,8 злочину, із них 32,6 тяжких та особливо тяжких.
Жителі Києва називають себе кия́нами ще з князівських часів, що відображено в Повісті временних літ («Святополкъ же сѣде в Киевѣ по отци своемь, и созва Кыяны») та Руській Правді («Микыфоръ Кыянинъ»).

### Мова
Київ — найбільше українськомовне місто світу.
Історична динаміка мовного складу (рідної мови) населення Києва за переписами:
|            | 1874   | 1897   | 1926   | 1979   | 1989   | 2001   |
| ---------- | ------ | ------ | ------ | ------ | ------ | ------ |
| Українська | 31,4 % | 22,2 % | 27,9 % | 53,0 % | 57,6 % | 72,1 % |
| Російська  | 47,9 % | 54,2 % | 52,3 % | 45,0 % | 41,1 % | 25,3 % |
| Інша       | 21,2 % | 23,6 % | 19,0 % | 2,0 %  | 1,3 %  | 2,6 %  |

Розподіл населення Києва за рідною мовою за результатами перепису 2001 року:
| Мова       | Чисельність, осіб | Відсоток, % |
| ---------- | ----------------- | ----------- |
| Українська | 1 851 994         | 72,15 %     |
| Російська  | 648 653           | 25,27 %     |
| Інше       | 66 306            | 2,58 %      |
| Разом      | 2 566 953         | 100,00 %    |

Згідно з опитуваннями, проведеними Соціологічною групою «Рейтинг» у 2017 році, українською вдома розмовляли 30 % населення міста, російською — 33 %, українською та російською однаково — 36 %, українською та іншою мовою однаково — 1 %.
Російське вторгнення в Україну спровокувало нову хвилю українізації в місті, дедалі більше людей вважають за краще розмовляти українською мовою.
Згідно з опитуванням, проведеним Міжнародним республіканським інститутом у квітні-травні 2023 року, українською вдома розмовляли 59 % населення міста, російською — 38 %.
Згідно з опитуванням, проведеним Міжнародним республіканським інститутом у квітні-травні 2024 року, українською вдома розмовляли 73 % населення міста, російською — 54 % (на відміну від опитування попереднього року було дозволено вибір кількох варіантів).
За даними Держстату у 2023/24 навчальному році в Києві з 331 774 учнів закладів загальної середньої освіти 331 700 (99,98 %) навчалися в українськомовних класах.

#### Мораторій на публічне використання російськомовного культурного продукту
13 липня 2023 року рішенням Київської міської ради у Києві було запроваджено мораторій на публічне використання російськомовного культурного продукту.

### Релігія
За релігійною приналежністю 64 % мешканців Києва назвали себе вірянами (2006). Основну масу вірян становлять православні християни. Також у місті присутня Римо-католицька церква, Українська греко-католицька церква, Церква баптистів, Церква п'ятидесятників, Церква адвентистів сьомого дня та Церква Ісуса Христа Святих останніх днів. Порівняно невелика частина вірян або зараховує себе до якихось інших конфесій (3 %), або взагалі вагається ідентифікувати себе з якоюсь певною конфесією (12 %).
Іслам є другою за чисельністю релігією. Київ має велику мусульманську громаду. Більшість мусульман є сунітами, проте є громада шиїтів та прихильники Хізб ут-Тахрір. Національний склад здебільшого складається з турків, азербайджанців, кримських татар, узбеків, татар, чеченців, арабів, пуштунів, українців, які прийняли Іслам.

### Національний склад
Згідно з опитуваннями, проведеними Соціологічною групою «Рейтинг» у 2017 році, українці становили 91 % населення міста, росіяни — 7 %, інші народності — 2 %.
| Нац-сть  | 1874 (мова) | 1874 (мова) | 1897 (мова) | 1897 (мова) | 1919  | 1919     | 1926  | 1926     | 1939  | 1939     | 1959   | 1959     | 1970   | 1970     | 1979   | 1979     | 1989   | 1989     | 2001   | 2001     |
| -------- | ----------- | ----------- | ----------- | ----------- | ----- | -------- | ----- | -------- | ----- | -------- | ------ | -------- | ------ | -------- | ------ | -------- | ------ | -------- | ------ | -------- |
| Українці | 38,6        | 31,43 %     | 55,1        | 22,22 %     | 128,7 | 23,64 %  | 216,5 | 42,28 %  | 450,6 | 53,21 %  | 663,9  | 60,11 %  | 1056,9 | 64,76 %  | 1455,6 | 67,89 %  | 1863,7 | 72,45 %  | 2110,8 | 82,22 %  |
| Росіяни  | 58,2        | 47,42 %     | 134,3       | 54,20 %     | 232,1 | 42,65 %  | 125,5 | 24,51 %  | 139,5 | 16,47 %  | 254,3  | 23,02 %  | 373,6  | 22,89 %  | 474,4  | 22,13 %  | 536,7  | 20,87 %  | 337,3  | 13,14 %  |
| Євреї    | 12,9        | 10,53 %     | 30,0        | 12,08 %     | 114,5 | 21,07 %  | 140,3 | 27,40 %  | 224,2 | 26,48 %  | 153,5  | 13,90 %  | 152,0  | 9,31 %   | 132,2  | 6,17 %   | 100,6  | 3,91 %   | 17,9   | 0,70 %   |
| Поляки   | 7,9         | 6,41 %      | 16,6        | 6,69 %      | 36,8  | 6,77 %   | 13,7  | 2,68 %   | 11,8  | 1,39 %   | 8,5    | 0,77 %   | 9,7    | 0,59 %   | 10,5   | 0,49 %   | 10,4   | 0,40 %   | 6,9    | 0,30 %   |
| Всього   | 122,7       | 100,00 %    | 247,7       | 100,00 %    | 544,4 | 100,00 % | 512,1 | 100,00 % | 846,7 | 100,00 % | 1104,3 | 100,00 % | 1631,9 | 100,00 % | 2143,9 | 100,00 % | 2572,2 | 100,00 % | 2567,9 | 100,00 % |

## Економіка

### Основна характеристика
У X—XIII століттях основу економіки Києва становили сільське господарство, ремесло, торгівля. У місті працювали ремісники понад 60 спеціальностей: гончарі, ковалі по чорних і кольорових металах, ливарники, виробники скла, обробники кості, дерева й каменю. Київські ювеліри володіли техніками емалі, черні, зерні, поливи. На XI століття в місті діяло вісім ринків, найбільшими з яких були «Бабин торжок» у княжому місті та «Торговище» на Подолі. З Києва імпортували сировину (хутро, мед, віск, шкіри, хліб) і ремісничі вироби (зброя, прикраси). У місті постійно проживали руські, візантійські, єврейські й європейські купці. Через Київ проходили три міжнародні торгові шляхи — Грецький, що сполучав Скандинавію із Візантією; Київський, що сполучав Русь із Польщею, Чехією та Баварією; Залозний, що вів на Кавказ, до азійських країн.
2005 року ВРП становив 32 мільярди доларів, 6-те місце серед міст центрально-східної Європи після Москви, Праги, Будапешта, Варшави і Бухареста; ВРП на душу населення — 12 000 $; середня заробітна плата — 280 $, а вже в грудні 2010-го — 528 $.
Зростання ВРП 2006 року — 5,3 %. На 2004 рік сукупний обсяг прямих іноземних інвестицій становив 2,7 мільярда доларів США, експорт — 4,13 мільярда доларів США.
На Київ припадає 5,6 % населення України, 20 % ВВП, 30 % прямих іноземних інвестицій. ВВП на душу населення на 75 % вищий за середній по країні ($6800).
2004 року 1,35 мільйона мали роботу, із них 884 тисячі (65,6 %) — на великих та середніх підприємствах. 79 % працюють у сфері послуг, із них 23 % — у сфері торгівлі, 15 % — у сфері нерухомості. Лише 21 % зайнято в промисловому виробництві. Сфера послуг дає понад 82 % ВРП міста та понад 30 % обігу країни в сфері послуг. Безробіття нижче за 5 %.
Сектори сфери послуг, що дають основний внесок до економіки Києва, — транспорт та комунікації, дрібна та гуртова торгівля, нерухомість, юридичні та фінансові послуги. Ключовими зростаючими секторами економіки є роздрібна торгівля, інформаційні технології, фінанси.
В Києві розташовані офіси таких корпорацій як МакДональдз Україна, Майкрософт Україна, Делойт Україна, ПриватБанк, Рошен, Нафтогаз та інших.

### Бюджет міста
Доходи столиці у проєкті бюджету на 2022 рік плануються в сумі понад 68 млрд грн, видатки — понад 66 млрд грн.

### Промисловість

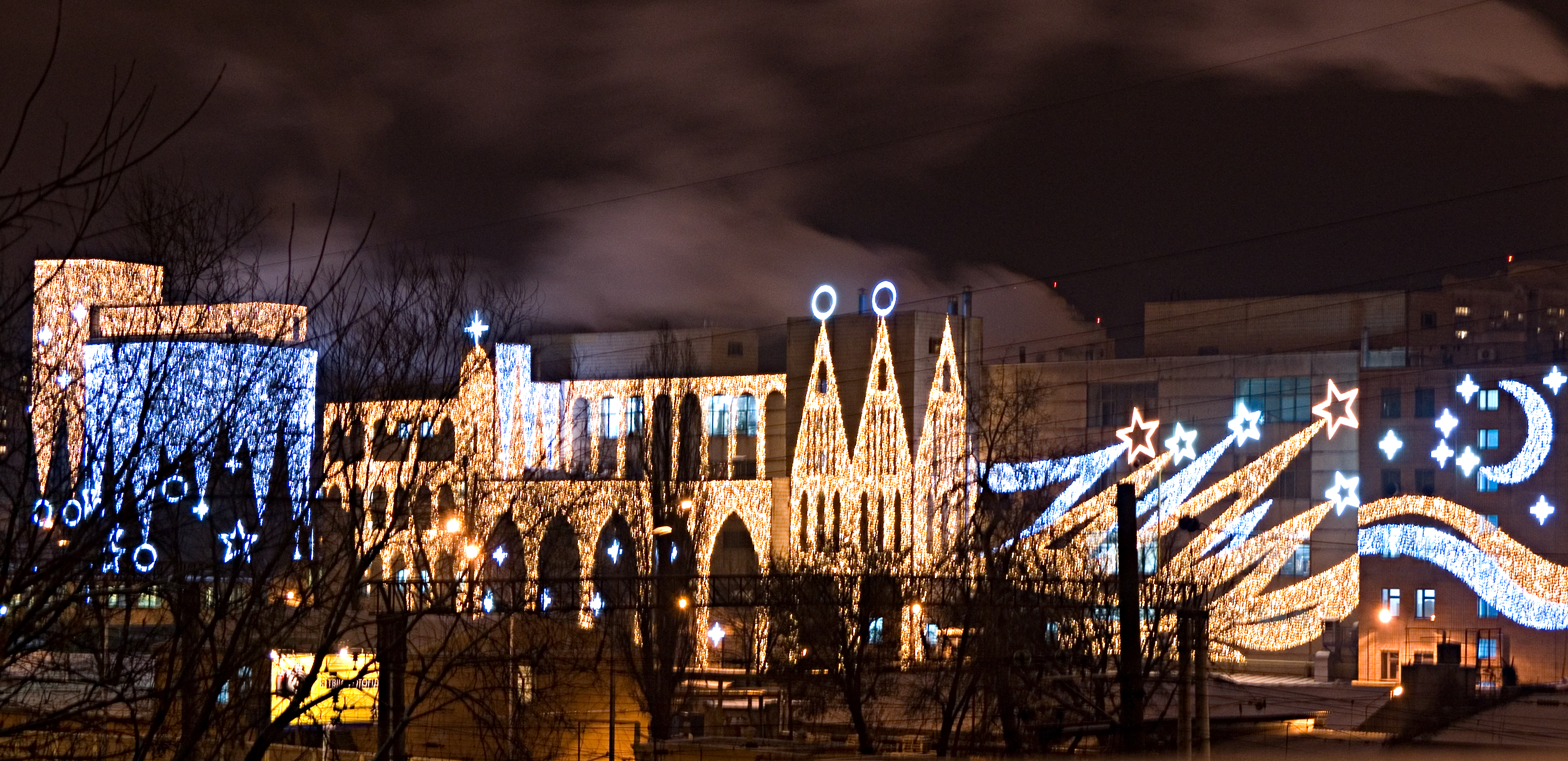
Кондитерська фабрика Рошен

Київ — один із найбільших індустріальних центрів України. 2010 року обсяг реалізованої промислової продукції місцевих підприємств становив 39 855,8 млн ₴ (близько 4 % від загальноукраїнського обсягу). У структурі реалізованої продукції за січень-жовтень 2016 року найбільша питома вага припадає на виробництво харчових продуктів, напоїв та тютюнових виробів (47,9 %) та на виробництво й розподілення електроенергії, газу та опалення (19,3 %). Місто є великим центром машинобудування, зокрема важкого-, енергомашинобудування, верстато-, судно-, приладобудування; чорної і кольорової металургії, хімічної, легкої, поліграфічної промисловостей.
У Києві розміщено заводи різних галузей промисловості:
- Харчова: «Оболонь», «Росинка», «Славутич», «Рошен» (Кондитерська фабрика ім. Карла Маркса), «Олком».
- Машинобудівна: ДВРЗ, Перший київський машинобудівний завод, Київський бронетанковий завод, Кузня на Рибальському, АНТК імені Антонова, «Арсенал».
- Хімічна: фармацевтична фірма «Дарниця», «Київхімволокно», Борщагівський хіміко-фармацевтичний завод.

### Заробітна плата
Станом на 2022 рік середня заробітна плата в Києві становила 21 347 гривень на місяць. Найбільш високо оплачувалися професії в сфері добувної промисловості та розроблення кар'єрів (44 346 грн/місяць), інформації та телекомунікації (35 337 грн/місяць) і фінансової та страхової діяльності (30 234 грн/місяць). Найменше оплачувалися професії в сфері тимчасового розміщення і організації харчування (10 837 грн/місяць), будівництва (11 573 грн/місяць) та сільського/лісового/рибного господарства (12 456 грн/місяць).

### Туризм
Істотну роль в економіці міста відіграє туристичний бізнес, пов'язаний із прийманням гостей з України і зарубіжних країн, а також пов'язана з цим економічна активність у сфері обслуговування. Місто володіє значною історико-культурною спадщиною, розвинутим сучасним мистецтвом та оздоровчою базою для формування туристичного продукту, для перетворення туризму у важливу галузь міської економіки. За попередніми розрахунками у 2011 році Київ відвідали понад 1,2 млн туристів, що на 20 % більше, ніж у 2010 році. За 2011 рік від діяльності туристичних підприємств і готелів у міську казну надійшло 540 млн ₴, зокрема близько 6 млн ₴ від впровадження туристичного збору.
Станом на 22 грудня 2010 року в Києві зареєстровано 2212 туристичних підприємств, 1051 — турагенти і 1161 — туроператорів. У місті діє понад 150 закладів розміщення різної форми власності та підпорядкування більш ніж на 9,6 тис. номерів, з яких 90 — готелів, потужністю понад 8 тис. номерів, решта — інші засоби тимчасового розміщення (проживання) на 1,6 тис. номерів. За категорією комфортності в місті є такі готелі:
| Клас готелю                                                   | Кількість готелів | Кількість номерів | Найменування готелів (мережа) |
| ------------------------------------------------------------- | ----------------- | ----------------- | --- |
| {\displaystyle \bigstar \bigstar \bigstar \bigstar \bigstar } | 7                 | 931               | «Hyatt Regency Kyiv» ( Hyatt Hotels Corporation) «Opera Hotel Kyiv» ( Leading Hotels of the World, Ltd.) «Hilton Kyiv» ( Hilton Hotels & Resorts) «Fairmont Grand Hotel Kyiv» ( Fairmont Hotels and Resorts) «InterContinental Kyiv» ( InterContinental Hotels Group) «Premier Palace Hotel Kyiv» «City Holiday Resort & SPA» |
| {\displaystyle \bigstar \bigstar \bigstar \bigstar }          | 26                | понад 1500        | Редісон САС, Київ, Президент-готель, Національний, Рів'єра на Подолі, Поділ-Плаза, Вісак, Піросмані, Фараон та ін. |
| {\displaystyle \bigstar \bigstar \bigstar }                   | 19                | 3186              | Турист, Дніпро, Салют, Русь, Спорт, Либідь та ін. |
| {\displaystyle \bigstar \bigstar }                            | 20                | 1133              | |
| {\displaystyle \bigstar }                                     | 7                 | 176               | |

Протягом 2004—2010 років у м. Києві відкрилося 36 готелів різної категорійності, темп приросту становив 35,14 %.
31 серпня 2018 року Київ посів високе 15-е місце у рейтингу найулюбленіших міст світу для фототуристів.
На початку 2020 року Київ названо найвигіднішим містом Європи для бюджетного відпочинку. Українська столиця зайняла перший рядок у рейтингу туристичних міст Європи для бюджетної подорожі — вікенд на двох у Києві обійдеться до 250 євро.

## Інфраструктура
Cтратегію просторового розвитку столиці України на довгострокову перспективу визначає Генеральний план міста Києва.

### Охорона здоров'я
У Києві працюють державні заклади охорони здоров'я, також тут найбільша в Україні кількість приватних клінік.

### Органи правопорядку та з надзвичайних ситуацій
У столиці України створено Фонд захисних споруд цивільного захисту міста Києва, який складається з розгалуженої системи споруд-укриттів для надійного захисту населення під час різноманітних надзвичайних ситуацій, а також у період воєнного стану. У місті працює Головне управління національної поліції України в Києві, Головне управління Державної служби надзвичайних ситуацій України в Києві, Північне оперативно-територіальне об'єднання Національної гвардії України, Головне управління Державної міграційної служби України в Києві, Регіональний сервісний центр МВС України в Києві.

### Транспорт
Київ є найбільшим транспортним вузлом України. До транспортних магістралей міста Києва належать автотранспортні магістралі, залізничне сполучення та водні шляхи сполучення. Важливу роль у транспортному сполученні відіграють мости через річку Дніпро, а у внутрішньоміських пасажирських перевезеннях — метро. Розвинена також автобусна, тролейбусна і трамвайні мережі, працює фунікулер. У міжнародному сполучені найважливішу роль відіграють міжнародні аеропорти «Бориспіль» та «Жуляни».

#### Аеропорти

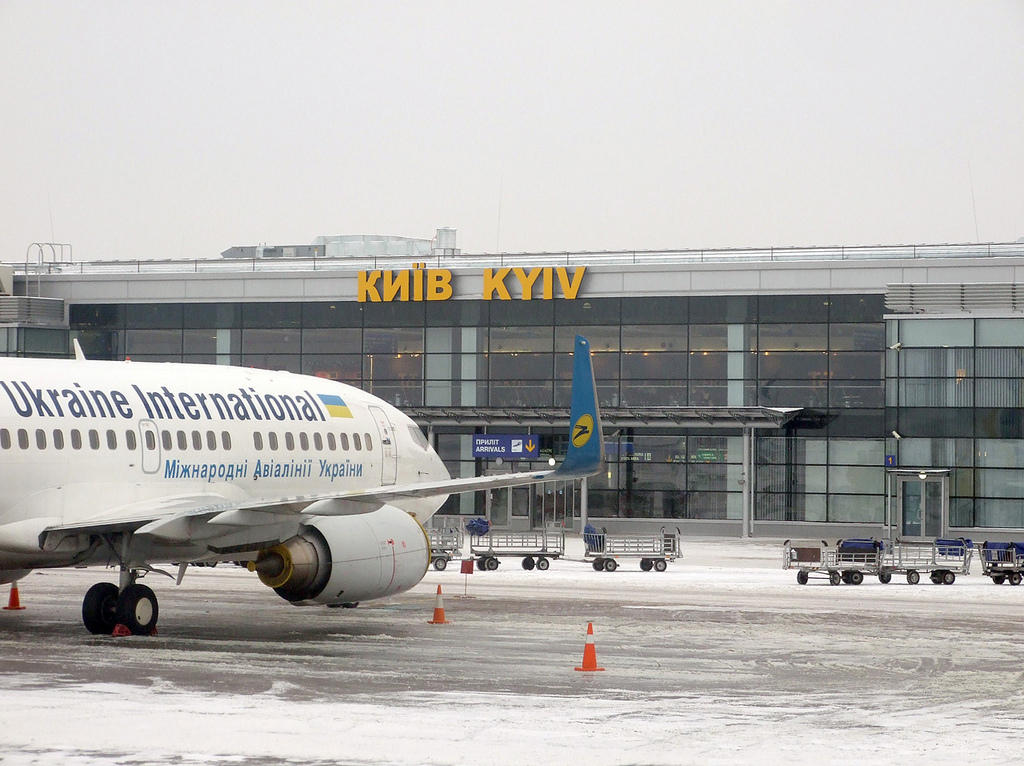
Міжнародний аеропорт «Бориспіль»

Київ — потужний авіавузол. Тут діють: два пасажирські аеропорти, один вантажний, один військовий, шість злітно-посадкових смуг (ЗПС) та п'ять пасажирських терміналів:
- Міжнародний аеропорт «Бориспіль», розташований за 29 км на схід від Києва. В аеропорту є дві ЗПС та 5 пасажирських терміналів — A, B, C, F та D. Аеропорт є найбільшим у країні, обслуживши в 2016 році 8650 тис. пасажирів. Аеропорт є базою для авіакомпанії МАУ.
- Міжнародний аеропорт «Київ» імені Ігоря Сікорського («Жуляни»), що має два пасажирські термінали. Розташований на південно-західній околиці міста. Після переходу 2011 року до аеропорту авіаперевізника Wizz Air збільшився пасажиропотік у ньому, супроти 2010 року, у 16,2 раза, із 29 тис. осіб до 469,8 тис. осіб[101].

У 2016 році пасажиропотік склав 1270 тис. осіб.
- Вантажний аеропорт «Гостомель», розташований за 12 км на північний захід від Києва, є базовим аеропортом для авіакомпанії Авіалінії Антонова.

Також у місті Васильків розташований воєнний аеропорт. А в державному підприємстві «Київський авіаційний завод „Авіант“» розташована злітно-посадкова смуга.

#### Залізниця
Київ — залізничний вузол. У Києві розташоване головне управління Південно-Західної залізниці, діє мережа вокзалів та станцій. Головна станція — Київ-Пасажирський, до складу якої входять вокзали: Центральний, Південний та Приміський, що обслуговують усі поїзди внутрішнього й міжнародного сполучення, маршрути яких пролягають через Київ. Для розвантаження центрального вокзалу триває будівництво на станції Дарниця міжміського та приміського (відкрито 2008 року) вокзалів, до яких у далекій перспективі передбачено прокласти Сирецько-Печерську лінію Київського метрополітену, з відкриттям майбутньої станції «Дарницький вокзал».
Важливу роль у транспортній інфраструктурі міста відіграють залізничні станції й зупинні пункти, на яких здійснюється пересадка на станції метрополітену, а саме:
- Київ-Пасажирський;
- Видубичі;
- Почайна;
- Святошин;
- Сирець.

Саме вони у майбутньому можуть скласти мережу транспортно-пересадкових вузлів.
Залізничні маршрути прокладені від Києва у п'яти магістральних напрямках: фастівському (південний захід), коростенському (північний захід), ніжинському (північний схід), гребінківському (південний схід) та миронівському (південь, одноколійна). Києвом проляшає так зване північне півкільце (від станцій Київ-Волинський, Святошин через Почайну та Микільську Слобідку до станції Дарниця). Усі магістральні залізниці електрифіковані. Крім магістральних, існує відомча неелектрифікована лінія від станції Почайна до Вишгорода та місцеві залізничні колії промислового призначення. Платформа Вишгород розташована в однойменному місті, яке є популярним місцем відпочинку для киян, має великі перспективи розвитку. Передбачено електрифікувати лінію, на якій розташована платформа та відновити рух приміських поїздів, проте ці плани досі не здійснено. У майбутньому платформа Вишгород може стати одним з найважливіших транспортних вузлів Київського залізничного вузла.
5 жовтня 2011 року відкрита міська електричка — кільце завдожки 54,4 км поєднує 20 станцій, усі лінії метрополітену й дає змогу об'їхати місто за 2 години. Запуск електрички обійшовся міському бюджету у 223 млн ₴.

#### Річковий транспорт
Київський річковий порт засновано в липні 1897 року по завершенні будівництва Київської гавані. Причали порту тягнуться від Гавані до станції метро «Дніпро». За радянських часів Дніпром регулярно виконувались як вантажні перевезення, так і пасажирські рейси приміського та дальнього сполучення. Наразі рейси Дніпром вважаються нерентабельними — виконуються переважно прогулянкові й туристичні. Фарватер Дніпра використається також для транспортування великих вантажів.

#### Метро

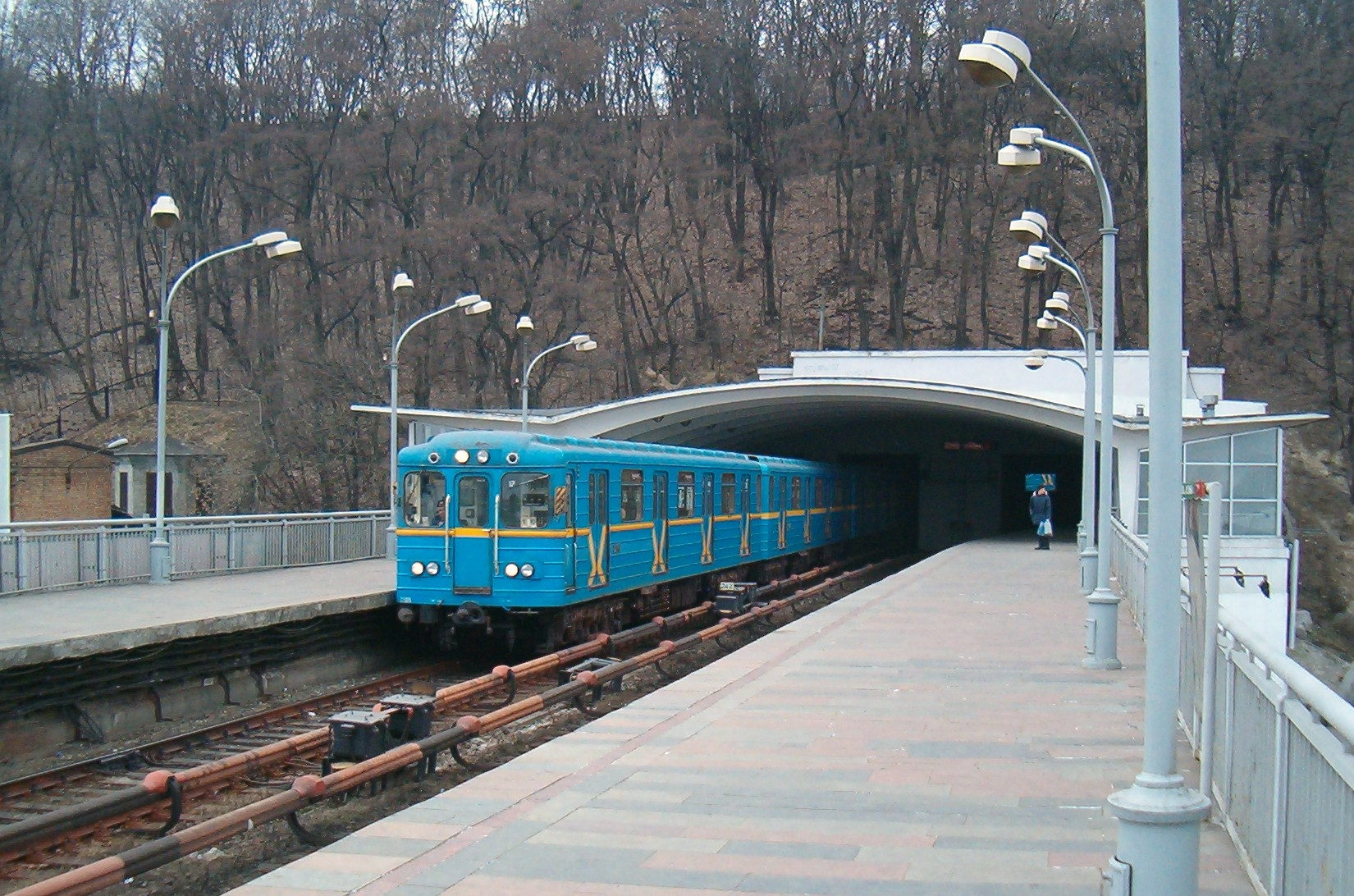
Станція метро Дніпро

У Києві ідея підземної залізниці вперше виникла 1884 року. Проте депутати міської Управи відхилили цей проєкт. Так само сталося і в Москві, де провалилися проєкти 1902 і 1912 років. 1916 року Російсько-Американська Торгова Палата пропонує новий проєкт будівництва метрополітену, який також відхилено міською владою Києва. Однак ідея спорудження метро в Києві не полишає голови фахівців та можновладців. Уряд гетьмана Української Держави Павла Скоропадського мав намір будувати урядовий центр і лінію метро в районі Звіринця. Цим проєктам не судилося збутися через те, що влада незабаром перейшла до Директорії Симона Петлюри й тема створення київського метро відійшла на задній план.
Після закінчення німецько-радянської війни Київ почали відбудовувати. 5 серпня 1944 року Постановою Ради народних комісарів СРСР відповідним установам наказано розпочати розвідувальні роботи, скласти технічний проєкт та генеральний кошторис із тим, щоб уже в IV кварталі того ж року внести на затвердження уряду проєктне завдання на спорудження Київського метрополітену. Одинадцять років пішло на те, щоб дати життя Київському метрополітену: 6 листопада 1960 року відкрили першу ділянку Святошино-Броварської лінії завдовжки 5,2 км із п'ятьма станціями — «Вокзальна», «Університет», «Хрещатик», «Арсенальна» та «Дніпро». З 1960 року побудовано три лінії загальною завдовжки 69,65 км, що налічують 52 станції, які нині щодня обслуговують більш ніж 1,4 млн пасажирів. Сім станцій метрополітену визнані пам'ятками історії та культури.
Київський метрополітен активно розвивався: у 2010—2013 роках відкрилися шість нових станцій на півдні Оболонсько-Теремківської лінії — «Деміївська», «Голосіївська», «Васильківська», «Виставковий центр», «Іподром» та «Теремки». Однак згодом будівництво і проєктування нових станцій і ліній призупинено: підготовка до спорудження четвертої (Подільсько-Вигурівської) лінії, проєктні роботи щодо п'ятої (Лівобережної) лінії метрополітену призупинені.

#### Трамвай

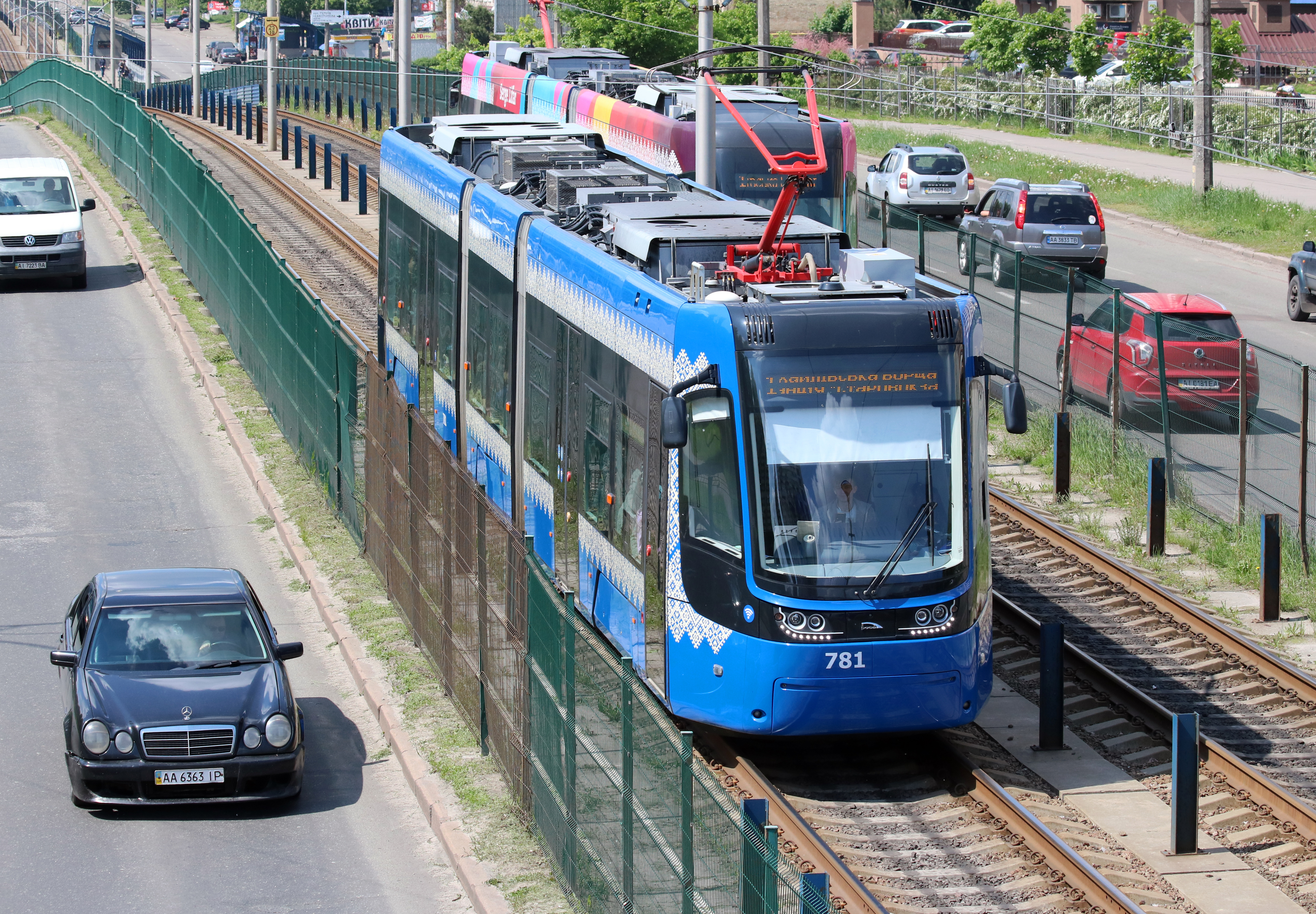
Київський швидкісний трамвай

Київ був першим містом України, а також всієї тогочасної Російської імперії, у якому відкрито рух електричного трамвая. Перший трамвай запущено в червні 1892 року на лінії завдовжки 1,5 км Олександрівським (тепер — Володимирським) узвозом. 30 грудня 1978 року в Києві стала до ладу перша в СРСР лінія швидкісного трамвая від площі Перемоги до житлового масиву Південна Борщагівка, побудована за ініціативою Володимира Веклича і Василя Дяконова.
1990 рік став кульмінаційним у розвитку трамвайної мережі — загальна протяжність колій становила 275,9 км, виробнича база налічувала 904 пасажирських трамвайних вагони, річний обсяг перевезень сягав 438 млн. З середини 1990-х років трамвайне господарство поступово занепадало, на 2005 рік відповідні показники зменшилися до 258,3 км та 509 трамвайних вагонів, річний обсяг перевезень становив близько 175,6 млн. Після реконструкції мосту Патона 2005 року трамвайну мережу міста розірвано на дві відокремлені частини — лівобережну та правобережну. 2010 року завершено реконструкцію Борщагівської лінії швидкісного трамвая, а 2012 року відкрито реконструйовану та подовжену до станції міської електрички Троєщинську лінію, яка була споруджена 2000 року, але згодом закрита через малий пасажиропотік.

#### Фунікулер

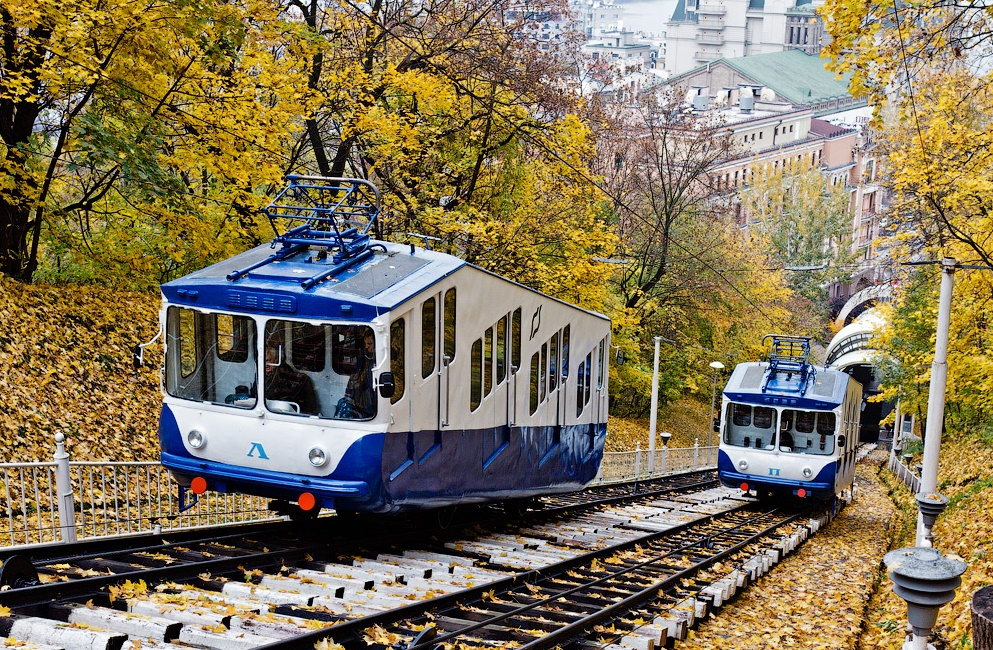
Київський фунікулер

Проблема зв'язку між Верхнім містом та низинним Подолом існувала стільки, скільки існує Київ. Спершу стародавні кияни користувалися крутими стежками, потім — Андріївським узвозом. Ідею збудувати між верхньою і нижньою частинами міста механічний підйом у вигляді невеличкої похилої залізниці з канатною тягою подав інженер А. А. Абрагамсон; проєкт розробили інженери М. К. П'ятницький та М. І. Баришников. Фунікулер, або «Михайлівський електричний канатний підйом», був споруджений коштом товариства Київської міської залізниці. Спорудження фунікулера тривало протягом 1902—1905 років. Фунікулер відкрито 7 травня 1905 року. Колії підйому простяглися на 200 метрів.
1958 року проведено кардинальну реконструкцію фунікулера: у машинному залі встановили сучасніше устаткування, яке, крім усього, ще й гарантувало повну безпеку руху. А наприкінці 1984 року фунікулер пережив ще одне оновлення: лінія подовжилася на 38 метрів.
Щороку цей незвичайний вид транспорту перевозить 2,8 млн пасажирів, серед яких чимало туристів.
Оскільки найбільш схожим на фунікулер видом транспорту є трамвай, проїзні квитки на трамвай діють також і на фунікулер, а вартість однієї поїздки становить 3 гривні. До листопада 2008 року існували єдині квитки, котрі діяли як у автобусах, тролейбусах, трамваях, так і в фунікулері. Нині запроваджено спеціальні жетони для проходу на станції фунікулеру.

#### Тролейбус

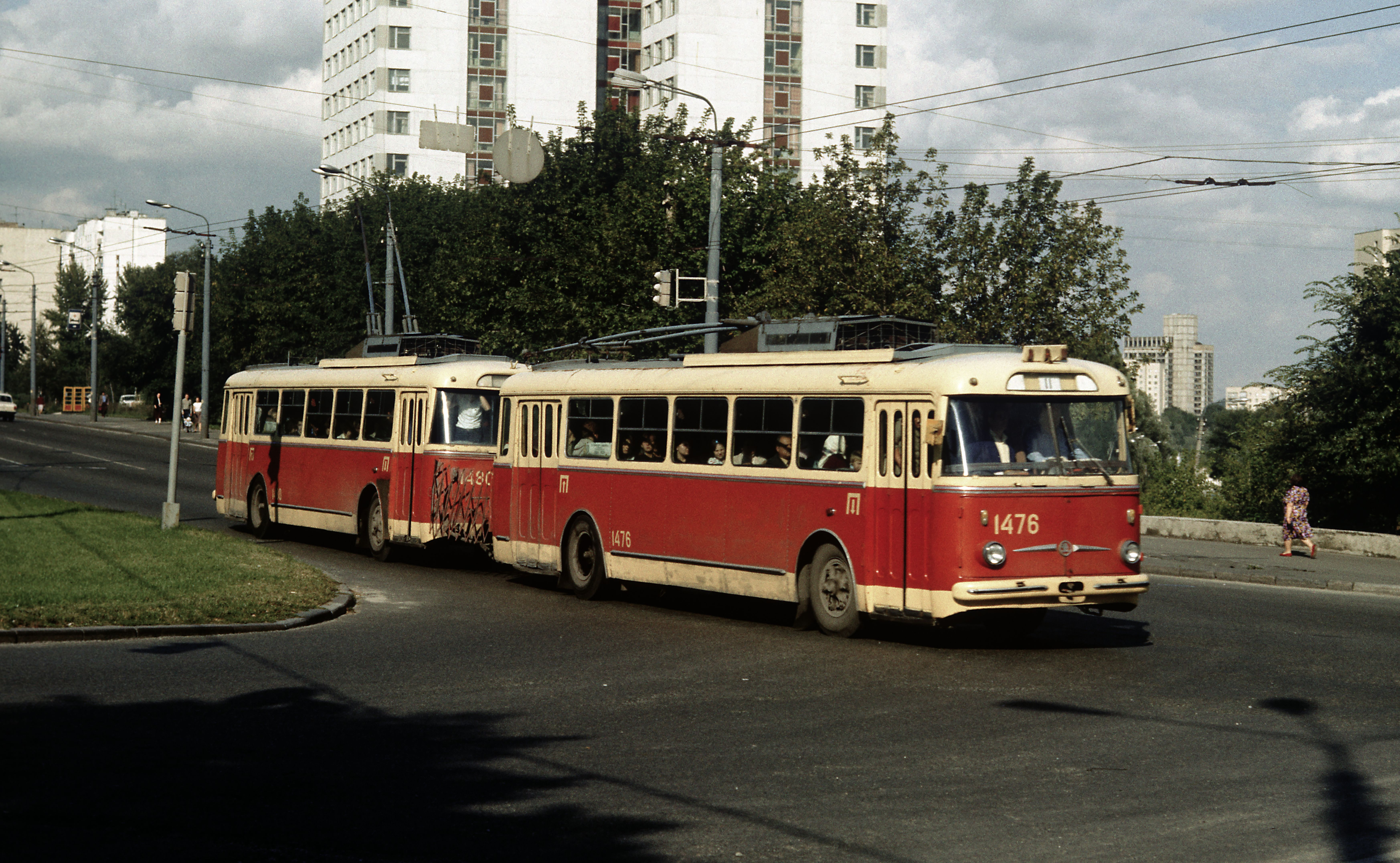
Поїзд з двох тролейбусів Škoda 9Tr з'єднаних за системою Володимира Веклича в Києві (1986 рік)

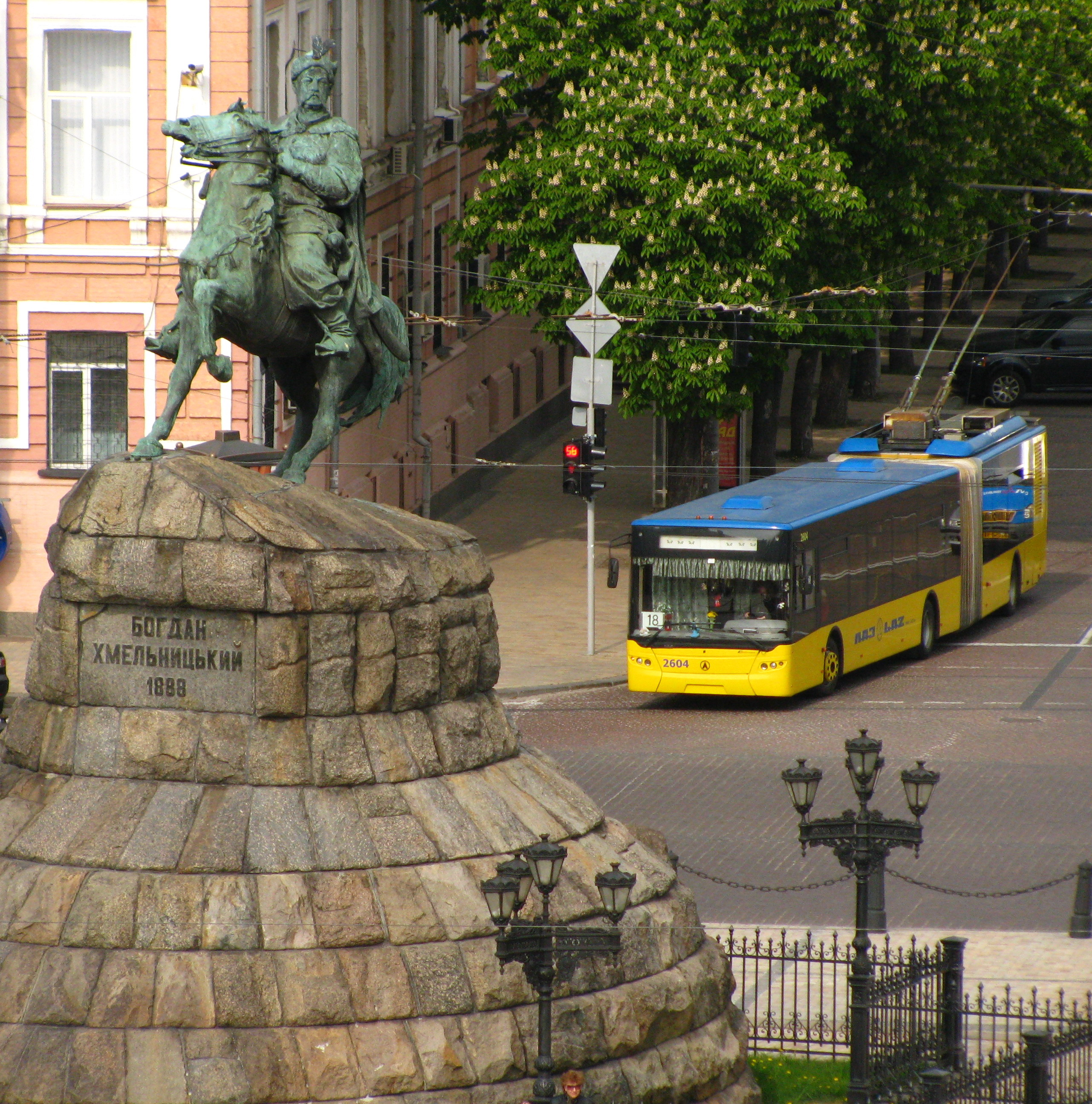
Тролейбус ЕлектроЛАЗ-301 на Софійській площі

Роботи з організації тролейбусного руху в Києві розпочато 1934 року з поверненням Києву статусу столиці. Першою тролейбусною трасою стала Червоноармійська (нині — Велика Васильківська) вулиця. У повоєнний час тролейбусне господарство Києва постійно розвивається.
12 червня 1966 року київський винахідник Володимир Веклич створив перший у світовій практиці тролейбусний поїзд. На момент 1983 року у 296 тролейбусних поїздах за системою Володимира Веклича працювали вже більше половини парку київських тролейбусів, що дозволило вивільнити більше ніж 800 водіїв, та підняти провізну спроможність тролейбусного транспорту столиці в 1,6 рази. Успішний досвід киян був перейнятий електротранспортниками Риги, Ленінграда, Таллінна, Дніпропетровська, Харкова, Севастополя, Краснодара, Новосибірська та багатьох інших міст колишнього СРСР.
Із 1991 року на тролейбусних маршрутах Києва курсують тролейбуси вітчизняного виробництва, зокрема Київського заводу електротранспорту (виготовлялися в 1991—1994 роках), київського авіазаводу, ВО «Південмаш» (м. Дніпро) та Львівського автомобільного заводу.
Станом на 2000 рік у Києві діяло 35 тролейбусних маршрутів. Довжина мережі сягнула 324,9 км, парк становить 640 машин, з яких 24 % — замортизовано. У травні 2006 року кількість тролейбусних маршрутів у Києві досягла 44. Працює 4 тролейбусних депо.

#### Автобус
Уперше запровадити регулярний автобусний рух у Києві спробували ще 1913 року, а першу автобусну лінію відкрито 1925 року за маршрутом: площа 3-го Інтернаціоналу (нині — Європейська площа) — вулиця П'ятакова (тепер вулиця Саксаганського). У грудні того самого року відкрито другу лінію (Деміївську). Використовували автобуси марок «Мерседес-Даймлер» і «Фіат». Починаючи з 1929 року автобусний парк міста поповнюється машинами радянського виробництва; з 1932-го — 19-місними автобусами ЗІС-18, з 1938 року — 24-місними автобусами ЗІС-16. 1934 року створено автобусно-таксомоторну базу, що розміщувалася на Боєнському провулку (пізніше вулиця Івана Кудрі, тепер вулиця Джона Маккейна). У ній налічувалося близько 30 одиниць рухомого складу. 1937 року в автобусному парку столиці України було 60 автобусів, 1939 року — близько 80. Швидкими темпами розвивалося автобусне господарство міста в післявоєнні роки. Кількість перевезень пасажирів 1967 року у порівнянні з 1947 зросла у 88 разів. 1978 року місто обслуговували 862 автобуси, що курсували за 87 маршрутами; загальна довжина автобусних ліній дорівнювала 647 км, кількість перевезень становила близько 1 млн пасажирів на добу. Нині у Києві діє близько 90 автобусних маршрутів, які охоплюють усі частини міста, кількість автобусів перевищує 700 одиниць. Працює 8 автобусних парків.

#### Мости через Дніпро

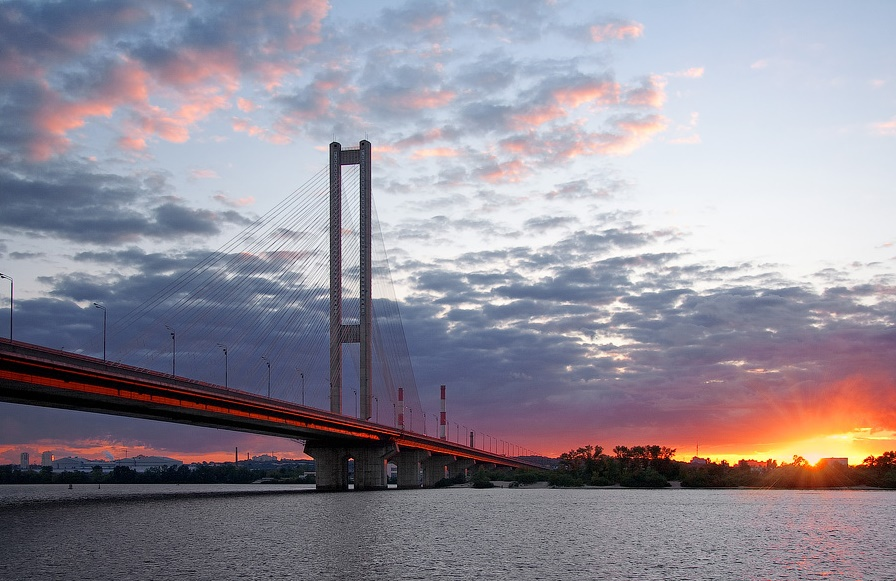
Південний міст

Перший капітальний міст через Дніпро споруджено 1853 року — так званий Ланцюговий міст. 1870 року під керівництвом військового інженера А. Є. Струве побудовано металевий залізничний міст у Дарниці, другий залізничний міст — Петрівський — споруджено 1917 року, однак невдовзі він був зруйнований (відновлений 1929 року). У районі нинішнього моста Патона існував Наводницький міст понтонної конструкції, що дав назву вулицям Старонаводницькій і Новонаводницькій. 1914 року на його місці збудували стаціонарний дерев'яний міст, зруйнований у 1920 році. Він був відновлений 1921 року й проіснував до 1935-го, коли був замінений іншим дерев'яним мостом. Під час Другої світової війни всі мости через річку Дніпро зруйнували. Після визволення Києва (6 листопада 1943 року) споруджено тимчасові дерев'яні мости.
Сьогодні береги Дніпра в межах міста з'єднують 8 мостів, із них 4 автомобільні — Північний, міст Метро, міст Патона та Південний, два залізничних — Дарницький та Петрівський, один залізнично-автомобільний — Кірпи, а також пішохідний міст. Триває спорудження Подільського.

### Вода
Національний уряд делегував відповідальність за послуги водопостачання та санітарії місцевим органам влади. ПрАТ «АК „Київводоканал“» надає ці послуги Києву. Протяжність водопровідних мереж становить 4231 км, з яких 1798 ветхі. Протяжність каналізаційних мереж становить 2662 км, з яких 830 ветхі.

## Архітектура

### Загальна характеристика

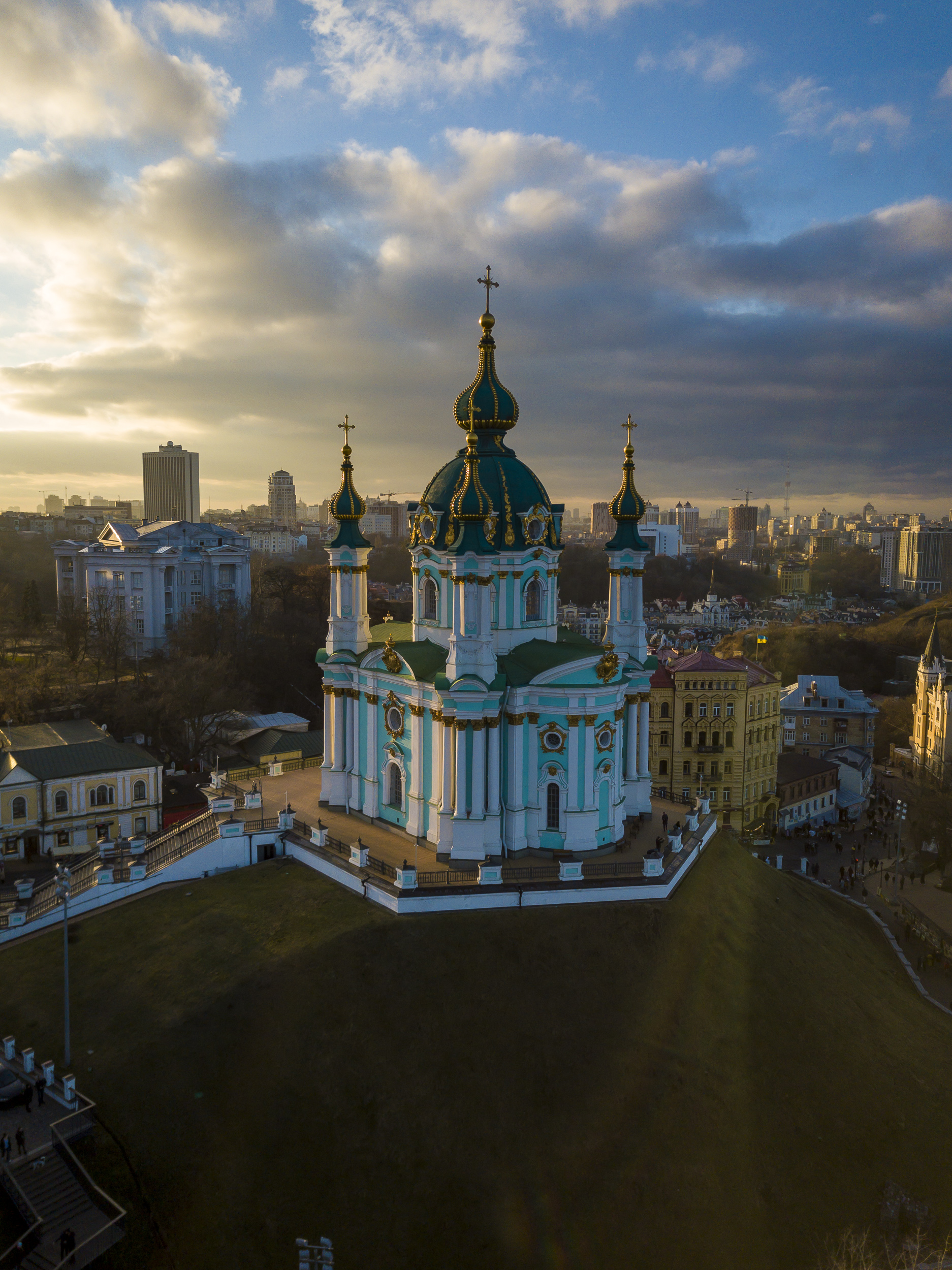
Андріївська церква

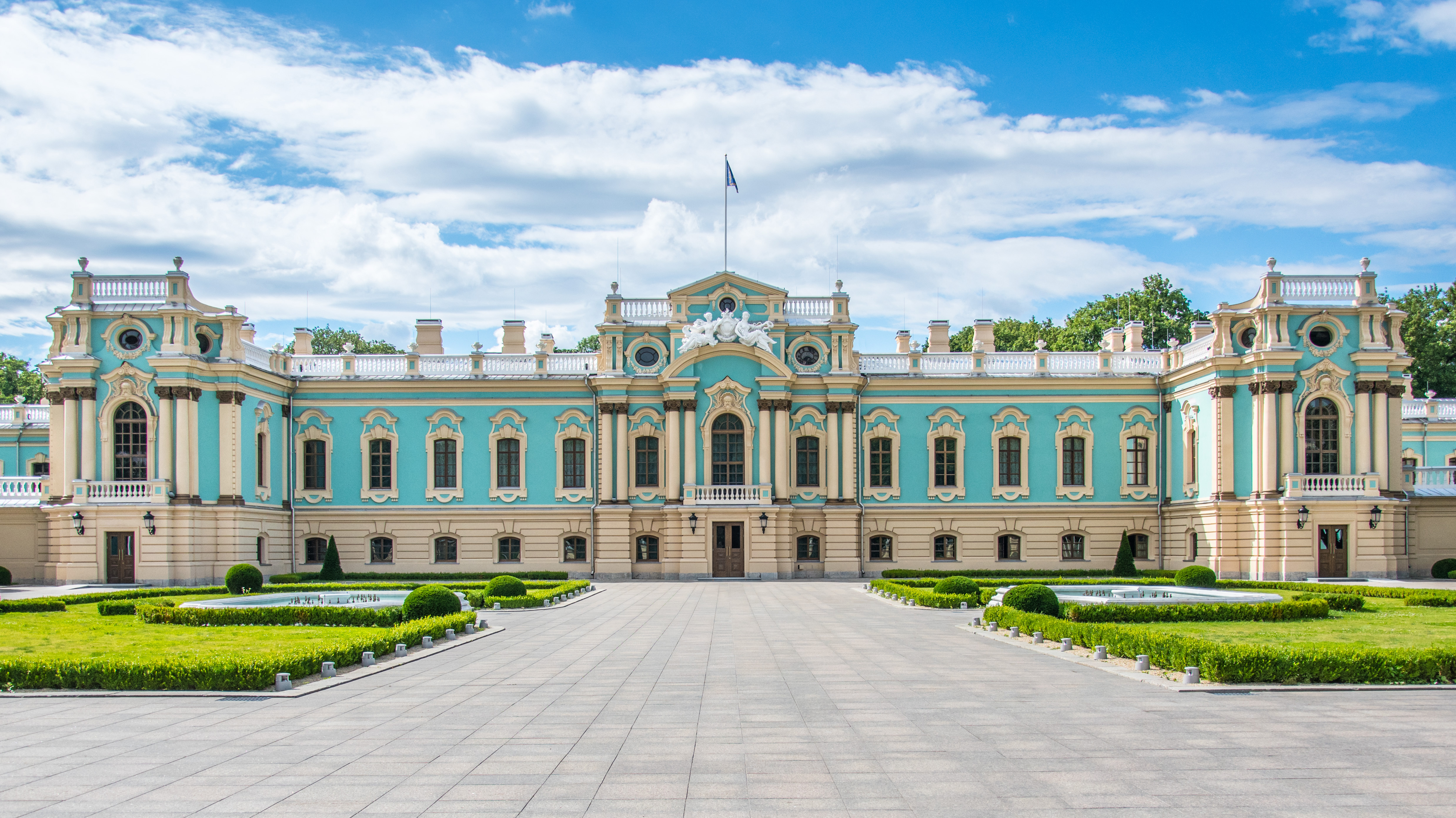
Маріїнський палац

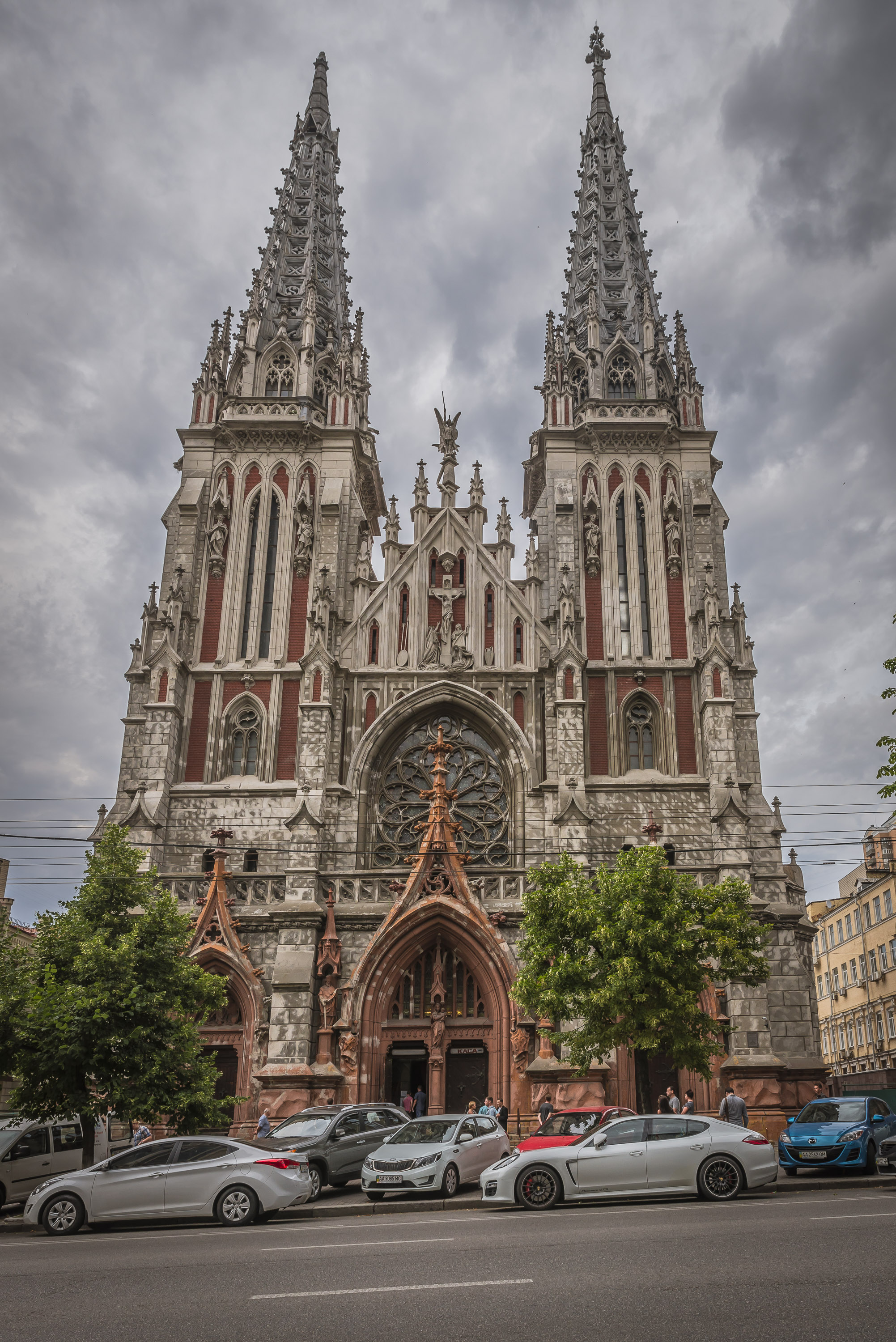
Костел святого Миколая

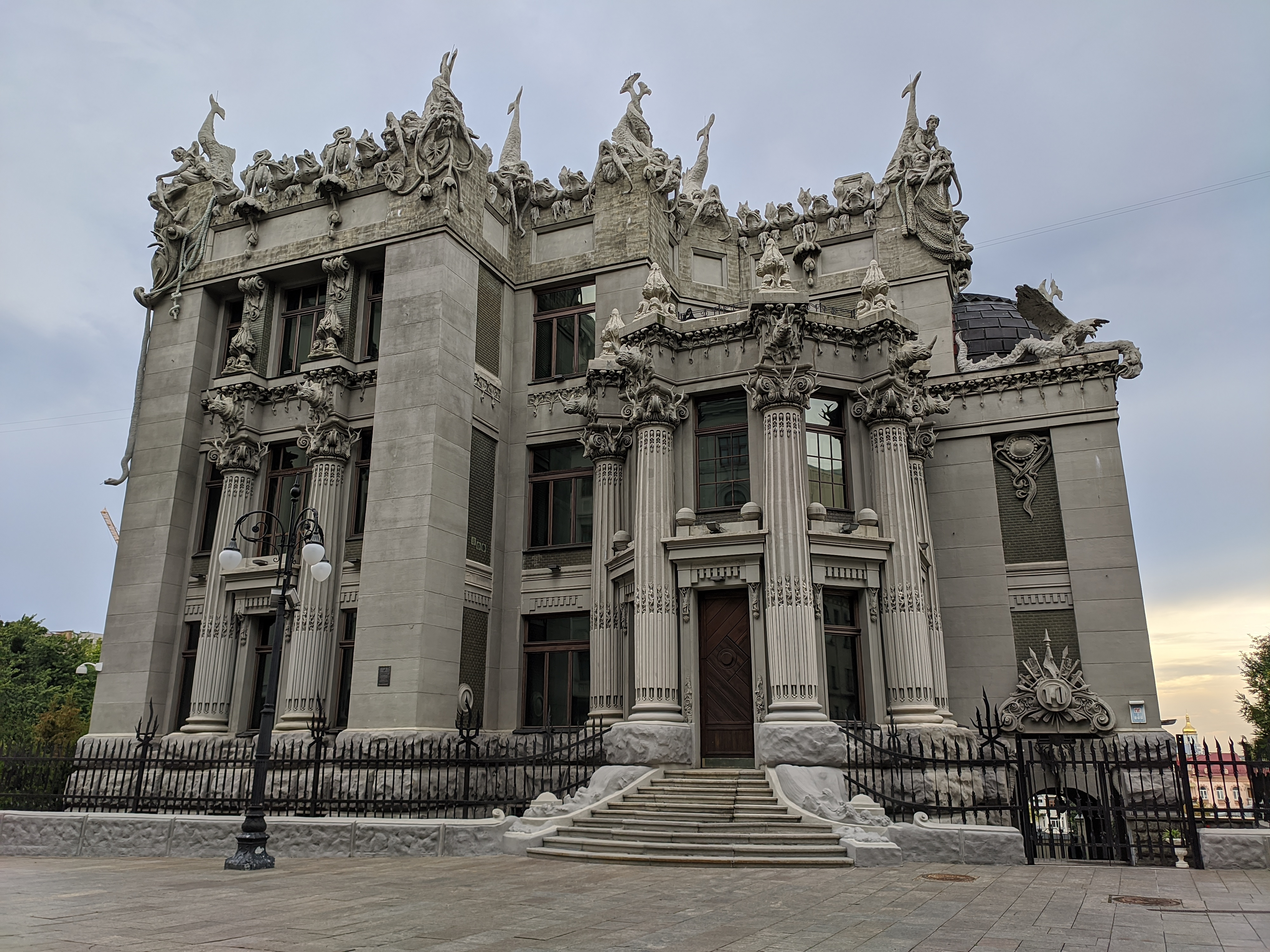
Будинок із химерами

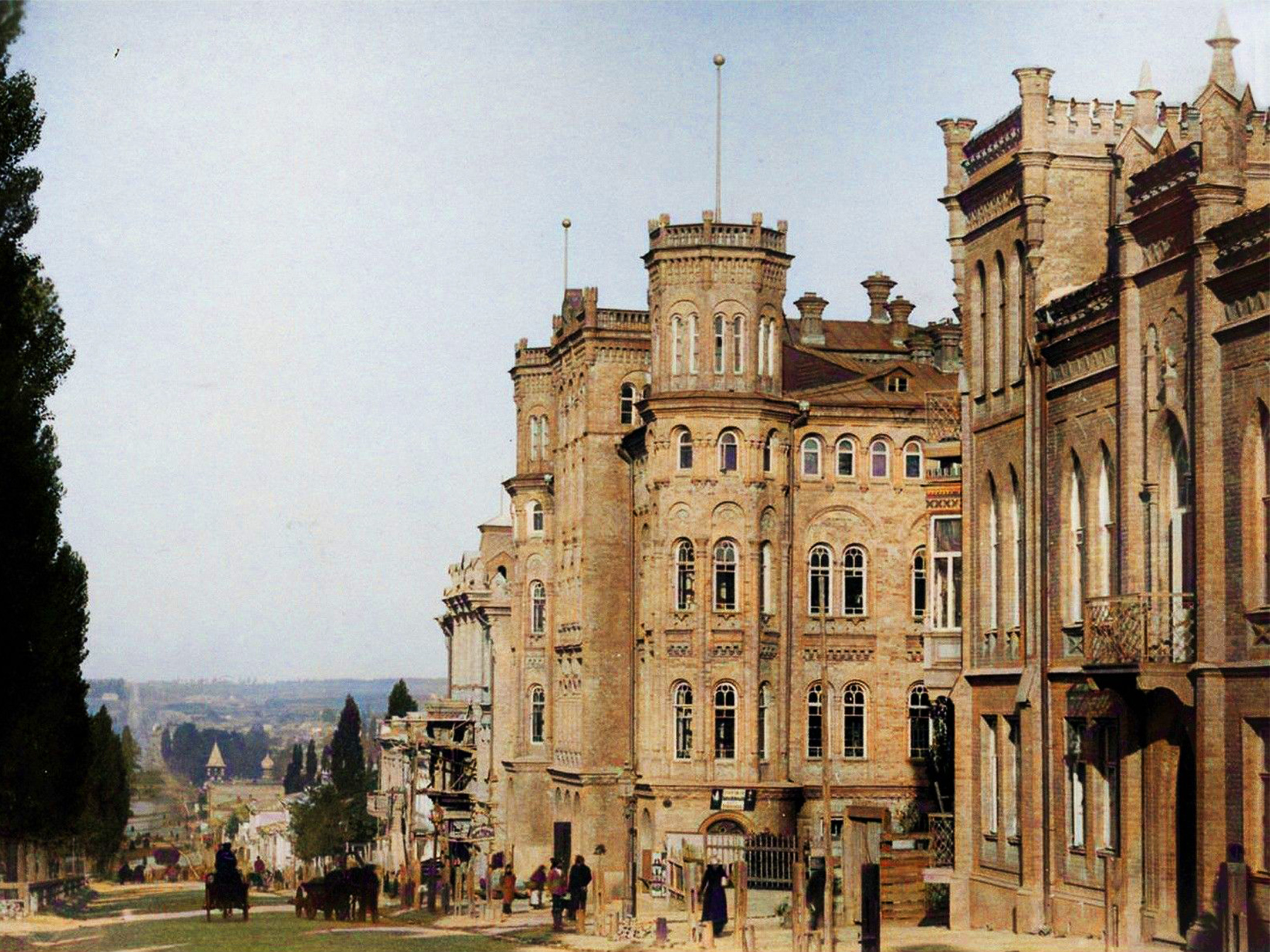
На зламі XIX—XX сторіч у міському просторі почали домінувати київські прибуткові будинки

У X—XIII століттях Київ забудовувався кварталами зрубних і каркасно-стовпових споруд, переважно двоповерхових. Планування міста в X—XIII ст. було садибно-вуличним. Деякі вулиці замощувалися дерев'яними мостовими. У князівській частині Києва стояли кам'яні будинки. Найбільшими спорудами були цегляні хрестово-купольні храми, виконані в руському стилі з елементами візантійського — Десятинна церква (989—996), Софійський собор (1037), Іриниська і Георгіївська церкви (1037), Михайлівський Золотоверхий собор (1113). Вони мали багато бань, пірамідальну композицію, хрещаті стовпи.
Найдавніші будови Києва належать до XI—XII століть. Збереглися також будинки XVII—XVIII століть, проте переважають в архітектурному обличчі міста будови другої половини XIX — початку XX століття, виконані у стилі модерну та конструктивізму. Загалом у місті збереглося близько 3000 споруд XI — початку XX століття, зокрема понад 70 храмів тих часів. До найвизначніших архітектурних пам'яток Києва зараховують:
- Золоті ворота
- Софійський собор (XI ст.)
- Києво-Печерська лавра (XI—XVIII ст.)
- Кловський палац
- Маріїнський палац
- Червоний корпус КНУ
- Будинок з химерами
- Національний банк України
- Національна опера України
- Києво-Могилянська академія
- Київський політехнічний інститут
- Видубицький монастир (XI ст.)
- Михайлівський Золотоверхий собор
- Церква Спаса на Берестові (XII ст.)
- Воскресенська церква
- Андріївська церква
- Набережно-Микільська церква
- Покровська церква
- Троїцька церква
- Київська кенаса
- Садиба Мерінга (1901)
- Київський цирк
- Київський державний академічний театр ляльок

Серед пам'яток новітньої епохи — Хрещатик, Київський метрополітен, Кабінет Міністрів, Секретаріат Президента, Висотний житловий будинок за адресою вул. Хрещатик, 25 та Національний спортивний комплекс «Олімпійський».

### Парки
Київ має велику кількість садів та парків для відпочинку, серед яких Національний ботанічний сад, Ботанічний сад ім. Фоміна, Парк імені Тараса Шевченка, Хрещатий парк, Маріїнський парк, Міський сад, Володимирська гірка, Парк «Аскольдова Могила», Парк Вічної Слави, Пейзажна алея, Сквер імені В'ячеслава Чорновола, Гідропарк, Голосіївський парк, Голосіївський ліс, Парк партизанської слави, Парк «Перемога», Пушкінський парк, Зоопарк.
Наймасовіше кияни та гості міста відвідують Національний ботанічний сад у пору цвітіння Саду бузків, Андріївський узвіз під час святкування Дня Києва, а також міську виставку квітів, яка щорічно проводиться у Печерському ландшафтному парку довкола Співочого поля у дні святкування Дня Незалежності України в останній тиждень серпня.
У парку Кіото 3 вересня 2011 року висаджено найдовшу в Європі алею сакур.

### Пам'ятники та скульптури
У Києві велика кількість різноманітних меморіалів, пам'ятників, монументів, скульптурних груп, пам'ятних знаків, погрудь (бюстів) і фігур. У Києві як місті мультикультурному в різний час «вшановували у камені» діячів багатьох країн і народів.
Як і в інших містах України, переважна більшість пам'ятників і монументів у Києві зосереджена в центральній (історичній) частині, хоча деякі з них, з огляду на величину міста, сформування власних осередків адміністративних одиниць міста (районів), територіальне розміщення об'єктів культури, місць історичних подій, проживання та/або роботи видатних діячів, включення до складу міста прилеглих населених пунктів тощо, розташовані на всій території міста і на околицях.

### Хмарочоси

БЦ «Парус» і ТРБЦ «Gulliver»

Місто славиться своїми історичними й сучасними хмарочосами. Перші висотні будинки з'явилися в Києві ще на початку XX століття: Київський Париж (1901), Хмарочос Гінзбурга (1912), Будівля Кабінету Міністрів України (1938).
У роки «післявоєнної відбудови» міста в Києві збудували такі відомі хмарочоси, як: висотний житловий будинок за адресою Хрещатик, 25 і Готель «Україна» (до 2001 року — готель «Москва»).
У 1970—1980-х роках у місті з'явилися «готелі-хмарочоси»: «Київ», «Русь», «Турист», «Спорт» та інші.
Нині в Києві розташовано п'ять найвищих хмарочосів України: БФК «Gulliver», БЦ «Парус», ЖК «Корона», ЖК «Корона» № 2 і будівля Апеляційного суду міста Києва.
У 2012 році завершено будівництво 48-поверхового житлового комплексу на Кловському узвозі, який має висоту 168 метрів. На проспекті Перемоги, поруч із центральним загсом, триває спорудження хмарочосу Sky Towers. По завершенню він буде найвищим хмарочосом України (заввишки 210 метрів) і матиме 47 поверхів.
У проєкті залишається спорудження бізнес-центру «Київ-сіті» на Рибальському острові, де височітимуть хмарочоси висотою у 200—300 метрів.
Станом на 2023 рік у Києві зведено понад 1250 будівель заввишки понад 35 метрів — це найбільша кількість хмарочосів серед європейських міст, про це стало відомо з рейтингу SkyscraperPage.

### Тимчасові споруди
Станом на березень 2014 року в Києві близько 15 тисяч кіосків. Станом на 1 січня 2014-го в Києві діяли 423 кіоски з пресою.

### Площі
Нині в Києві 114 площ і майданів. З них 56 мають назви, а 58 — досі безіменні. Для порівняння: у Москві лише 27 площ, у Варшаві — 62. Найбільшою площею Києва є Майдан Незалежності (центральний), а найменшою — Святошинська площа. Найвіддаленіша від центру (по прямій від майдану Незалежності) — Гостомельська (на 12,6 км), потім ідуть Харківська — на 12,5 км, Святошинська — на 11,4 км, Одеська — на 10,1 км, Шевченка — на 9,5 км. Найвищі будинки (від 16 до 25 поверхів) — на Святошинській площі, а найнижчі (приватні одноповерхівки) на Гостомельській. Найзеленішою традиційно вважається Ботанічна площа.

## Культура
Питаннями діяльності культурно-освітніх, мистецьких закладів міського підпорядкування займається Департамент культури Київської міської державної адміністрації, у веденні якого нараховується 18 театрів міського та 4 театри районного підпорядкування, 6 концертних організацій.

### Музика, театр і кіно

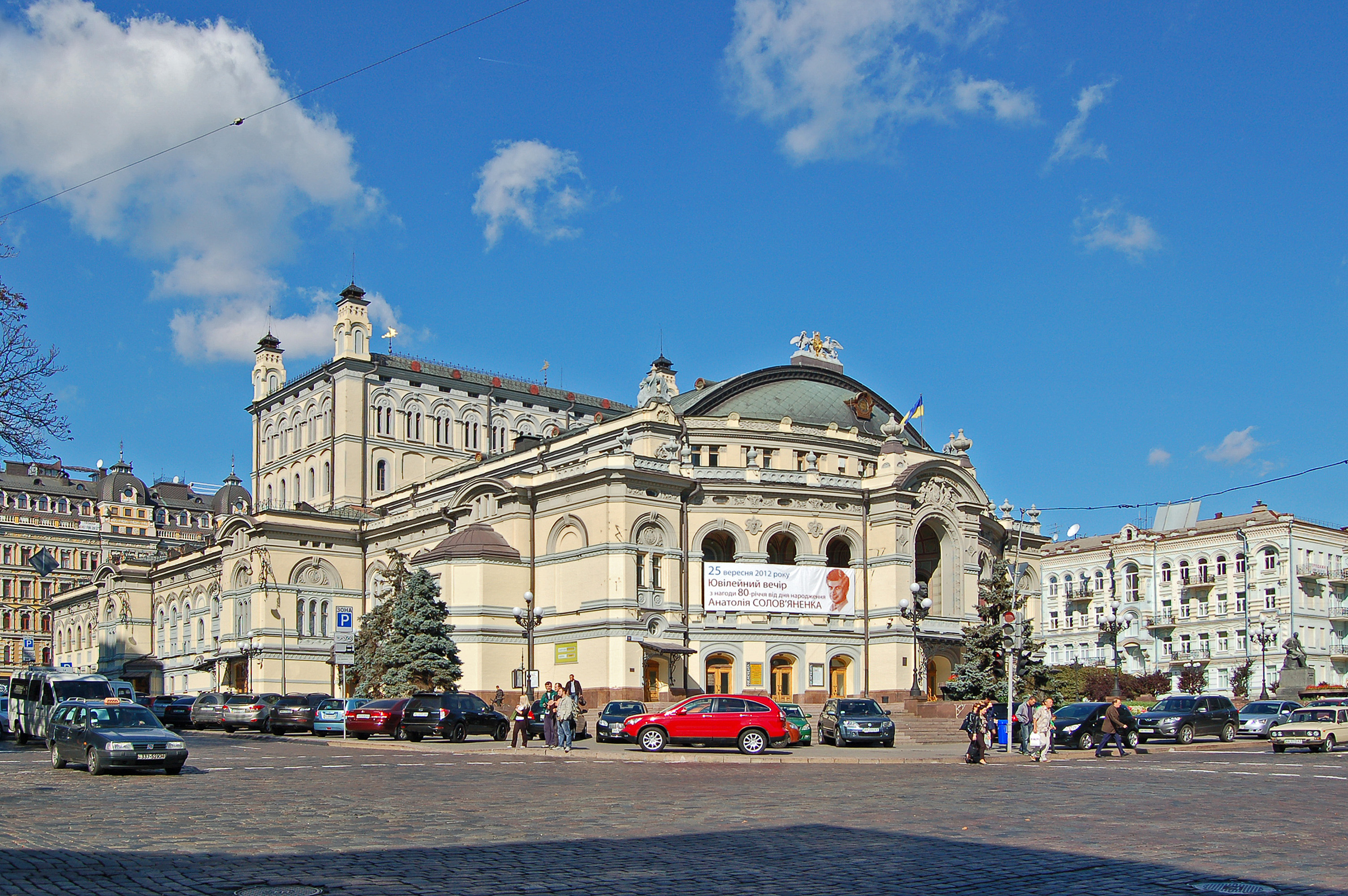
Київський оперний театр

Головними осередками сучасного музичного життя міста Києва є: Національна опера України, Національна філармонія України, Будинок органної та камерної музики, Київський державний театр оперети. Концерти академічної музики проводять також у Великому та малому залах Національної музичної академії ім. П. І. Чайковського, концертному залі Будинку звукозапису, Будинку вчених, Будинку вчителя, Будинку Актора, концертних естрадах Центрального і Хрещатого парків.

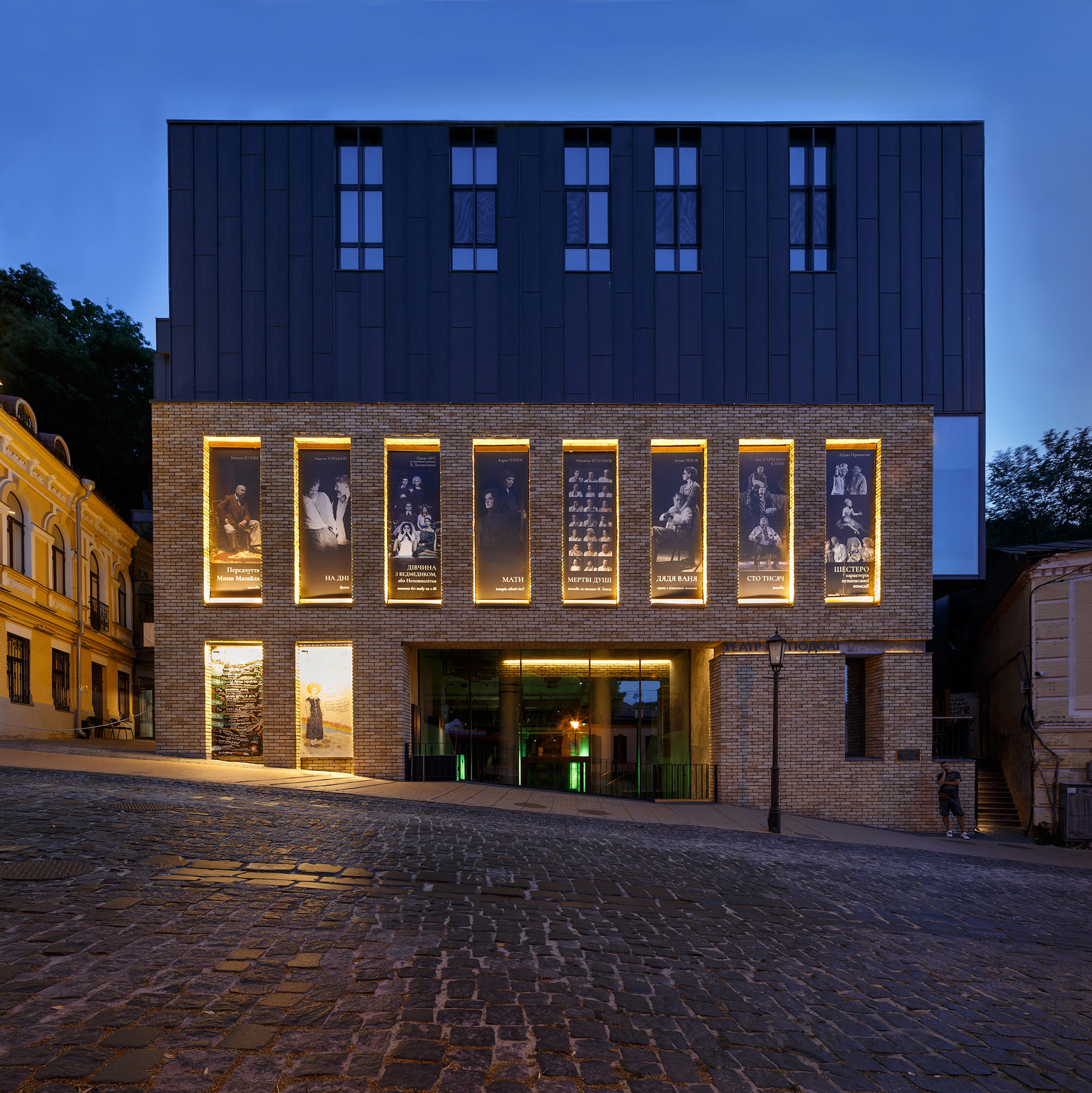
Театр на Подолі

У Києві діють такі хорові колективи, як Національна заслужена академічна капела України «Думка», Національний заслужений академічний народний хор України ім. Верьовки, чоловіча хорова капела України ім. Л. М. Ревуцького, Народна академічна хорова капела НАН України «Золоті Ворота», камерні хори «Київ», «Хрещатик», «Credo», хорова капела хлопчиків та юнаків «Дзвіночок» тощо.
Концерти розважальної музики відбуваються в Палаці «Україна», Палаці Спорту, Жовтневому Палаці, Українському домі, ДК КПІ, Центральному домі художника, концертному зал FreeDom та інших залах. У теплу пору року концерти та фестивалі української етно- та рок-музики проводять також на Співочому полі.
Періодично в Києві проводяться музичні фестивалі, зокрема: академічної музики — Київ Музик Фест, Форум музики молодих, Музичні прем'єри сезону, фестиваль фортепіанної музики «Володимир Крайнєв запрошує», фестиваль хорової музики Золотоверхий Київ; а також фестивалі естрадної музики — «Червона рута», «Країна мрій» та інші. Визначною музичною подією 2005 року стало проведення в Києві пісенного конкурсу «Євробачення».
Невіддільною частиною музичного життя столиці є періодичні музичні конкурси: піаністів — пам'яті В. Горовиця, диригентів — ім. С. Турчака, хорових колективів — ім. М. Леонтовича, вокалістів — ім. Соломії Крушельницької, бандуристів — ім. Гната Хоткевича, а також багатопрофільний конкурс імені М. Лисенка.
У Києві працювали такі видатні музиканти, як Микола Лисенко, Олександр Кошиць, Микола Леонтович, Яків Степовий, Кирило Стеценко, Рейнгольд Глієр, Болеслав Яворський, Левко Ревуцький, Борис Лятошинський, Микола Вілінський, Григорій Верьовка, Борис Гмиря, Степан Турчак, Іван Карабиць, Володимир Симоненко. Серед сучасних композиторів — Валентин Сильвестров та Євген Станкович. 
З листопада 2014 року Київрада затвердила пісню «Як тебе не любити, Києве мій!» у виконанні Юрія Гуляєва офіційним гімном столиці. Хоча довгі роки її називали неофіційним гімном Києва.

### Музеї

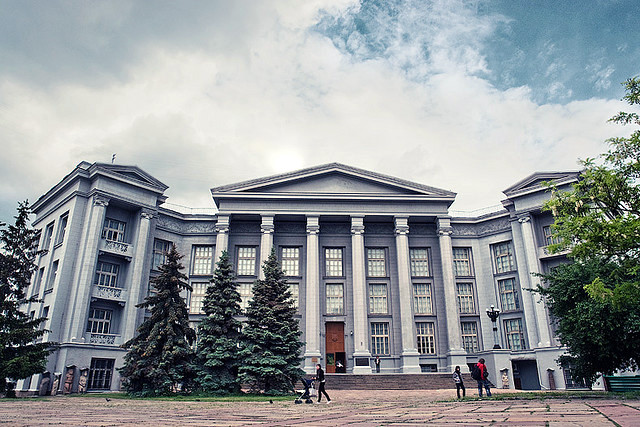
Національний музей історії України

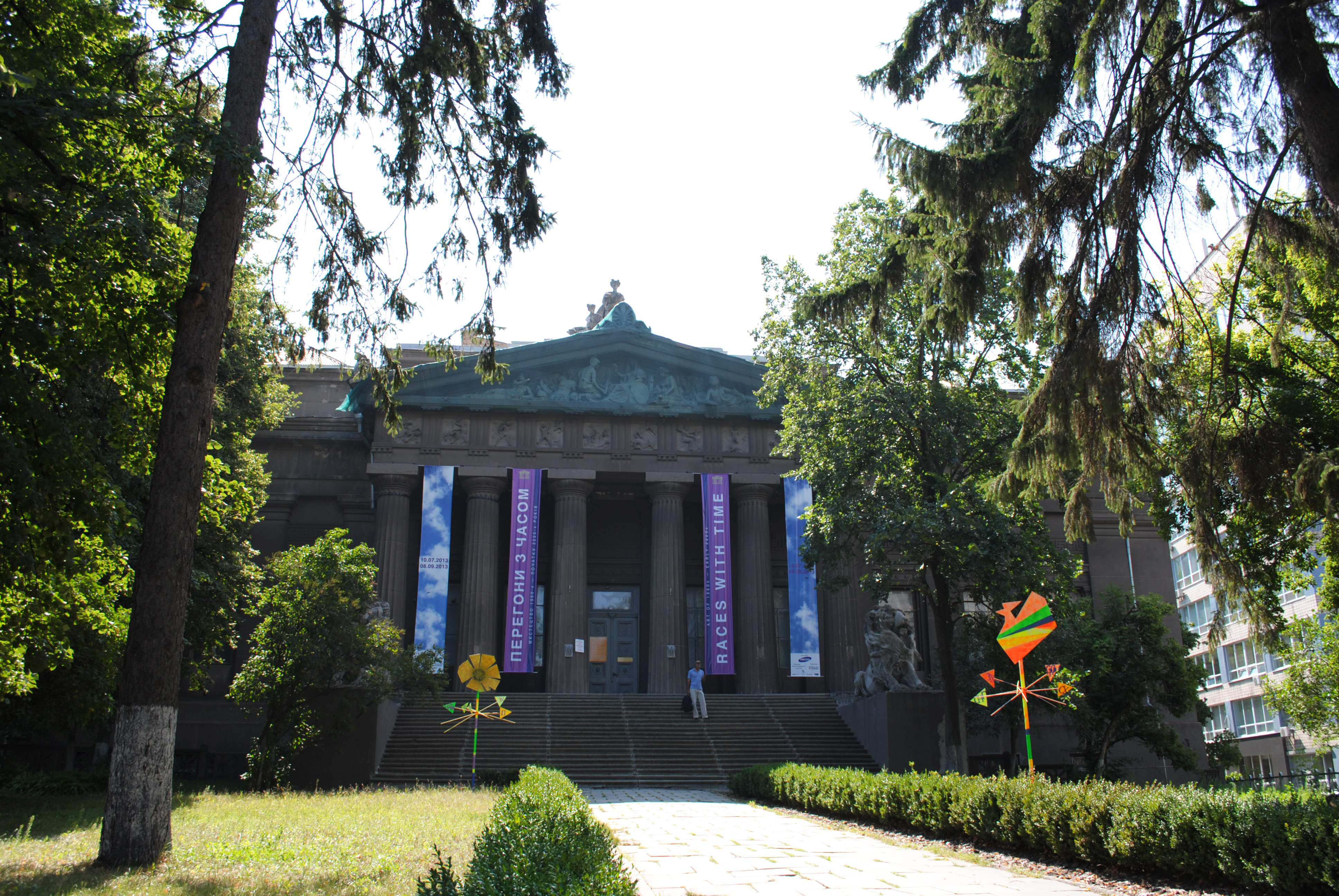
Національний художній музей України

Київ — центр музейної справи України, тут розташовані сотні музеїв та культурних установ. Серед найцікавіших — Національний художній музей України, Музей однієї вулиці, Державний музей авіації України, Всеукраїнське музейне містечко, Державний політехнічний музей при НТУУ КПІ, Мистецький арсенал, Національний музей «Чорнобиль», Аптека-музей у Києві, Музей космонавтики, та інші. Очікувалося, що в 2014 році кількість відвідувачів музеїв становитиме 710 680 осіб.

### Образотворче мистецтво

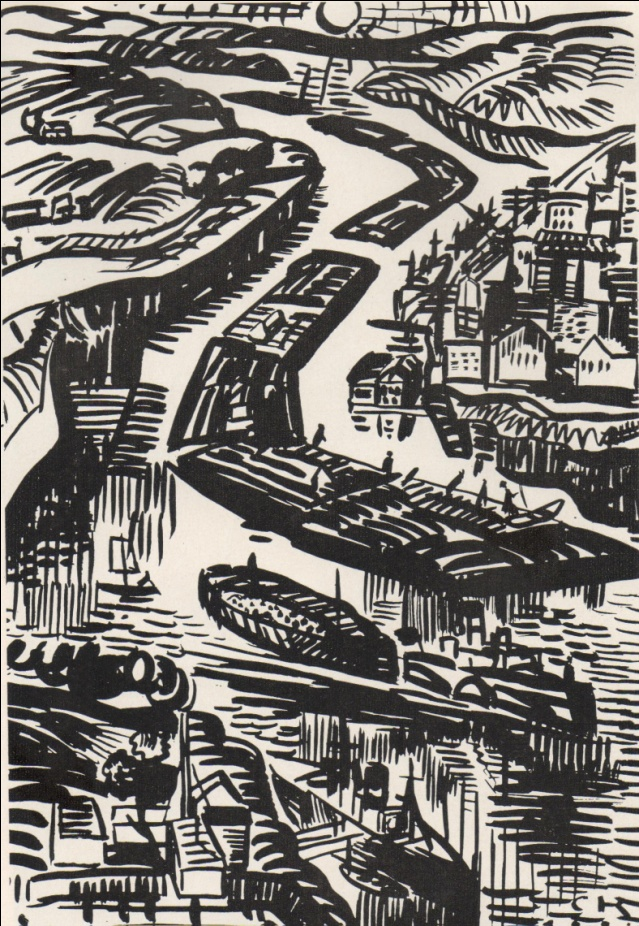
Сергій Конончук. На Дніпрі. 1931. Туш, пензель

Центрами образотворчого мистецтва в Києві є Національна академія образотворчого мистецтва і архітектури та Національна спілка художників України. Багаті художні колекції представлені в київських музеях — Національному художньому музеї, Національній картинній галереї та Музеї імені Богдана та Варвари Ханенко. Твори сучасних українських художників експонуються в галереї спілки художників, міській галереї мистецтв «Лавра», низці галерей на Андріївському узвозі тощо.
Київ початку XX століття пов'язаний з іменами таких художників, як Олександра Екстер, Михайло Бойчук, Олександр Богомазов, Абрам Маневич, Георгій Нарбут, Вадим Меллер, Олександр Хвостенко-Хвостов, Георгій Лукомський, у 1920-х роках у Києві працювали Михайло Жук, Климент Редько, Юхим Михайлів, Григорій Світлицький, Карпо Трохименко. У 1930-х працювали видатні графіки, зокрема Сергій Конончук, який особливу увагу приділяв темі рідного міста. Ці рисунки ніби створюють серію, де головними «героями» стають куточки двориків, тихих вулиць («Київ. Глибочиця», 1931 рік.; «Київ. Вулиця Артема», 1934 рік). Художник зумів відчути й передати тонкий, мінливий стан природи, сповнити її людським теплом рідних вулиць.
У 1960-ті роки на арену виходять художники, що опановують різні напрями європейського живопису — експресіонізму (Михайло Грицюк, Ігор Григорьєв), фонізму (Григорій Гавриленко), сюрреалізму (Іван Марчук). Декоративні неофольклорні якості внесли у малярство і графіку учасники гуртка, об'єднаного навколо колекції народного мистецтва Івана Гончара (Віктор Зарецький, Георгій Якутович).
Новітній етап художньої творчості в Києві розпочинається із виходом на поверхню андеґраунду 1987 року, коли Спілка художників улаштувала виставку молодих. Уперше від 1920-х років українські художники знов заявили про себе на міжнародному рівні. Зокрема, це абстракціоністи Тіберій Сильваші, Анатолій Криволап, Петро Лебединець, Микола Кривенко, творець палімпсестів Олександр Дубовик, концептуаліст Володимир Бовкун, неодадаїст-картограф Юрій Соломко та інші.

### Література

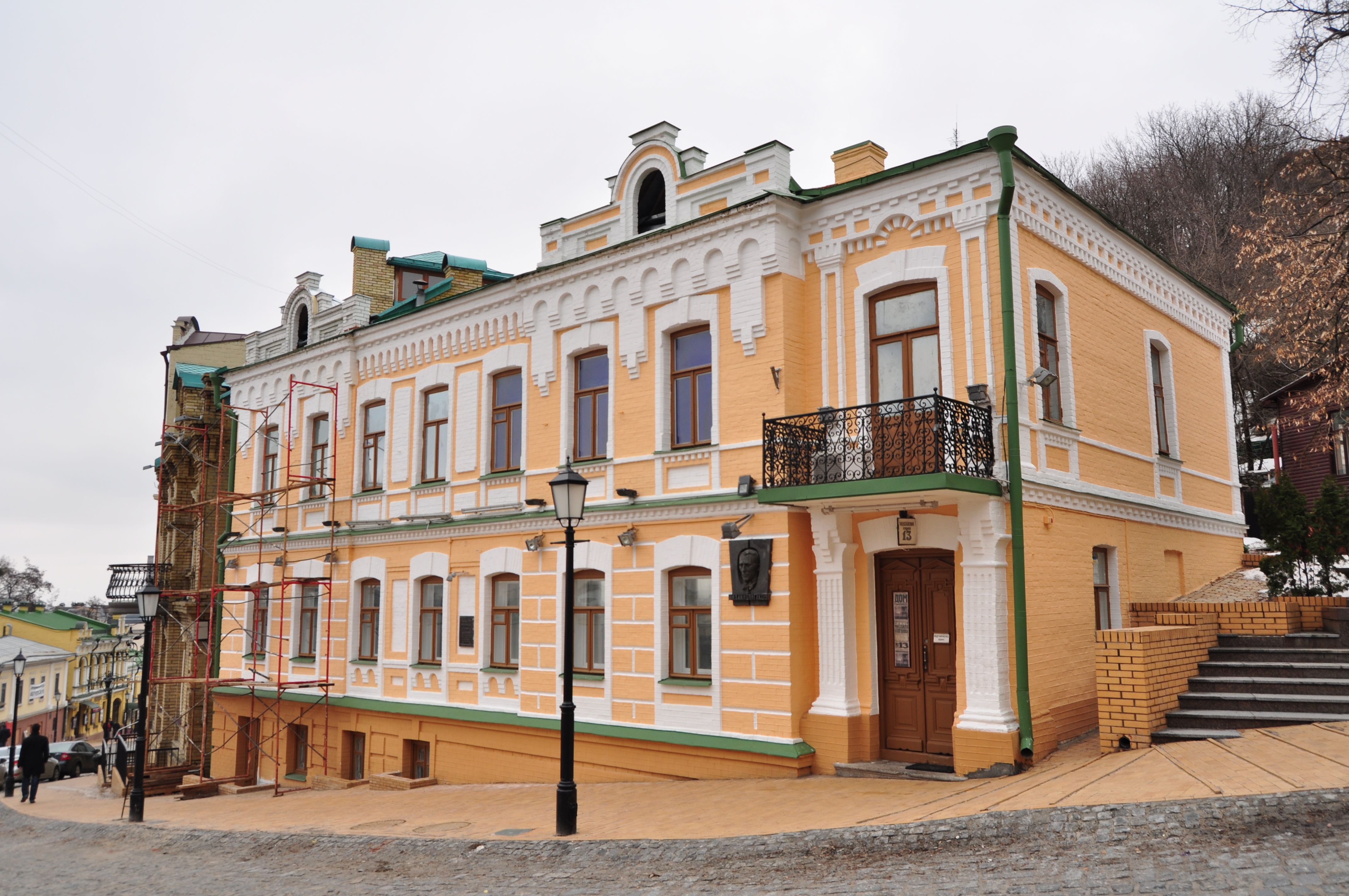
Дім Листовничого. Архітектор здавав в оренду частину кімнат родині Булгакових.

### Бібліотеки
Одними з перших бібліотек Києва були бібліотека Софійського собору, заснована Ярославом Мудрим 1037 року, та монастирське книгосховище Києво-Печерської лаври. У XVII столітті заснована бібліотека Київської академії. До Жовтневого перевороту в Києві діяло 6 бібліотек платного користування, найбільшою з них була міська (50 тис. одиниць зберігання). У
1918—1923 роках створюється низка нових бібліотек: Національна бібліотека України імені В. І. Вернадського, Бібліотека імені В. П. Чкалова, Бібліотека для дітей та ін. 1979 року бібліотечна мережа міста налічувала 1332 бібліотеки різних систем і відомств (66 млн одиниць зберігання), які обслуговували 1598 тисяч читачів.
Щорічно публічні бібліотеки Києва обслуговують 560 тисяч користувачів. У своєму арсеналі бібліотеки міста мають книжкові фонди, власні інформаційні електронні бази даних та забезпечують використання світових інформаційних ресурсів через мережу Інтернет. Бібліотечне обслуговування киян здійснюють:
- Публічна бібліотека імені Лесі Українки для дорослих
- Центральна міська бібліотека імені Т. Г. Шевченка для дітей
- Київська молодіжна бібліотека
- Десять спеціалізованих бібліотечних систем міста Києва (Публічні бібліотеки Києва)

### Спорт

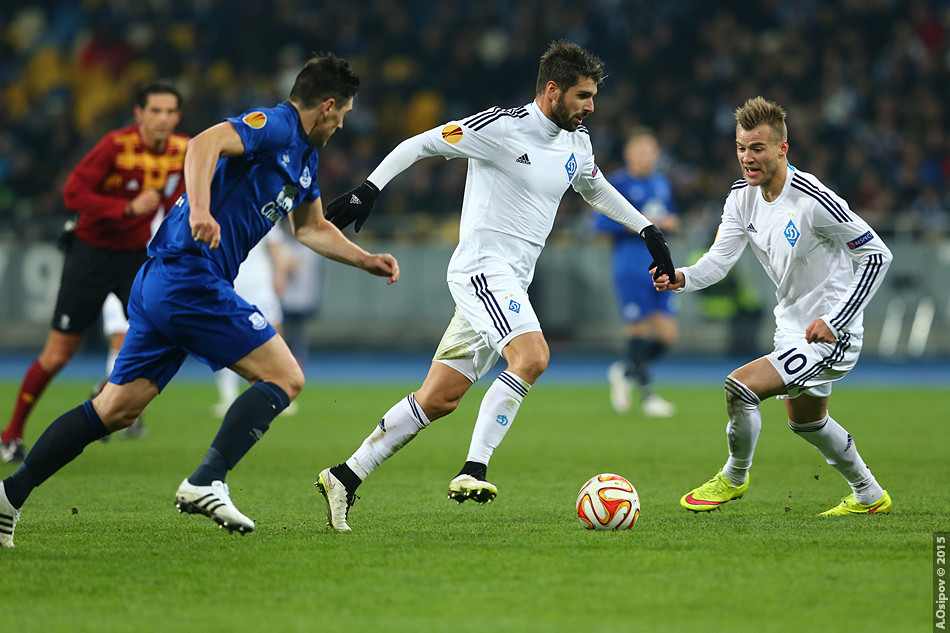
«Динамо» Київ

Найпопулярнішим командним видом спорту в Києві є футбол. Футбольний клуб «Динамо» загалом 29 разів ставав чемпіоном СРСР та України, здобував міжнародні трофеї і є справжнім символом міста. В українській Прем'єр-лізі місто також представляли клуби «Оболонь», «Арсенал», ЦСКА та «Лівий берег», а у Другій лізі — найстаріший київський футбольний клуб «Локомотив», заснований ще у 1919 році, який вирішила відродити Укрзалізниця. Найкращим українським чоловічим баскетбольним клубом часів СРСР був київський «Будівельник», який нині разом із БК «Київ» виступає в об'єднаній Українській Суперлізі. У вітчизняному жіночому баскетболі провідні позиції посідає київська команда ТІМ-СКУФ. В Українській хокейній лізі виступає хокейний клуб «Сокіл» та «Київ». У радянські часи жіночий гандбольний клуб «Спартак» неодноразово вигравав чемпіонат країни та європейські клубні трофеї.
Головними аренами спортивних змагань є НСК «Олімпійський», Палац спорту, стадіони «Динамо» ім. В. Лобановського та «Оболонь-Арена». 2012 року на НСК «Олімпійський» проводилися матчі групового етапу, чвертьфінал та фінал Євро 2012.
У Києві працює Національний університет фізичного виховання і спорту України.

### Кухня
Відомі страви-символи Києва:
- Котлета по-київськи
- Київська перепічка
- Київський торт

## Освіта та наука

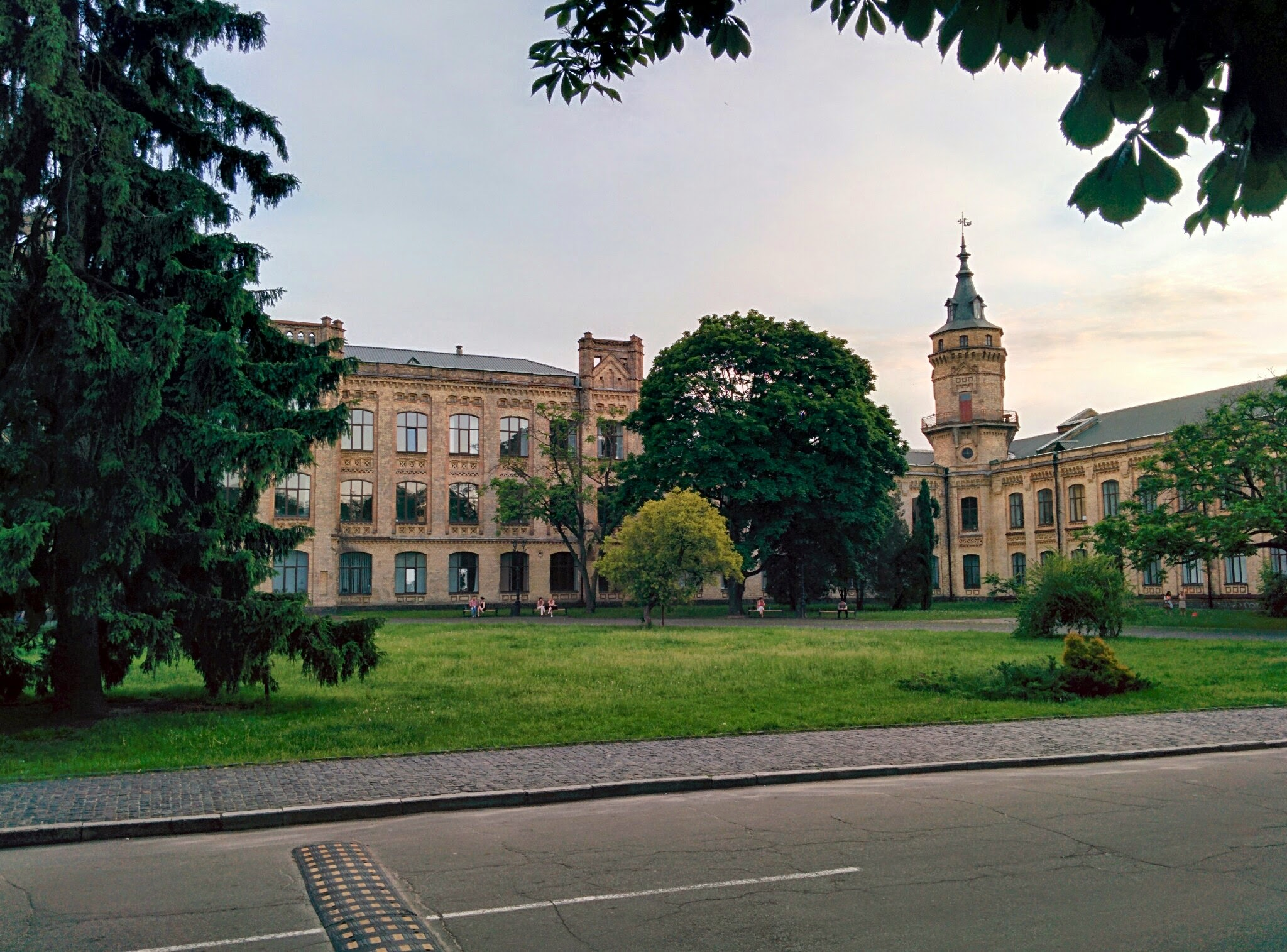
Київський політехнічний інститут

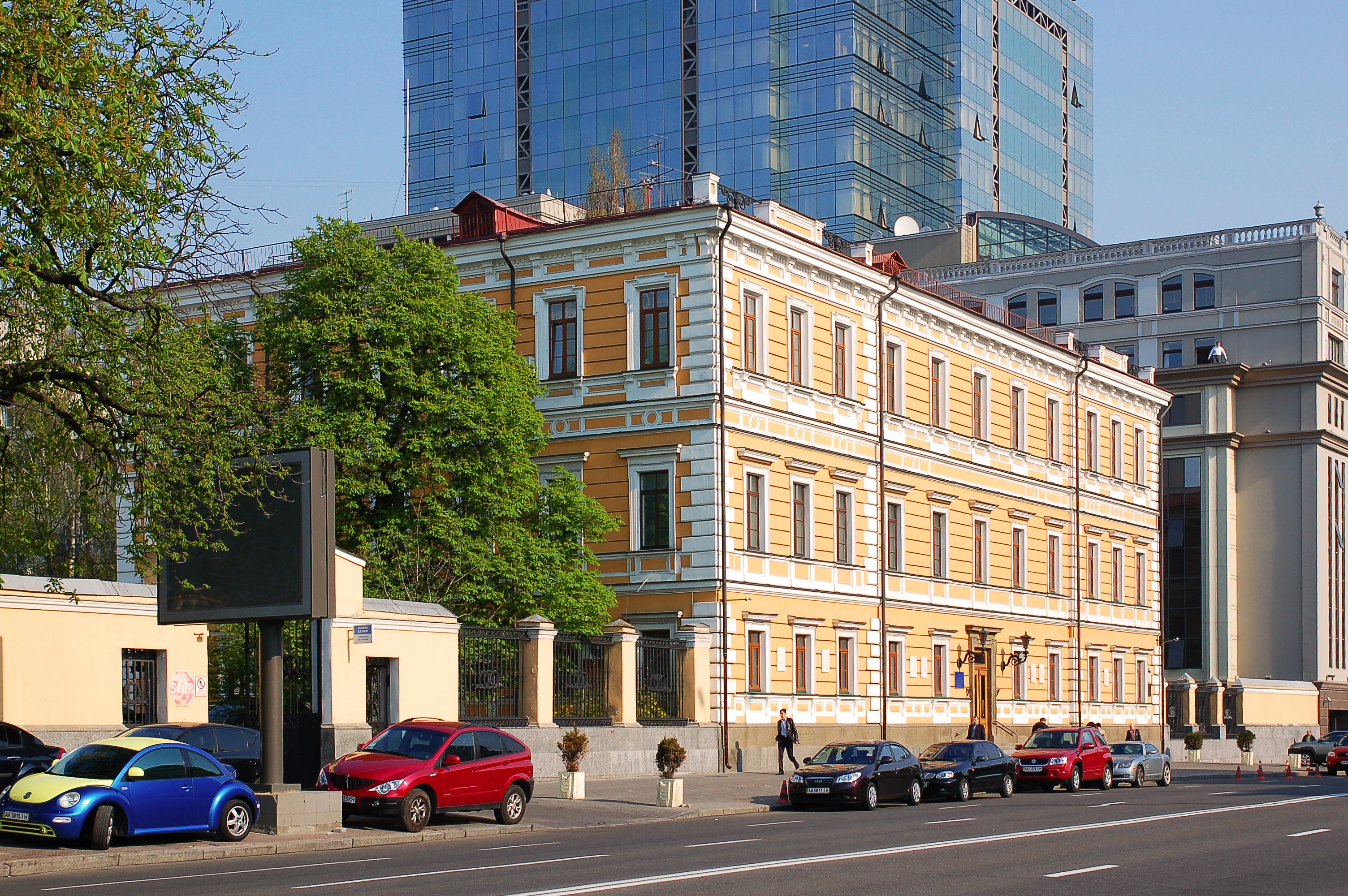
Приміщення Президії НАН України на вулиці Володимирській № 54

У X—XIII століттях Київ був найбільшим освітнім центром Русі. Від часів Володимира Святославича тут діяли школи грамоти. Церкви і монастирі мали власні бібліотеки. Книгозбірня київської Софії — бібліотека Ярослава Мудрого нараховувала близько 950 томів. Інша велика бібліотека, якою користувалися руські літописці, існувала в Печерському монастирі. Дослідження графіті на стінах міських храмів і посуді доводять, що багато киян була письменними.
Після монгольської навали освіта в Києві занепала. З кінця XIV століття у списках паризької Сорбонни та інших західноєвропейських університетів з'являються імена студентів із Києва. Так, під 1436 роком зазначений перший доктор «рутенської нації з Києва» — Іван Тинкевич.
Починаючи з кінця XVII століття Києво-Могилянська академія підготувала багато видатних учених.
1834 року відкрито перший в історії Києва університет — Київський університет Св. Володимира, що відтоді став провідним вітчизняним освітнім та науковим центром. І сьогодні Київ — найбільший в Україні науковий центр.
Серед вищих навчальних закладів:
- Київський політехнічний інститут
- Медичний університет імені Олександра Богомольця
- Києво-Могилянська академія
- Економічний університет
- Київська консерваторія
- Академія образотворчого мистецтва і архітектури
- Авіаційний університет
- Університет будівництва і архітектури
- Аграрний університет
- Педагогічний університет імені Михайла Драгоманова
- Академія керівних кадрів культури і мистецтв
- Університет культури і мистецтв
- Торговельно-економічний університет
- Київський інститут бізнесу та технологій
- Міжнародний університет
- Університет технологій та дизайну
- Київська школа економіки.

У Києві розміщені численні установи Національної академії наук України (НАНУ), Український нафтогазовий інститут.

## Відомі особистості
- Шульгін Василь Віталійович (1878—1976) — російський політичний діяч, публіцист, за освітою правник.
- Насонів Валентин Миколайович (1881)  — полковник Армії УНР.
- Вертинський Олександр Миколайович (1889—1957) — російський та радянський кіноактор, композитор, поет і співак.
- Долгов Григорій Степанович (1890—1957) — російський та радянський український актор
- Владиславський Володимир Олександрович (1891—1970) — радянський актор театру і кіно.
- Литвиненко-Вольгемут Марія Іванівна (1892—1966) — українська (радянська) оперна співачка
- Мішель Мишле (1894—1995) — американський кінокомпозитор.
- Рильський Максим Тадейович (1895—1964) — український радянський поет-академік, перекладач, публіцист, громадський діяч, мовознавець.
- Шпиковський Микола Григорович (1897—1977) — український радянський кінорежисер, сценарист.
- Братерський Микола Феліксович (1898—1956) — радянський український актор театру і кіно.
- Гомоляка В'ячеслав Павлович (1898—1959) — український радянський кінорежисер-документаліст, сценарист, актор кіно.
- Тарасова Алла Костянтинівна (1898—1973) — українська актриса.
- Капка Дмитро Леонтійович (1898—1977) — український кіноактор та дипломат.
- Покрасс Дмитро Якович (1899—1978) — український та російський композитор.
- Ротлейдер Михайло Якович (1899—1998) — радянський та український організатор кіновиробництва (кінопродюсер).
- Анатоль Літвак (1902—1974) — американський кінорежисер єврейського походження з України.
- Козир Олександр Хомич (1903—1961) — радянський і український кінорежисер.
- Панкратьєв Олексій Олексійович (1903—1983) — радянський, український кінооператор.
- Строєва Віра Павлівна (1903—1991) — російський режисер, сценарист.
- Таранов Гліб Павлович (1904—1989) — український композитор і педагог музики, професор, доктор мистецтвознавства.
- Покрасс Данило Якович (1905—1954) — український та російський композитор.
- Добржанська Любов Іванівна (1905—1980) — радянська актриса театру і кіно.
- Бабій Олександр Максимович (1906—1953) — український радянський звукооператор.
- Ячницький Аполлон Володимирович (1906—1980) — радянський та український актор театру і кіно.
- Кохно Леонтій Ілліч (1906—1988) — радянський український кінооператор.
- Слуцький Михайло Якович (1907—1959) — український радянський режисер документального та ігрового кіно.
- Ідзковський Антон Леонардович (1907—1995) — радянський футболіст, воротар.
- Свєчніков Анатолій Григорович (1908—1962) — український радянський композитор.
- Івицький Ростислав Георгійович (1908—1974) — український актор.
- Носов Микола Миколайович (1908—1976) — радянський письменник.
- Конарський Віктор Феліксович (1908—1995) — радянський, український кінорежисер.
- Кошмяк Георгій Данилович (1909—1988) — радянський офіцер, Герой Радянського Союзу.
- Ревенко Сергій Іванович (1910—1981) — радянський і український кінооператор.
- Сандлер Оскар Аронович (1910—1981) — радянський і український композитор.
- Дворжецький Вацлав Янович (1910—1993) — радянський актор.
- Михайлов Костянтин Костянтинович (1910—1994) — артист театру і кіно.
- Юцевич Йосип Федорович (1911—1974) — український художник театру і кіно.
- Ключарьов Ігор Володимирович (1911—1996) — український звукооператор, композитор.
- Войтенко Володимир Григорович (1912—1978) — радянський, український оператор-постановник ігрових і науково-популярних фільмів.
- Максимцов Ростислав Семенович(1912—1988) — радянський український звукооператор.
- Канішевський Григорій Митрофанович (1912—1991) — український актор, режисер.
- Бобровников Олексій Вікторович (1912—1998) — радянський і український художник театру та кіно, графік.
- Цегляр Яків Самійлович (1912—2008) — радянський і український композитор.
- Олевський Лев Борисович (1913—1991) — український перекладач, актор.
- Гаккебуш Катерина Михайлівна (1913—1993) — українська художниця по костюмах кіно і театру.
- Гомоляка Вадим Борисович (1914—1980) — український, радянський композитор.
- Алісова Ніна Улянівна (1915—1996) — радянська акторка театру і кіно.
- Чернишова Тетяна Георгіївна (1915—1997) — радянський український кінооператор.
- Поліщук Віктор Петрович (1915—2006) — радянський і український актор театру і кіно.
- Левченко Іван Нестерович (1916—2001) — радянський і український кінорежисер.
- Свєчніков Анатолій Григорович (1908—1962) — український радянський композитор.
- Панасьєв Микола Лаврентійович (1918—1980) — український актор.
- М'ягкий Віктор Іванович (1918—1982) — радянський український актор театру і кіно, театральний режисер.
- Сивчикова Тетяна Миколаївна (1918—1992) — радянський, український режисер по монтажу.
- Глузський Михайло Андрійович (1918—2001) — радянський і російський актор театру і кіно.
- Пекарська Ганна Федорівна (1918—2010) — радянська та українська теле-, кіно- та театральна акторка.
- Калачевська Любов Пилипівна (1919—1995) — радянська українська театральна актриса.
- Френкель Ян Абрамович (1920—1989) — радянський композитор.
- Копержинська Нонна Кронідівна (1920—1999) — українська актриса театру і кіно.
- Герасимчук Лідія Павлівна (1922—1958) — українська прима-балерина.
- Парфенюк Олена Павлівна (1922—1977) — радянський і український художник по гриму.
- Січкін Борис Михайлович (1922—2002) — радянський та американський актор.
- Роговий Володимир Абрамович (1923—1983) — радянський кінематографіст.
- Король Павло Федорович (1923—2005) — радянський і український кінооператор.
- Решетников Анатолій Георгійович (1923—2018) — український актор.
- Померанцев Юрій Борисович (1923—2022) — радянський і казахстанський актор театру та кіно, режисер.
- Дубровський Володимир Васильович (* 1923) — радянський український художник комбінованих зйомок.
- Вєтров Ігор Олександрович (1924—1998) — український і радянський актор і кінорежисер.
- Чалий Богдан Йосипович (1924—2008) — український письменник.
- Самсонова Надія Василівна (1924—2010) — радянська кіноакторка.
- Григор'єв Михайло Григорович (1925—1979) — радянський і український кінорежисер, сценарист.
- Шамо Ігор Наумович (1925—1982) — український композитор єврейського походження.
- Сміян Сергій Костянтинович (1925—2014) — український режисер.
- Шаїнський Володимир Якович (1925—2017) — радянський композитор єврейського походження.
- Лисецький Сергій Опанасович (1926—2022) — український кінооператор і кінорежисер.
- Миронер Фелікс Юхимович (1927—1980) — український радянський кінорежисер і сценарист.
- Щуровський Юрій Сергійович (1927—1996) — радянський і український композитор, викладач.
- Каравайчук Олег Миколайович (1927—2016) — радянський і російський піаніст, музикант-імпровізатор, композитор, автор музики до багатьох кінофільмів і спектаклів.
- Самборський Ігор Анатолійович (* 1927) — радянський, український кіноактор та кінорежисер.
- Бронєвой Леонід Сергійович (1928—2017) — радянський і російський актор.
- Бистрицька Еліна Авраамівна (1928—2019) — радянська і російська актриса театру і кіно.
- Кузнецов Анатолій Васильович (1929—1979) — російський прозаїк.
- Биков Ролан Антонович (1929—1998) — радянський і російський актор та кінорежисер.
- Литвиненко Таїсія Порфирівна (1929—2016) — радянська і українська кіноактриса.
- Віккерс Роберт Борисович (1931—2000) — радянський і український письменник, драматург.
- Мажуга Юрій Миколайович (1931—1922) — відомий український актор театру і кіно.
- Ролик Алла Миколаївна (* 1932) — радянська, українська актриса театру та кіно.
- Трощенко Наталія Володимирівна (1933—1988) — радянська кінорежисерка і сценаристка
- Аркадій Арканов (1933—2015) — російський письменник-сатирик, драматург.
- Засєєв-Руденко Микола Вікторович (1933—2021) — радянський, український актор, кінорежисер.
- Сібель Сергій Костянтинович (* 1933) — радянський український актор театру і кіно.
- Смирнов Віктор Васильович (* 1933) — російський та український письменник й кінодраматург.
- Муллер Юрій Григорович (* 1933) — радянський український художник кіно, художник-постановник.
- Каневський Олександр Семенович (* 1933) — український сценарист і письменник.
- Смирнова Дая Євгенівна (1934—2012) — радянська і російська актриса кіно, журналіст, кінознавець.
- Емма Олена Григорівна (* 1934) — радянська і українська художниця по костюмах та по гриму.
- Яновський Олександр Лейбович (1935—2013) — радянський і український кінооператор.
- Рашеєв Микола Георгійович (1935—2021) — радянський і український кінорежисер, кіносценарист.
- Грабовський Леонід Олександрович (* 1935) — український композитор.
- Мамонтов Анатолій Іванович (* 1935) — радянський і український художник кіно, художник-постановник.
- Гілевич Фелікс Ілліч (1936—1992) — український актор, кінооператор.
- Мерзликін Микола Іванович (1936—2006) — радянський, український актор та режисер.
- Блажков Ігор Іванович (* 1936) — український диригент.
- Сапанович Алла Василівна (* 1936) — радянський, український художник по костюмах.
- Москвіна Неля Трохимівна (* 1937) — бандуристка, член Національної спілки кобзарів України.
- Яковченко Юнона Миколаївна (1937—1980) — українська радянська акторка.
- Сердюк Тамара Сергіївна (* 1937) — радянський, український режисер монтажу.
- Козелькова Олена Георгіївна (* 1937) — радянська і російська актриса театру і кіно, театральний педагог.
- Крітенко Юрій Григорович (1938—1997) — український актор.
- Губа Володимир Петрович (1938—2020) — радянський і український композитор.
- Судьїн Володимир Миколайович (1938—2021) — радянський і український театральний режисер, театральний педагог, актор.
- Марченко Леонід Леонідович (* 1938) — український актор театру і кіно.
- Трушковський Василь Тимофійович (1939—2003) — радянський український кінооператор.
- Склянський Георгій Ігорович (1939—2007) — радянський і російський актор, режисер, сценарист, педагог.
- Акайомова Наталія Олександрівна (1939—2010) — радянська, українська режисер монтажу та режисер-документаліст.
- Каневський Леонід Семенович (* 1939) — радянський, ізраїльський і російський актор театру і кіно, телевізійний ведучий.
- Комаров Олег Васильович (* 1939) — радянський і український актор театру і кіно, літератор, педагог.
- Куценко Світлана Яківна (1940—2017) — радянський і український редактор, сценарист.
- Гончаров Володимир Максимович (1940—2022) — радянський і український режисер, аніматор, художник.
- Сурикова Алла Іллівна (* 1940) — радянський і російський кінорежисер, сценарист, педагог.
- Шарикіна Валентина Дмитрівна (* 1940) — радянська та російська акторка театру й кіно.
- Алісов Вадим Валентинович (1941—2021) — радянський і російський кінооператор-постановник.
- Лисенко Ольга Георгіївна (* 1941) — радянська, українська кіноактриса.
- Улицька Лариса Яківна (* 1941) — радянський, український режисер монтажу.
- Мухін Олександр Васильович (* 1944) — радянський і український кінооператор, художник, скульптор, письменник.
- Гудзь Микола Опанасович (1945—2005) — радянський і український кіноактор.
- Яновський Леонід Федорович (1946—1996) — радянський, український актор.
- Логійко Людмила Миколаївна (1946—2002) — українська акторка театру, кіно та дубляжу.
- Петров Володимир Сергійович (* 1946) — радянський, український і російський актор, режисер.
- Храпачов Вадим Юрійович (1947—2017) — радянський, український композитор.
- Демерташ Віктор Костянтинович (1947—2019) — радянський та український актор.
- Криштофович В'ячеслав Сигизмундович (* 1947) — український кінорежисер, сценарист і театральний педагог.
- Ліванов Аристарх Євгенович (* 1947) — радянський і російський актор театру і кіно.
- Панченко Віктор Іванович (1948—1987) — радянський український актор.
- Хоролець Лариса Іванівна (1948—2022) — радянська та українська акторка театру і кіно, драматург, політик.
- Марченкова Наталя Семенівна (* 1948) — радянський та український художник, режисер-мультиплікатор.
- Титов Михайло Мойсейович (* 1948) — радянський і український режисер-мультиплікатор, художник.
- Політов Віктор Григорович (* 1949) — український кінооператор.
- Сулімов Володимир Михайлович (* 1949) — радянський і український звукооператор.
- Шеремет Олександр Миколайович (* 1949) — радянський і український художник-постановник, художник-декоратор.
- Саранова Віра Олександрівна (* 1950) — українська акторка театру та кіно.
- Дворников Георгій Георгійович (1951—1998) — радянський і український кіноактор.
- Іванов Сергій Петрович (1951—2000) — радянський і український кіноактор.
- Ільїна Ніна Олександрівна (* 1951) — українська кіноактриса.
- Єфименко Людмила Пилипівна (* 1951) — українська акторка кіно, кінорежисер.
- Лещенко Станіслав Михайлович (* 1951) — радянський, український режисер-мультиплікатор.
- Слободський Ігор Анатолійович (* 1951) — радянський і український актор.
- Хостікоєв Анатолій Георгійович (* 1953) — український актор театру і кіно, імпресаріо.
- Жилко Лариса Миколаївна (* 1954) —радянський і український художник театру і кіно.
- Чорний Олександр Михайлович (1955—2017) — радянський, український кінооператор.
- Ігнатов Михайло Якович (* 1955) — український актор.
- Ігнатуша Олександр Федорович (* 1955) — український актор, співак і кінорежисер.
- Завальський Олександр Васильович (1957) — український актор театру, кіно та дубляжу, режисер, педагог.
- Харитонов Андрій Ігорович (1959—2019) — популярний радянський і російський актор театру та кіно, режисер, сценарист.
- Пашин Євген Владленович (* 1960) — радянський і український актор кіно та дубляжу.
- Горбунов Олексій Сергійович (* 1961) — радянський і український актор театру та кіно.
- Тищенко Олександр Васильович (1961) — український музикант, композитор, співак, поет та продюсер.
- Боклан Микола Володимирович (* 1963) — український актор театру, кіно та дубляжу.
- Конісевич Віктор Леонідович (* 1963) — актор, режисер, артдиректор.
- Гресь-Арсеньєв Марко Вікторович (* 1968) — український художник-графік, тележурналіст, сценарист.
- Георгієвський Борис Володимирович (* 1968) — український актор театру, кіно та дубляжу, бард.
- Радчук Ольга Василівна (* 1970) — українська акторка кіно та дубляжу, радіоведуча.
- Мілла Йовович (* 1975) — американська акторка, співачка, модель, модельєр.
- Даля Стасевська (*1984) — фінська диригентка, волонтерка.

## Київ у нумізматиці та філателії

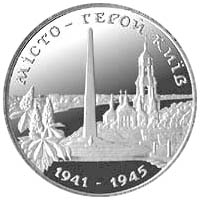
Монета НБУ — Місто-герой Київ

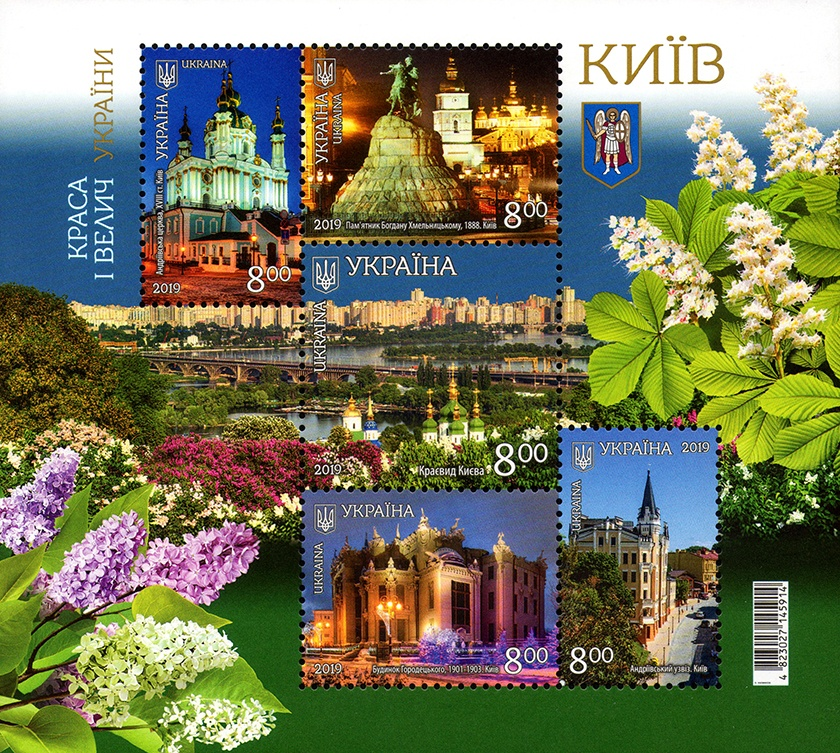
Блок із 5 марок «Краса і велич України. Київ»

- У 1995 році Національний банк України випустив ювілейну монету номіналом 200 000 карбованців «Мі́сто-геро́й Ки́їв», присвячену місту-герою Києву.
- У 2019 році Укрпошта випустила блок із 5 марок «Краса і велич України. Київ»: «Андріївська церква, XVIII ст. Київ»; «Пам'ятник Богдану Хмельницькому, 1888. Київ»; «Краєвид Києва»; «Будинок Городецького, 1901—1903. Київ»; «Андріївський узвіз. Київ».

## Міста-побратими
Станом на 2025 рік Київ має 72 міста-побратима.
Враховуючи війну між державами, Київрада у 2016 розірвала «побратимські» відносини з Москвою та рядом інших російських міст.